# 駅ビル
駅ビル（えきビル）あるいはターミナルビルは、駅業務を行う施設と鉄道事業以外に用いられる施設を一体化した建築物を差す。世界初の駅ビルは阪急電鉄梅田駅の阪急本社ビルディングである。また同地区の梅田にある大阪駅の駅ビルである大阪ステーションシティは世界最大級の駅ビルである。
特に日本において発達しており、プラットホーム等に比べ駅の「顔」として紹介されることが多い。
一般的には駅と直結して一体的となっている商業施設などの建物全般を指す。

## 概要
多くの場合、テナントとして百貨店を始めとする各種の店舗、企業のオフィス、ホテルなどを入れている。駅ビルに入居するテナントは駅の利用者層に応じて様々であり、観光客利用が多い駅では、駅ビル内に地元商品、土産物を取り揃えた店もある。都心にある特に大規模な駅ビルでは下層階に商業施設、上層階にホテルやオフィスを入居させる例も見られる。
建物全体の規模の中で駅舎としての性格が小さくなる場合もあり、「駅ビル」と「駅に隣接し、駅と結ばれているビル」を厳密に区分して定義することは難しい。以下、一般的に駅ビルと見なされている建物について述べる。

## 日本における歴史

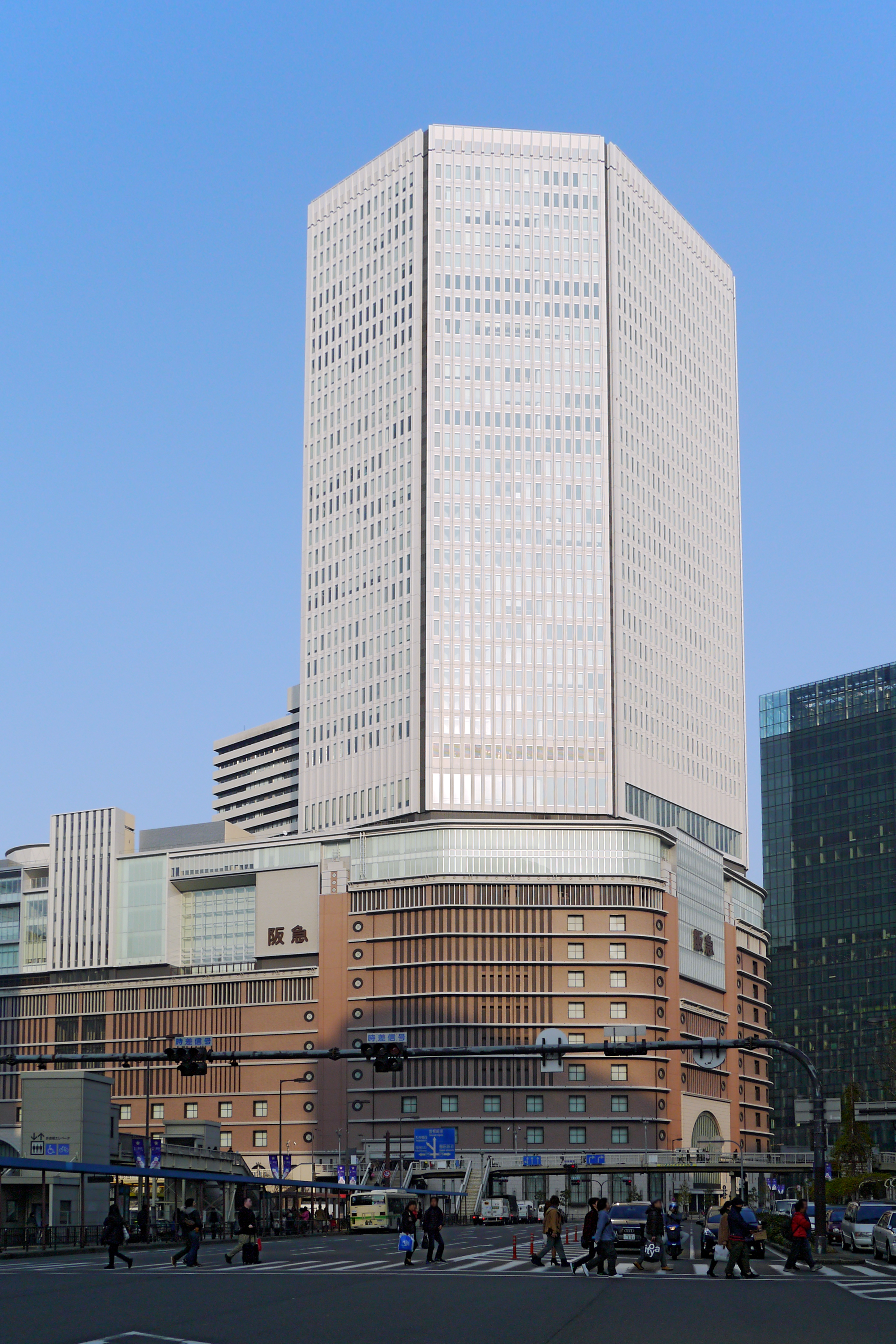
戦前からのターミナル駅の例、阪急うめだ本店（大阪梅田駅）

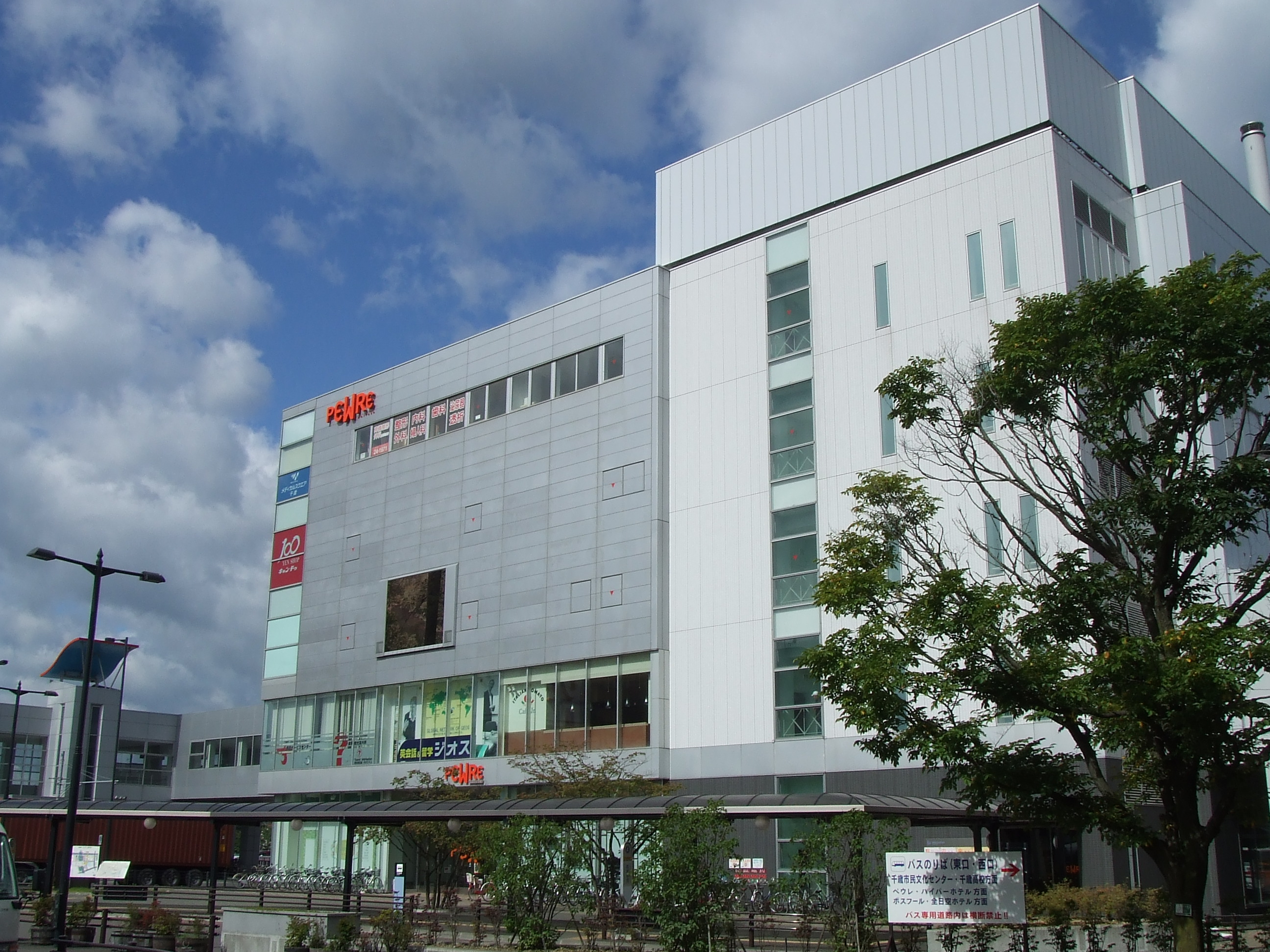
地方駅ビルの例、ペウレ千歳

1920年に完成した阪急電鉄梅田駅の阪急本社ビルディングがその第一号である。阪急電鉄の創業者である小林一三のアイディアで、ここでは1階が百貨店の白木屋に貸し出され、2階が阪急直営の食堂、3階以上が本社事務所となっていた。1925年には改装され、直営の阪急マーケットが営業を始めている。阪急マーケットは後の阪急百貨店へと発展し、これは日本初の鉄道会社が経営する百貨店（ターミナルデパート）となる。その後新京阪鉄道（現在の阪急京都線）天神橋駅の新京阪ビルディング（1926年）、大阪電気軌道（現在の近鉄）上本町停留場（大阪上本町駅）の大軌ビルディング（後の近鉄百貨店上本町店、1926年）など、他社も相次いでターミナルビルを建設した。なお1929年まで、地方鉄道法に基づく「鉄道」は兼業を禁止されていたが、軌道条例、軌道法に基づく「軌道」であるため適用されなかった。
関東地方では、1931年に開業した東武鉄道の浅草雷門駅（現浅草駅）に百貨店の松屋浅草店が入居したのが初である。また、東京横浜電鉄（現在の東急）が阪急百貨店を倣って渋谷駅に東横百貨店（東急百貨店東横店）を開業させている。こうしたターミナルビルは、鉄道会社の増収策であるのみならず、郊外の沿線住民に鉄道を利用し、都心側の百貨店で買い物をしてもらうという相乗効果を狙ったものである。大手私鉄のターミナル駅は既存市街地のはずれに位置していたが、こうしたターミナルビルを中心とした商業施設の充実により、第二次世界大戦後には新宿・渋谷・池袋のような副都心として発展してゆくことになる（「関東私鉄」も参照）。
一方、日本国有鉄道（国鉄）では、戦後復興の過程で民間の資金を導入し、1階部分を駅施設、2階以上を民間商業施設などとした民衆駅と呼ばれる駅を建設した。1950年の豊橋駅に始まり、1973年の秋田駅まで66の例がある。また1971年の法改正で国鉄の出資できる事業範囲が広まったことにより、同年の平塚ステーションビル、1983年の大阪駅アクティ大阪などが建設された。1987年の国鉄民営化後のJRグループも積極的に駅ビルの展開を行なっている。
また1970年代以降は、特に利用者の多い郊外の駅においても、駅と商業施設、行政サービス機能などを一体化させた再開発事業が行われている。地方都市においても、1971年の伊予鉄道松山市駅のいよてつそごう（現在のいよてつ髙島屋）のような巨大な駅ビルがみられる。
駅ビルの中には、その都市を代表するような巨大建築がある。例えば近畿日本鉄道の大阪阿部野橋駅（あべのハルカス、高さ300m）JRの札幌駅（JRタワー、高さ173m）・東京駅（グラントウキョウサウスタワー、高さ205m）・名古屋駅（JRセントラルタワーズ、高さ245m)、のような超高層のビルや、大阪駅（大阪ステーションシティ、延床面積819,000m2）、京都駅（建築面積32,400m2、延床面積238,000m2、幅470m）、博多駅（JR博多シティ、開発面積 約22,000m2、延床面積 約200,000m2、幅240m）のような巨大建築もあり、殊に大阪ステーションシティは日本最大の駅ビルである。東京駅のグランスタや品川駅のアトレのように、人通りの多いターミナル駅を中心に駅ナカ商業施設が充実している駅も増加している。その一方、地方都市や衛星都市の駅のように2～3階建ての「ミニ駅ビル」と呼ばれる施設もある。代表的な例としては、JR東日本のグループ会社である横浜ステーシヨンビルが運営するエキストがある。
駅ビルの運営企業は、かつては私鉄本体またはその子会社か、国鉄と地元の合弁が多かったが、国鉄民営化後はJR本体やその100%子会社が直接運営に携わるケースも増えている。

## 日本国外における類例
1920年代に日本で出現したような駅ビルは、当時の欧米にも類例がみられず、日本の鉄道建築に特有のものであった。
ただし、交通機関の結節点である駅近くに商業施設を集中させるというアイデア自体は、1830年代のパリにおけるパリ-サンジェルマン鉄道のターミナル駅構想などで既に存在している。また駅舎内のホテルについては、欧米の主要ターミナル駅の多くにおかれており、日本においては1970年代ごろまで東京ステーションホテルなど少数の例にとどまったのとは対照的である。
利用者の利便性の向上や鉄道会社の増収策として、駅内部のショッピングセンターを充実させる試みが行われている。ドイツ鉄道は1997年のライプツィヒ中央駅改装の際に駅舎内にショッピング街「プロメナーデン(Promenaden)」を作っている。実現には至っていないものの、ミュンヘン中央駅の改良計画「ミュンヘン21」では、より大規模な駅と商業施設の融合の構想がある。

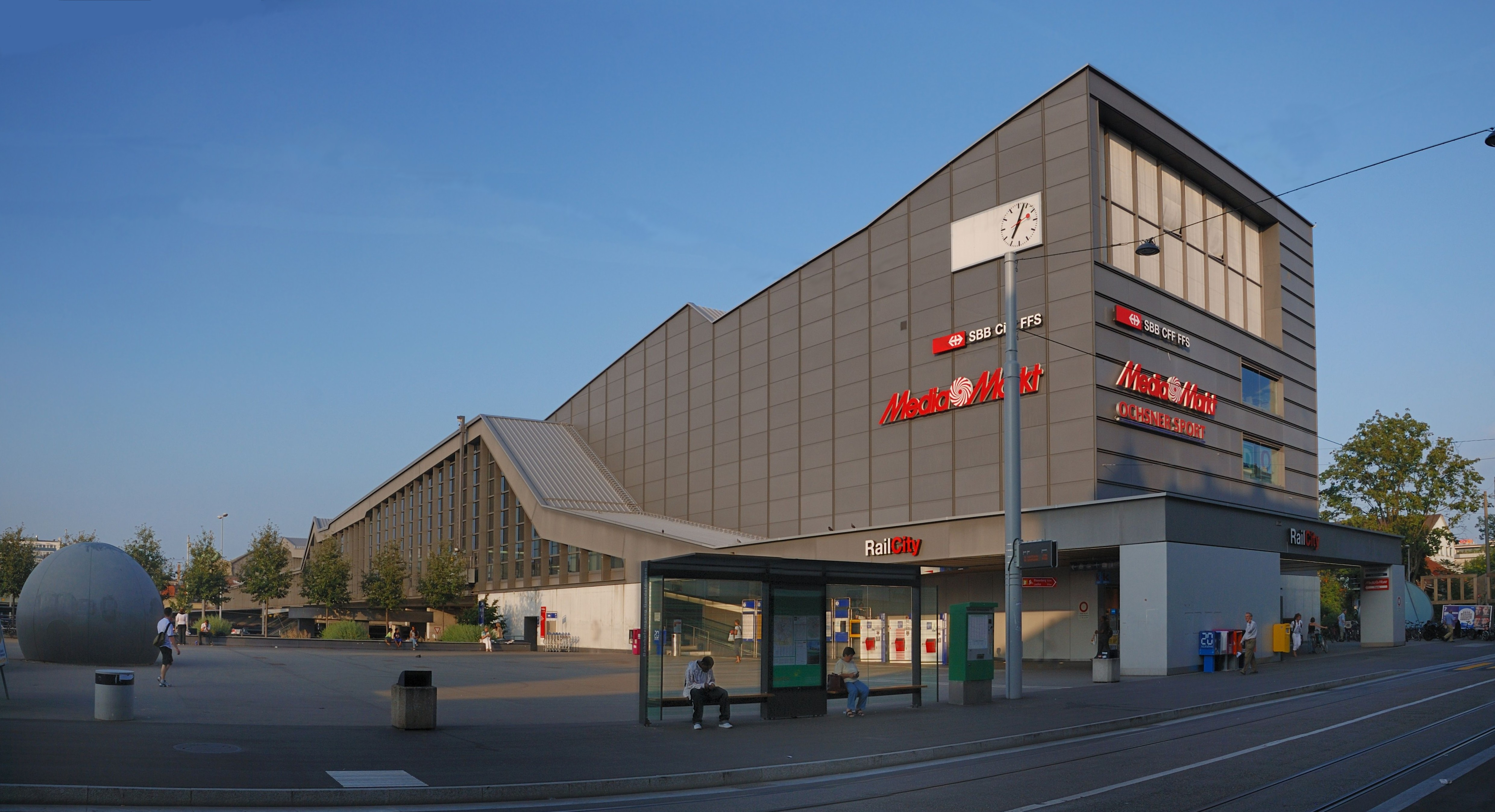
バーゼルSBB駅南口（2008年8月）。上からスイス連邦鉄道、キーテナントのメディア・マルクト、RailCityのロゴが並んでいた。

スイス連邦鉄道は、2002年12月から「RailCity」の全国統一ブランドで駅ショッピングセンターの開発を進めてきた。その形態は、商業施設主体の駅ビルを新設したもの（例:ベルン中央駅、バーゼルSBB駅南口（Bahnhof Süd））のほか、既存の地下街と旧来の駅舎内の商業施設を一体としてRailCityと呼称するもの（例:チューリッヒ中央駅（de:Shopville）、ジュネーヴ駅）、旧来の駅舎内でバックヤードの整理縮小により生み出されたスペースを商業施設としたもの（例:バーゼルSBB駅本屋（北口に相当）、ローザンヌ駅）、旧来の駅舎の大部分を取り壊し出札などの駅機能と地下街を一体として整備したもの（ルツェルン駅）など、さまざまである。なお、スイス連邦鉄道は10周年となる2012年12月、2013年からの「RailCity」ブランド廃止を発表し、ベルン中央駅、バーゼルSBB駅、ルツェルン駅、チューリッヒ中央駅及びジュネーヴ駅のショッピングセンターについては、2013年10月から2014年夏に掛け順次ショッピングバッグを模したロゴに変更された。
韓国では「民資駅舎」と呼ばれる駅ビルが1980年以降主要駅に建設されている。これは、当時の鉄道庁（現韓国鉄道公社）が、民間資本により新駅舎を建設し、建設後に所有権を国家に移転し、一定期間（通常30年）民間企業に運用権を与えるBTL方式で商業施設を運営する形である。韓国初の民資駅舎は永登浦駅で、その後ソウル駅、龍山駅等各地に広まった。
英語のStation Buildingは駅舎を指す。

## 主な駅ビル
エキナカ等の小規模な商業施設及び地下街は省略。

### 北海道旅客鉄道（JR北海道）
- 稚内駅 - キタカラ
- 旭川駅 ‐ イオンモール旭川駅前
- 札幌駅 - JRタワー
- 帯広駅 - エスタ帯広

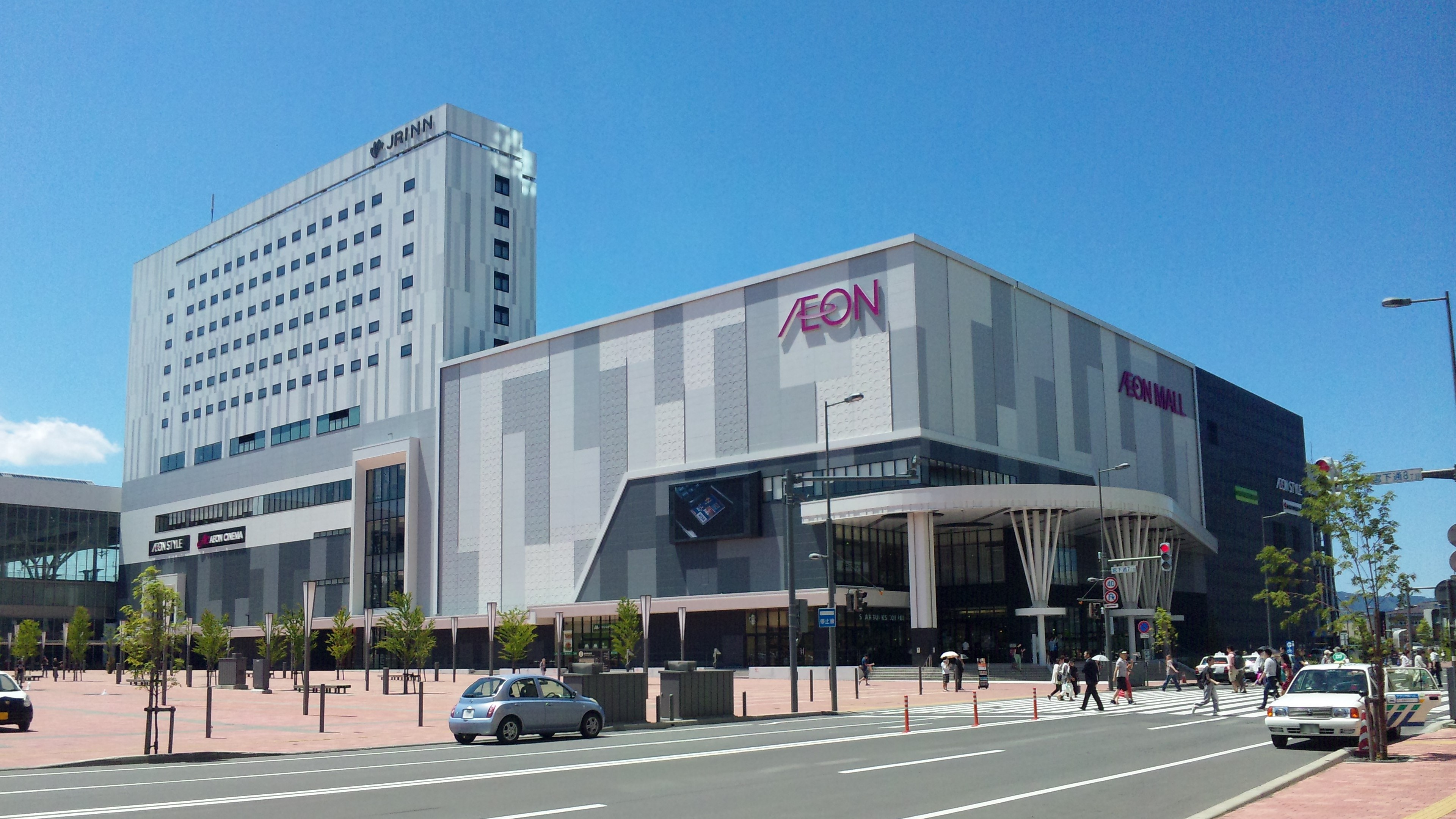
イオンモール旭川駅前
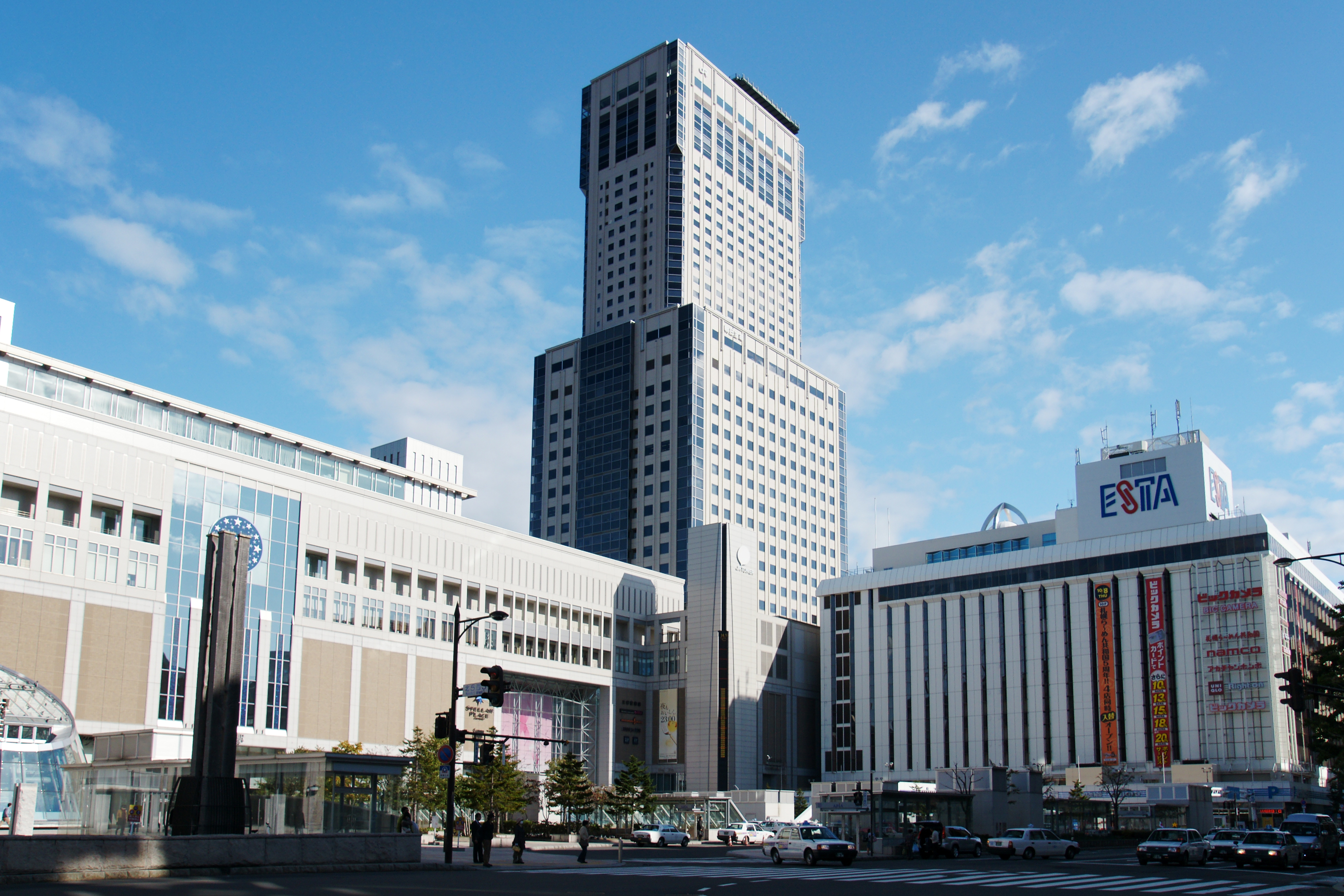
JRタワー

### 東日本旅客鉄道（JR東日本）

#### 盛岡支社
- 青森駅 - ラビナ・アンドラビナ・A-FACTORY
- 八戸駅 - うみねこプラザ
- 盛岡駅 - フェザン

#### 秋田支社
- 弘前駅 - アプリーズ
- 秋田駅 - トピコ・アルス

#### 仙台支社
- 郡山駅 - エスパル郡山
- 仙台駅 - エスパル仙台
- 福島駅 - エスパル福島
- 山形駅 - エスパル山形
- いわき駅 - エスパルいわき

#### 水戸支社
- 土浦駅 - プレイアトレ土浦
- 水戸駅 - 水戸エクセル

#### 高崎支社
- 上尾駅 - イーサイト上尾
- 籠原駅 - イーサイト籠原
- 熊谷駅 - アズ熊谷
- 高崎駅 - 高崎モントレー・イーサイト高崎
- 前橋駅 - イーサイト前橋

#### 千葉支社
- 亀戸駅 - アトレ亀戸
- 新浦安駅 - アトレ新浦安
- 千葉駅 - ペリエ千葉
- 四街道駅 - 四街道駅ビル

- 錦糸町駅 - 錦糸町ステーションビル テルミナ(SC) [16]

#### 大宮支社
- 宇都宮駅 - 宇都宮PASEO
- 浦和駅 - アトレ浦和
- 小山駅 - VAL小山
- 大宮駅 - ルミネ大宮
- 川越駅 - ルミネ川越
- 古河駅 - VAL古河

#### 首都圏本部
- 秋葉原駅 - アトレ秋葉原
- 池袋駅 - ルミネ池袋
- 上野駅 - アトレ上野
- 恵比寿駅 - アトレ恵比寿
- 大井町駅 - アトレ大井町
- 大崎駅 - アトレヴィ大崎
- 大森駅 - アトレ大森
- 荻窪駅 - ルミネ荻窪
- 蒲田駅 - グランデュオ蒲田
- 五反田駅 - アトレ五反田
- 品川駅 - アトレ品川
- 信濃町駅 - アトレ信濃町
- 新宿駅 - ルミネ新宿・NEWoMan新宿
- 北千住駅 - ルミネ北千住
- 巣鴨駅 - アトレヴィ巣鴨
- 田端駅 - アトレヴィ田端
- 東京駅 - 東京ステーションホテル
  - 八重洲口 - グラントウキョウ
  - 日本橋口 - サピアタワー
- 取手駅 - アトレ取手
- 東中野駅 - アトレヴィ東中野
- 松戸駅 - アトレ松戸
- 目黒駅 - アトレ目黒
- 有楽町駅 - ルミネ有楽町
- 四ツ谷駅 - アトレ四谷

#### 八王子支社
- 吉祥寺駅 - アトレ吉祥寺
- 国立駅 - nonowa国立
- 甲府駅 - セレオ甲府
- 国分寺駅 - セレオ国分寺
- 立川駅 - ルミネ立川
- 西国分寺駅 - nonowa西国分寺
- 八王子駅 - セレオ八王子
- 東小金井駅 - nonowa東小金井
- 三鷹駅 - アトレヴィ三鷹
- 武蔵小金井駅 - nonowa武蔵小金井
- 武蔵境駅 - nonowa武蔵境

#### 横浜支社
- 熱海駅 - ラスカ熱海
- 大船駅 - アトレ大船・大船ルミネウイング
- 小田原駅 - ラスカ小田原
- 鹿島田駅 - エキスト鹿島田
- 鎌倉駅 - CIAL鎌倉
- 川崎駅 - アトレ川崎
- 菊名駅 - CIAL菊名
- 港南台駅 - プチール港南台
- 相模原駅 - セレオ相模原
- 茅ケ崎駅 - ラスカ茅ヶ崎
- 鶴見駅 - CIAL鶴見
- 登戸駅 - 味の食彩館のぼりと
- 東神奈川駅 - CIAL PLAT東神奈川
- 平塚駅 - ラスカ平塚
- 藤沢駅 - ルミネ藤沢
- 保土ケ谷駅 - CIAL保土ヶ谷
- 町田駅 - ルミネ町田
- 横浜駅 - ルミネ横浜・JR横浜タワー（NEWoMan横浜・CIAL横浜）
- 桜木町駅 - CIAL桜木町

#### 新潟支社
- 長岡駅 - CoCoLo長岡
- 新潟駅 - CoCoLo新潟
- 越後湯沢駅 - CoCoLo湯沢

#### 長野支社
- 長野駅 - MIDORI長野
- 松本駅 - MIDORI松本

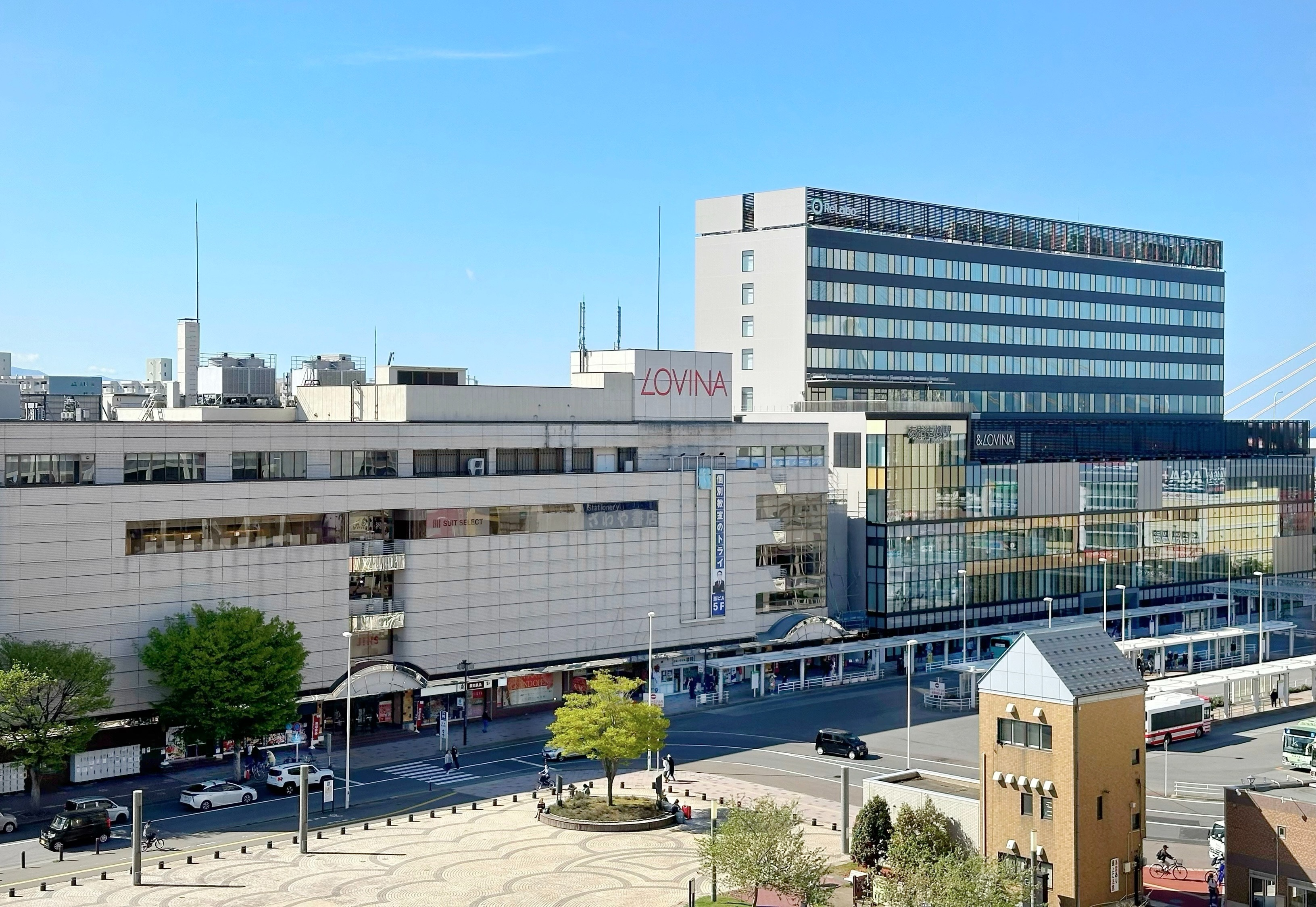
青森駅（ラビナ・アンドラビナ）
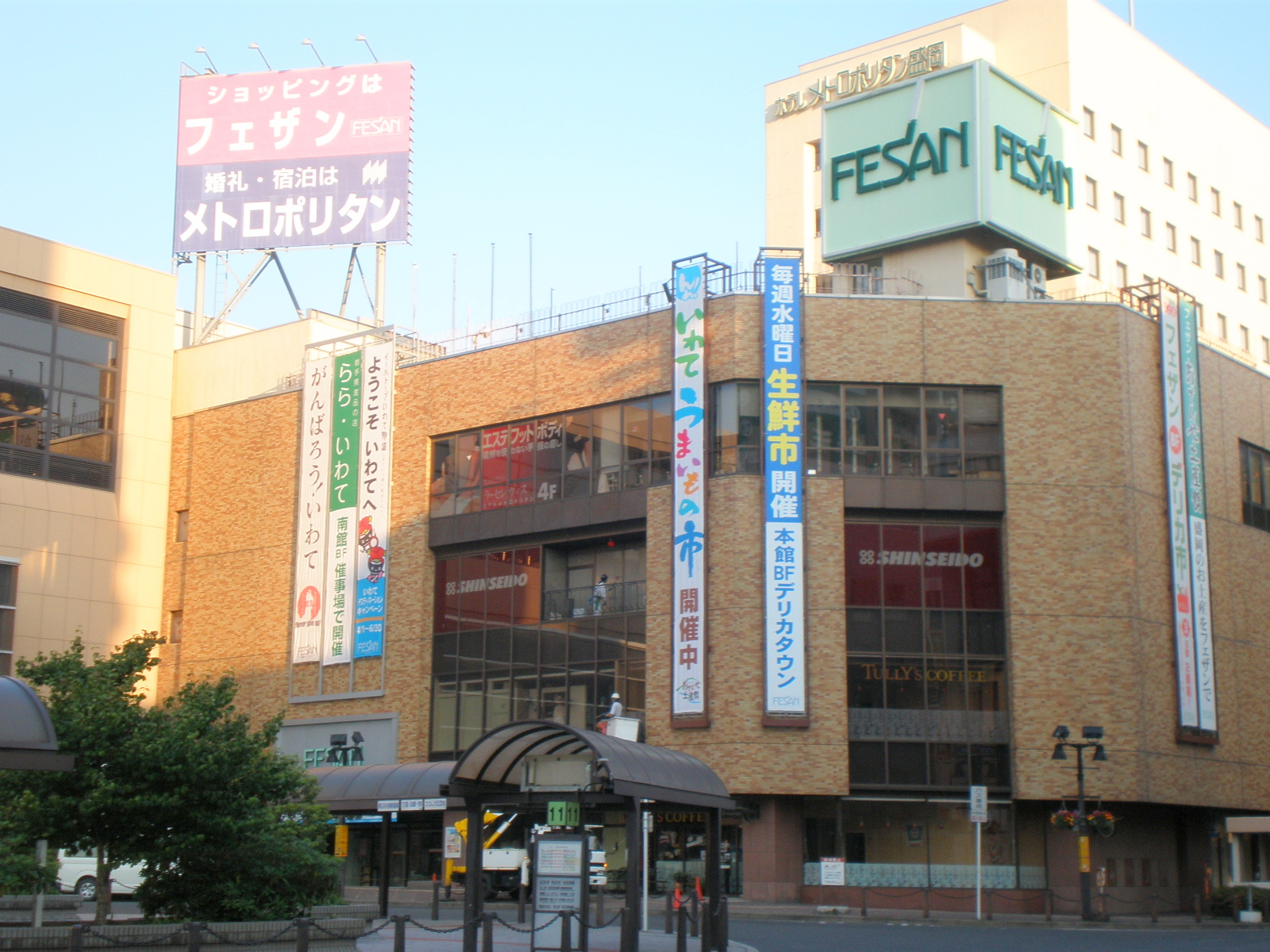
盛岡駅（フェザン）
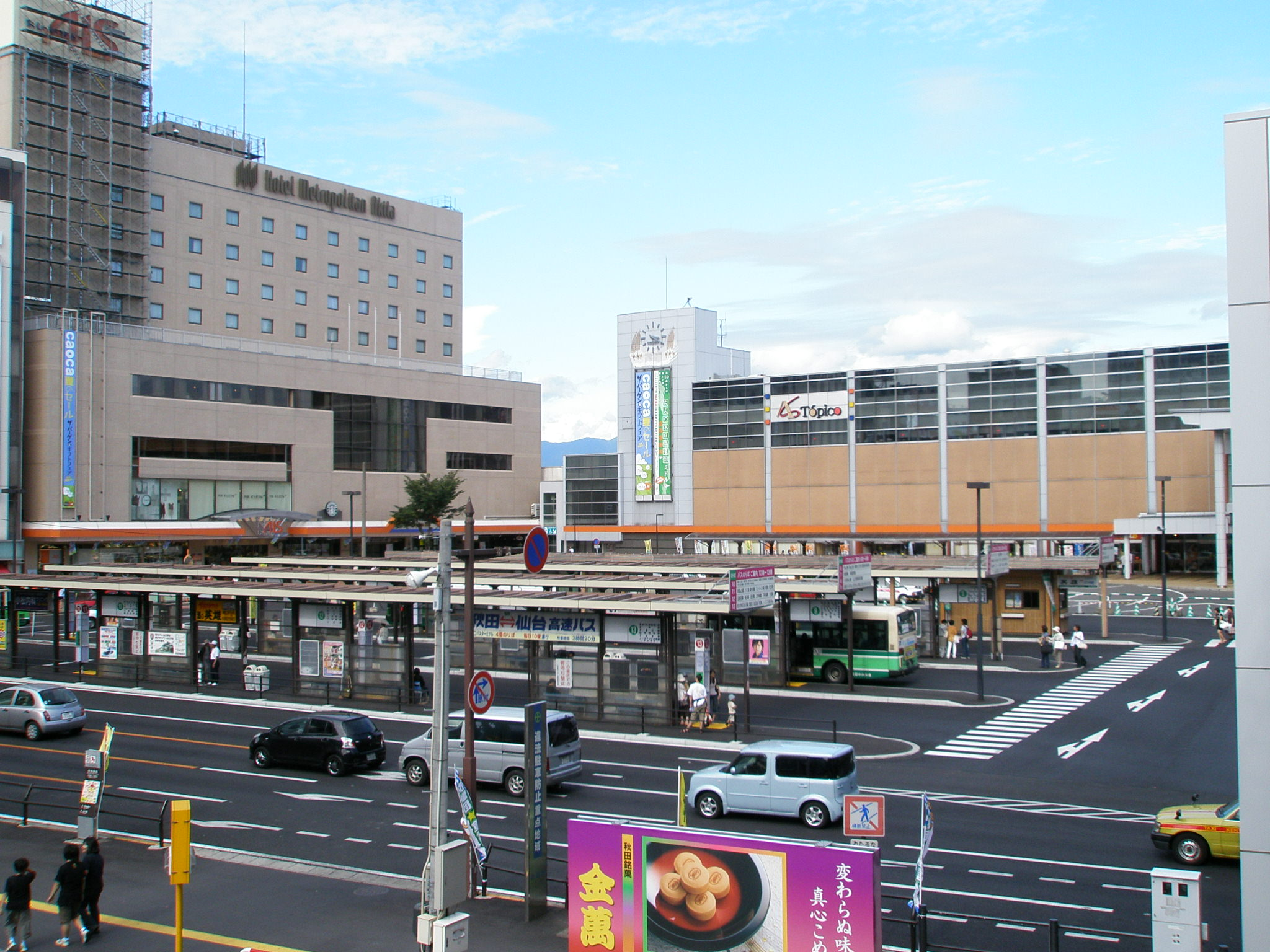
秋田駅（トピコ）
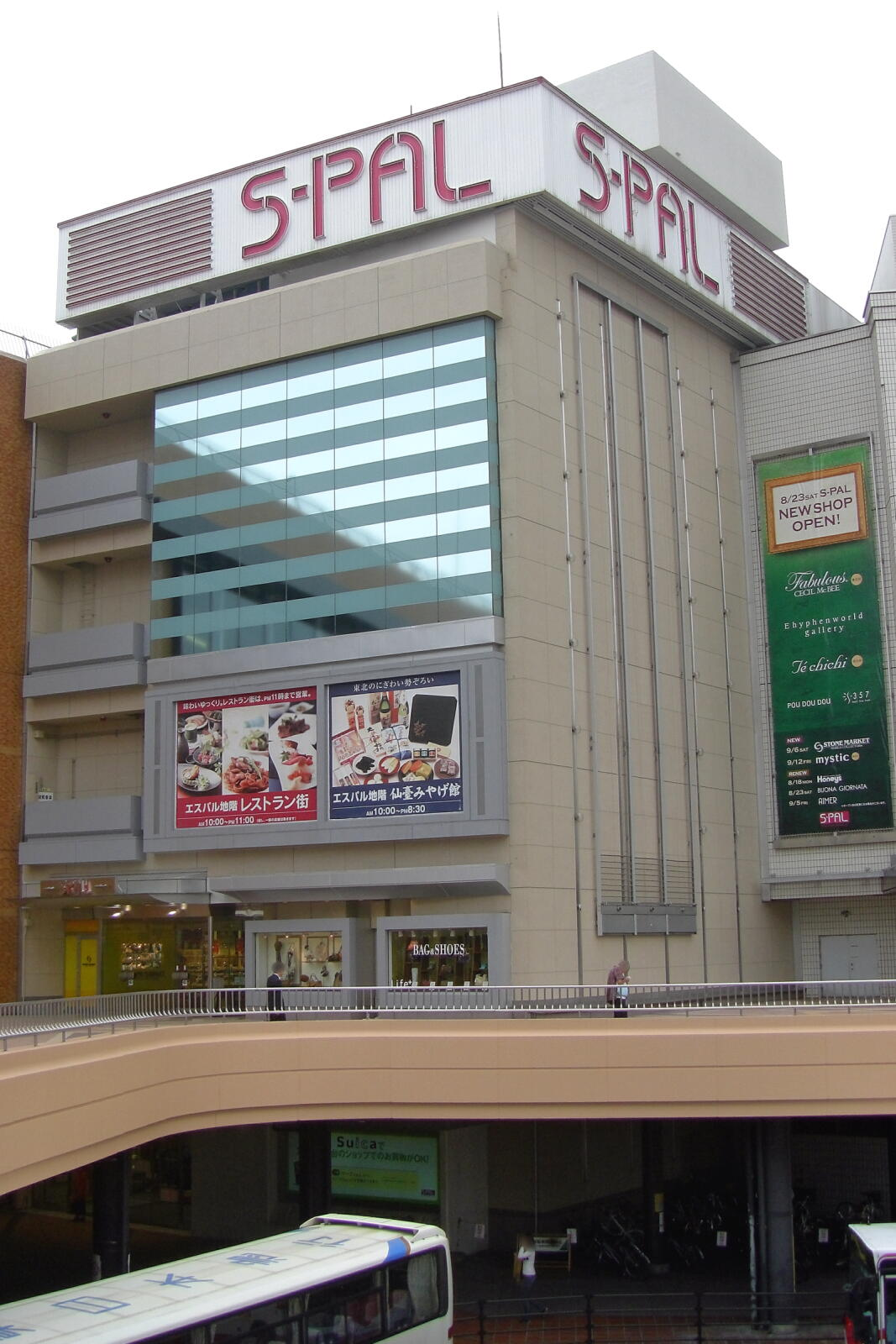
仙台駅（エスパル）
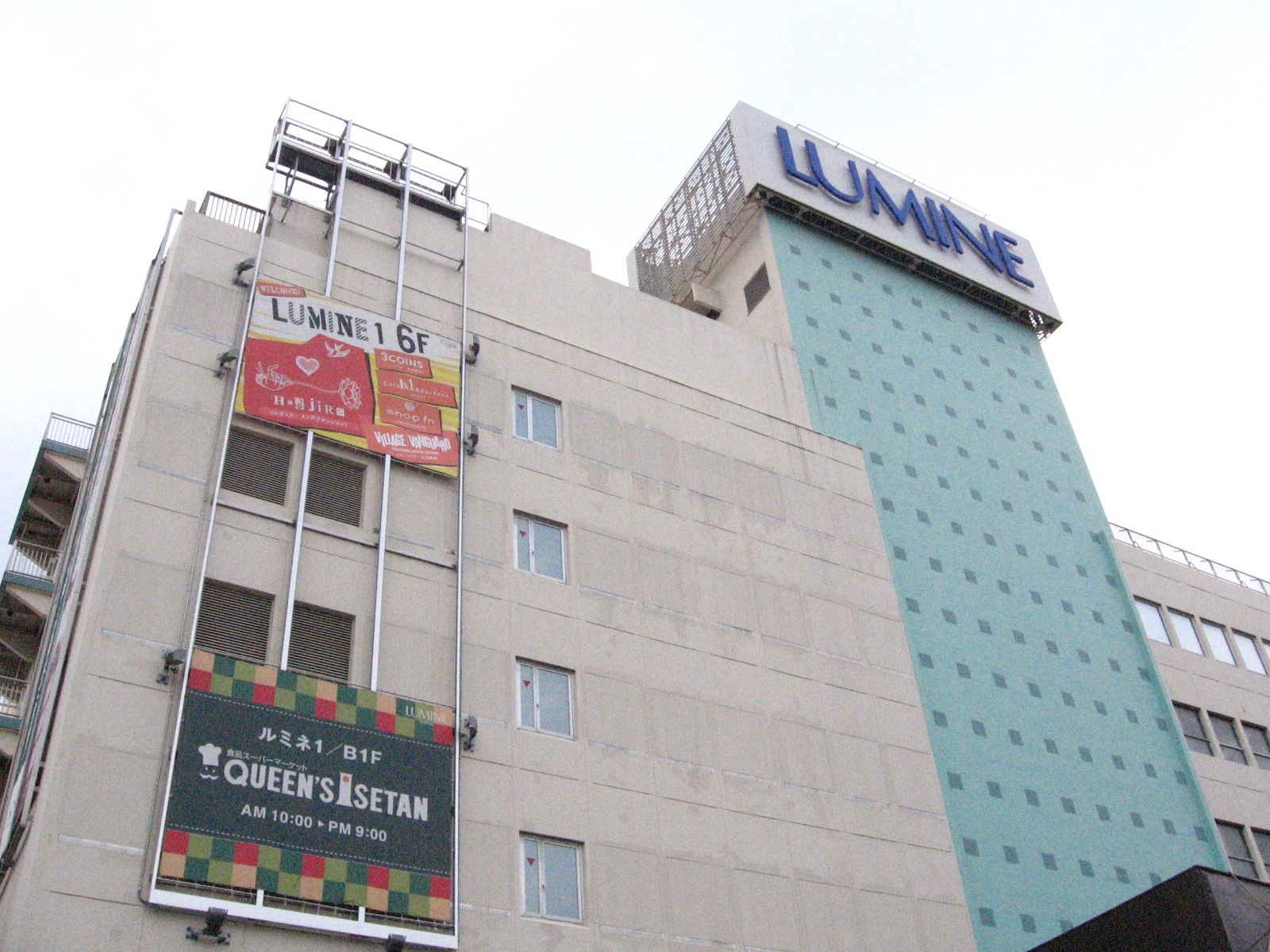
大宮駅（ルミネ）
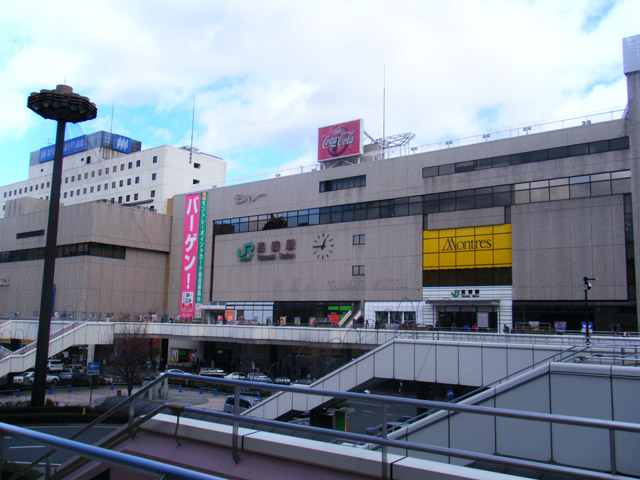
高崎駅（モントレー）
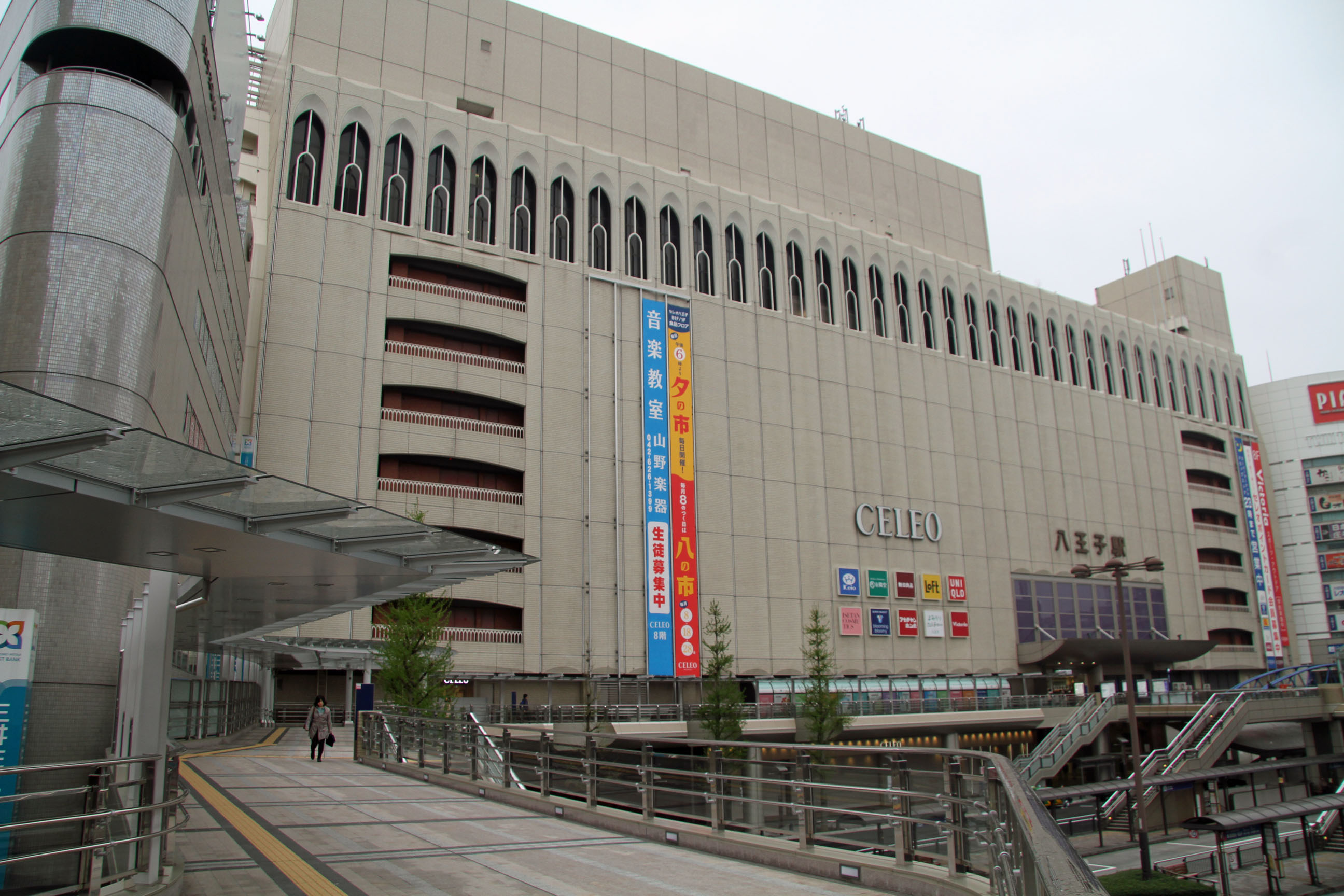
八王子駅（セレオ八王子 北館）
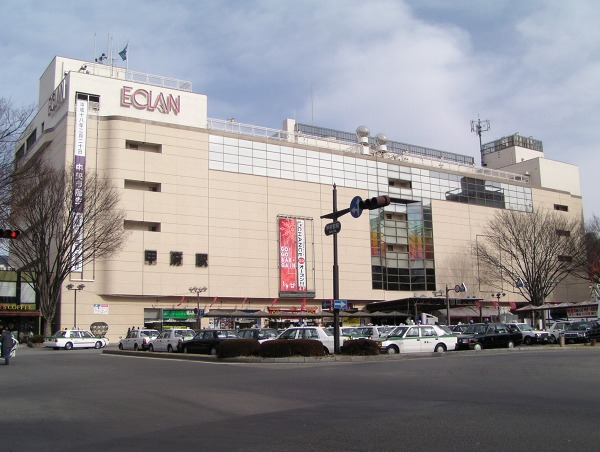
甲府駅（旧・エクラン、現在はセレオ）
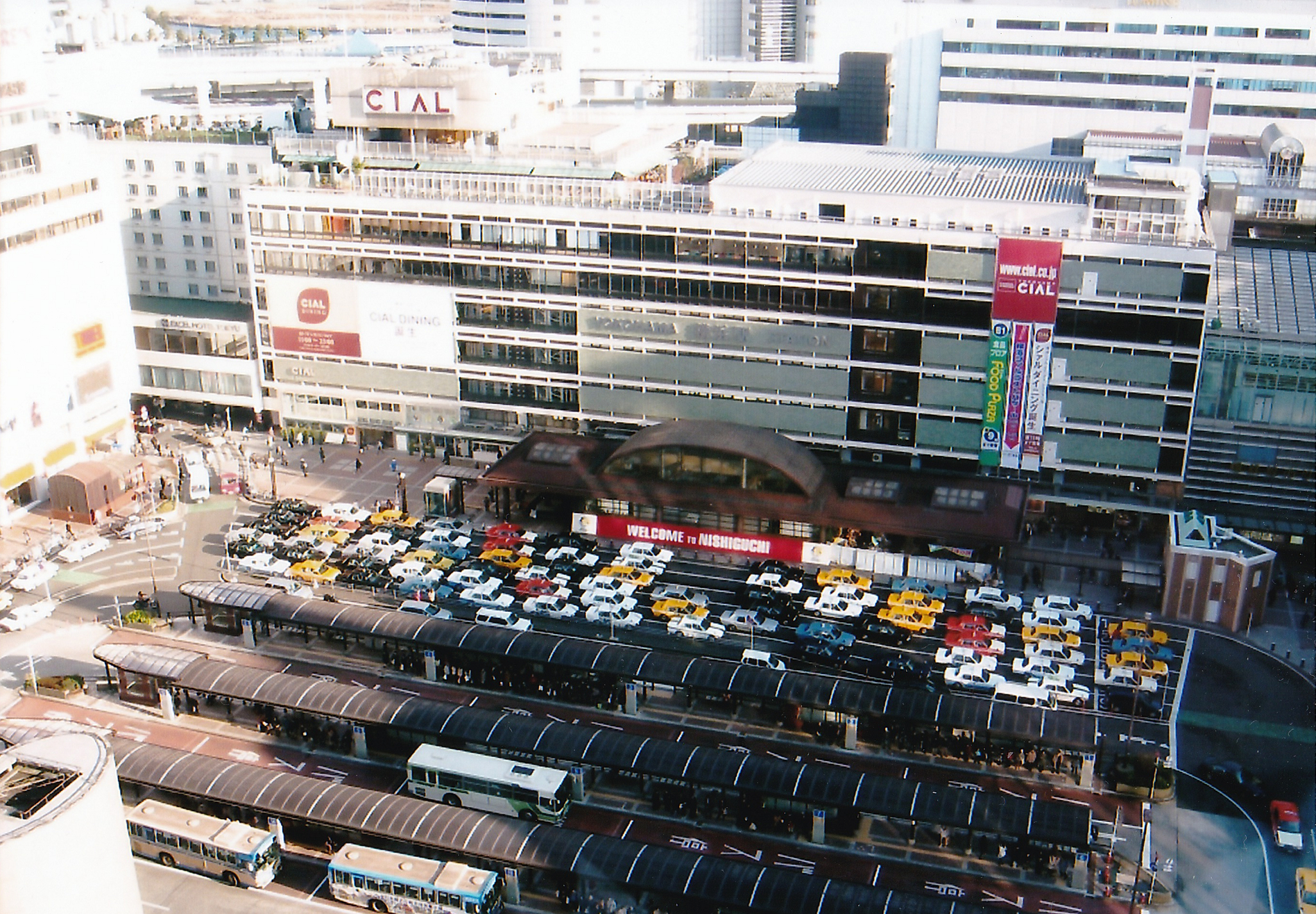
横浜駅（旧・横浜CIAL、2004年）
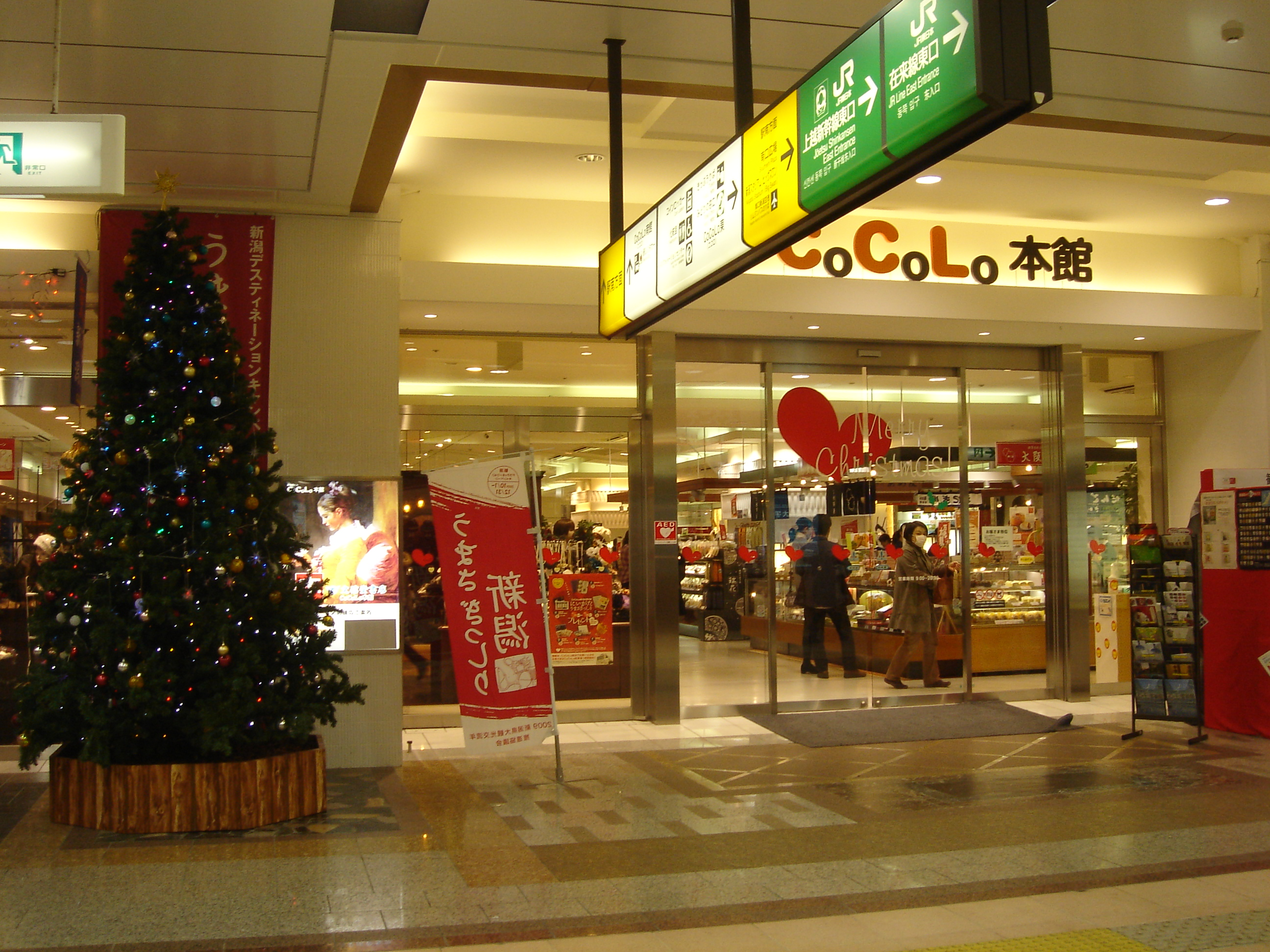
新潟駅（旧・CoCoLo本館）
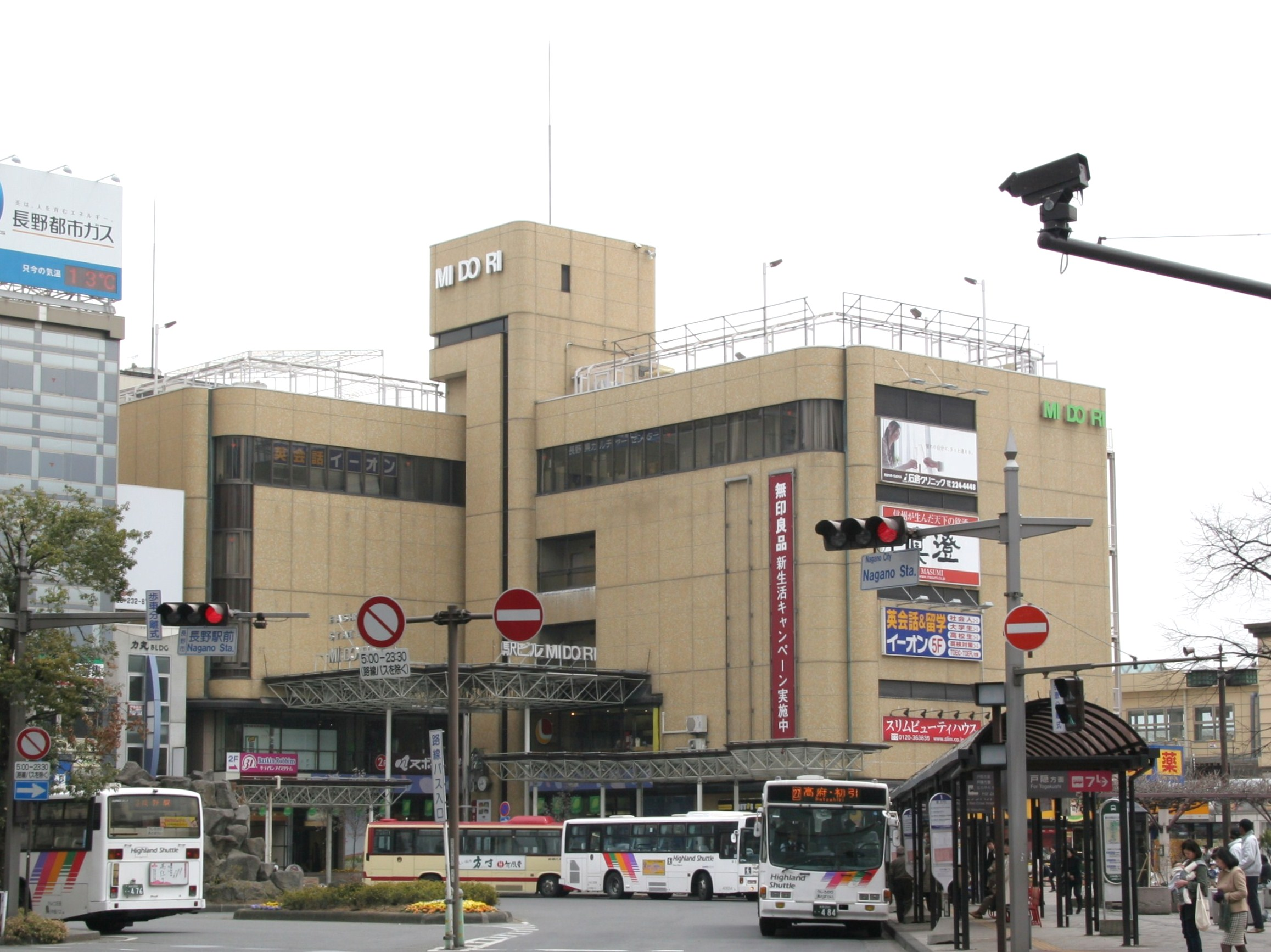
長野駅（MIDORI）

### 東海旅客鉄道（JR東海）
- 大垣駅 - アスティ大垣
- 岐阜駅 - アスティ岐阜
- 尾張一宮駅 - アスティ一宮
- 草薙駅 - ASTY草薙
- 高蔵寺駅 - アスティ高蔵寺
- 御殿場駅 - ASTY御殿場
- 静岡駅 - パルシェ、ASTY静岡
- 清水駅 - ASTY清水
- 新横浜駅 - キュービックプラザ新横浜
- 新富士駅 - ASTY新富士
- 多治見駅 - アスティ多治見
- 津駅 - チャム
- 鶴舞駅 - アスティ鶴舞
- 豊橋駅 - カルミア
- 名古屋駅 - JRセントラルタワーズ（JR名古屋タカシマヤ）・JRゲートタワー
- 沼津駅 - アントレ
- 浜松駅 - メイワン
- 富士駅 - ASTY富士
- 松阪駅 - アスティ松阪
- 三島駅 - ASTY三島

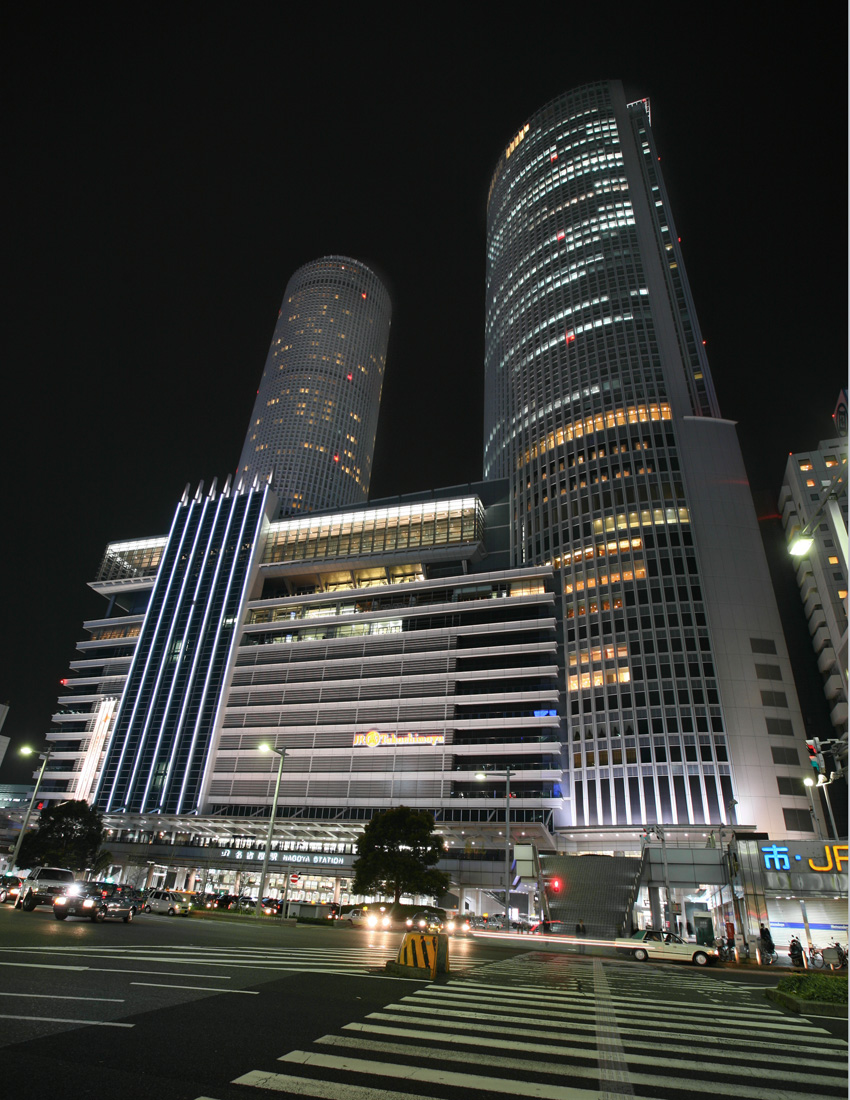
名古屋駅（JRセントラルタワーズ）
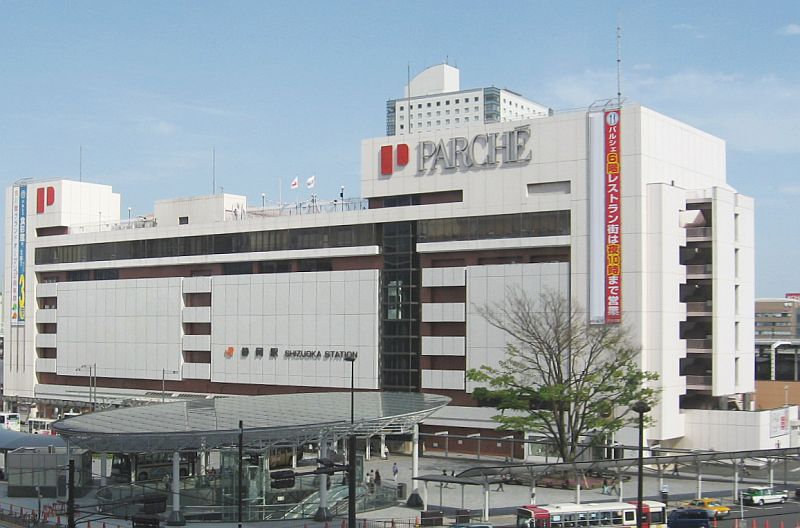
静岡駅（パルシェ）
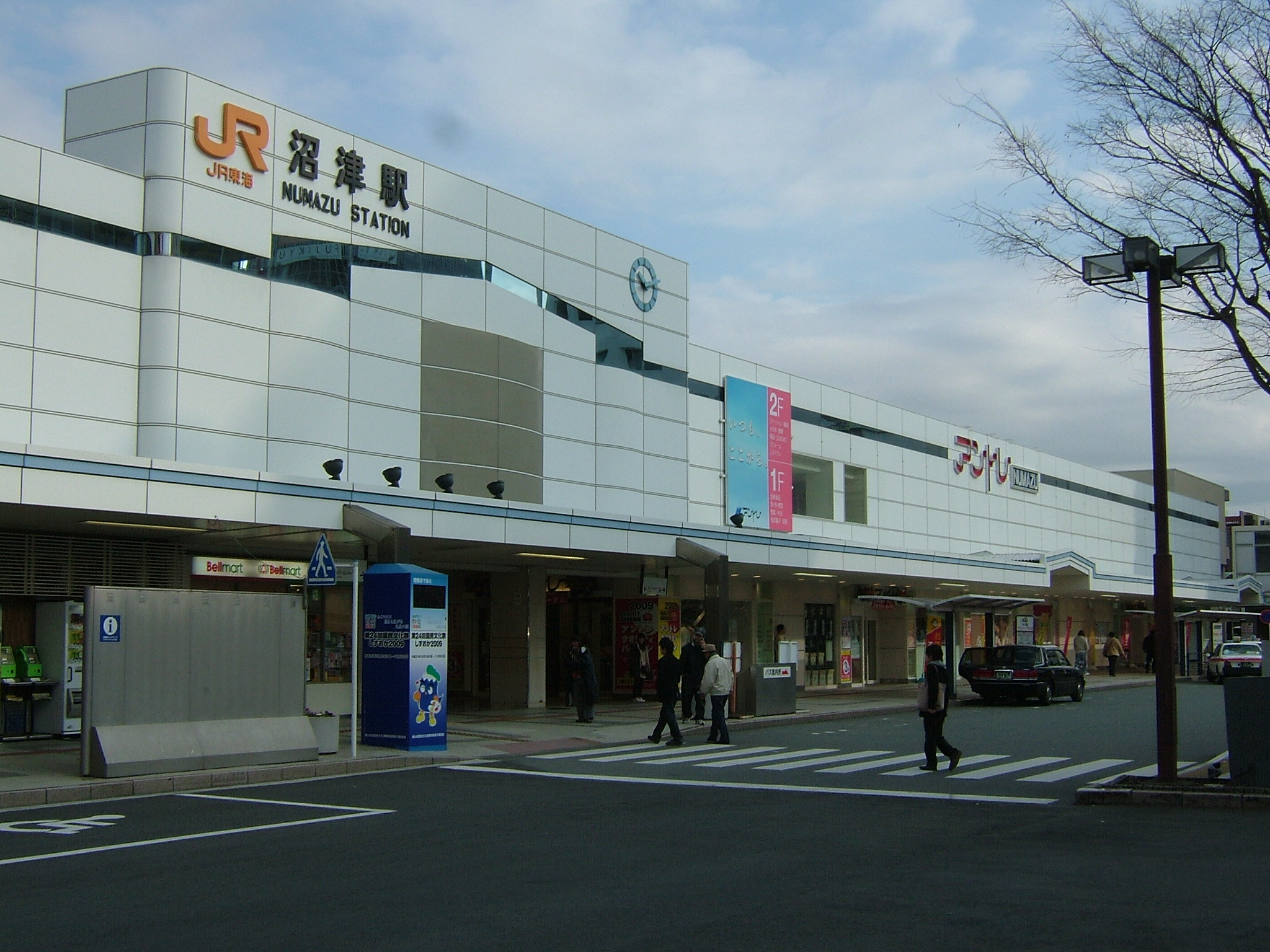
沼津駅（アントレ）
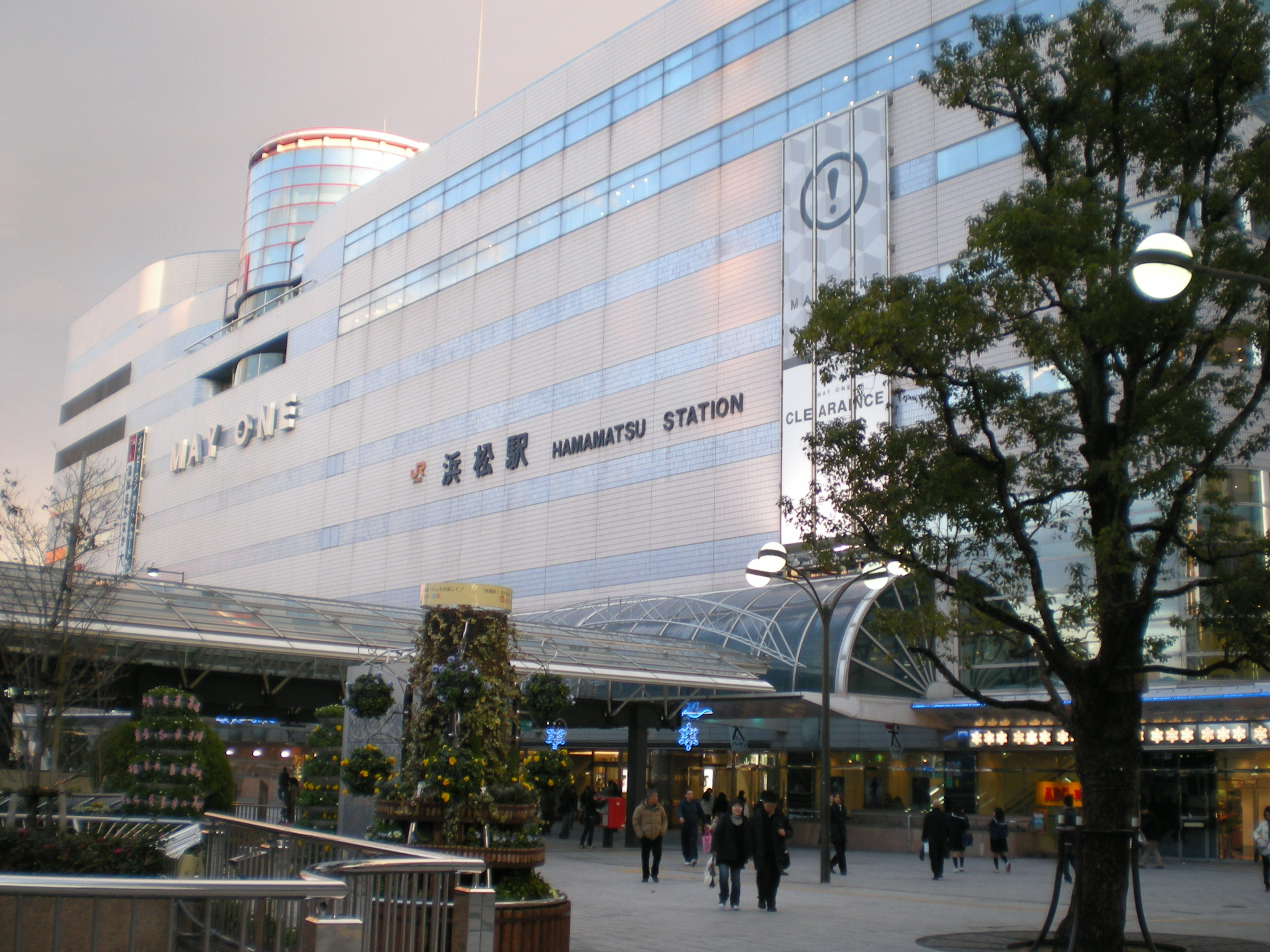
浜松駅（メイワン）
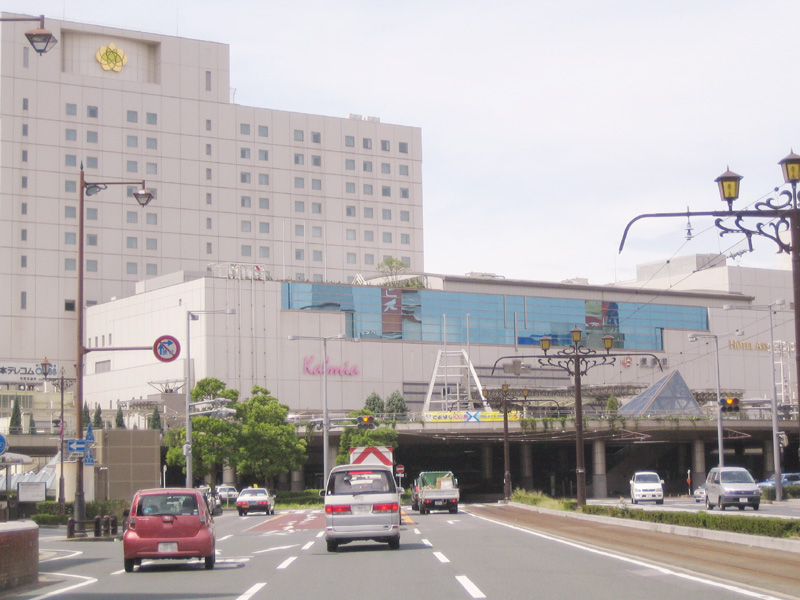
豊橋駅（カルミア）

### 西日本旅客鉄道（JR西日本）

#### 京阪神エリア
- 大阪駅 - 大阪ステーションシティ
  - ノースゲートビルディング
  - サウスゲートビルディング
  - イノゲート大阪
- 天王寺駅 - 天王寺ミオ
- 新大阪駅 - 新大阪阪急ビル・アルデ新大阪
- 桃谷駅 - ビエラ桃谷
- 森ノ宮駅 - ビエラ森ノ宮
- 東岸和田駅 - ビエラ東岸和田
- 高槻駅 - ビエラ高槻
- 千里丘駅 - ビエラ千里丘
- 野田駅 - ビエラ野田
- 福島駅 - 福島高架下
- JR難波駅 - 大阪シティエアターミナル（OCAT）
- 京都駅 - JR京都駅ビル（ジェイアール京都伊勢丹）
- 大津駅 - ビエラ大津
- 山科駅 - ビエラ山科
- 福知山駅 - ビエラ福知山
- 三ノ宮駅 - JR三ノ宮新駅ビル　※予定
- 芦屋駅 - モンテメール
- 住吉駅 - リブ
- 六甲道駅 - プリコ六甲道
- 神戸駅 - プリコ神戸・ビエラ神戸
- 垂水駅 - プリコ垂水
- 西明石駅 - プリコ西明石
- 明石駅 - ピオレ明石
- 姫路駅 - ピオレ姫路
- 塚口駅 - ビエラ塚口
- 大久保駅 - ビエラ大久保
- 甲子園口駅 - ビエラ甲子園口
- 加古川駅 - ビエラ加古川

#### 和歌山・南紀エリア
- 和歌山駅 - 和歌山ミオ

#### 奈良エリア
- 奈良駅 - ビエラ奈良

#### 北陸エリア
- 富山駅 - マルート、マリエとやま
- 高岡駅 - クルン高岡
- 金沢駅 - 金沢百番街、金沢フォーラス（JR金沢駅NKビル）
- 福井駅 - くるふ福井駅

#### 山陽エリア
- 岡山駅 - さんすて岡山
- 倉敷駅 - さんすて倉敷
- 福山駅 - さんすて福山
- 広島駅 - ekie広島駅、minamoa
- 呉駅 - クレスト
- 矢野駅 - アイスタ矢野
- 新山口駅 - アイスタ新山口
- 下関駅 - リピエ

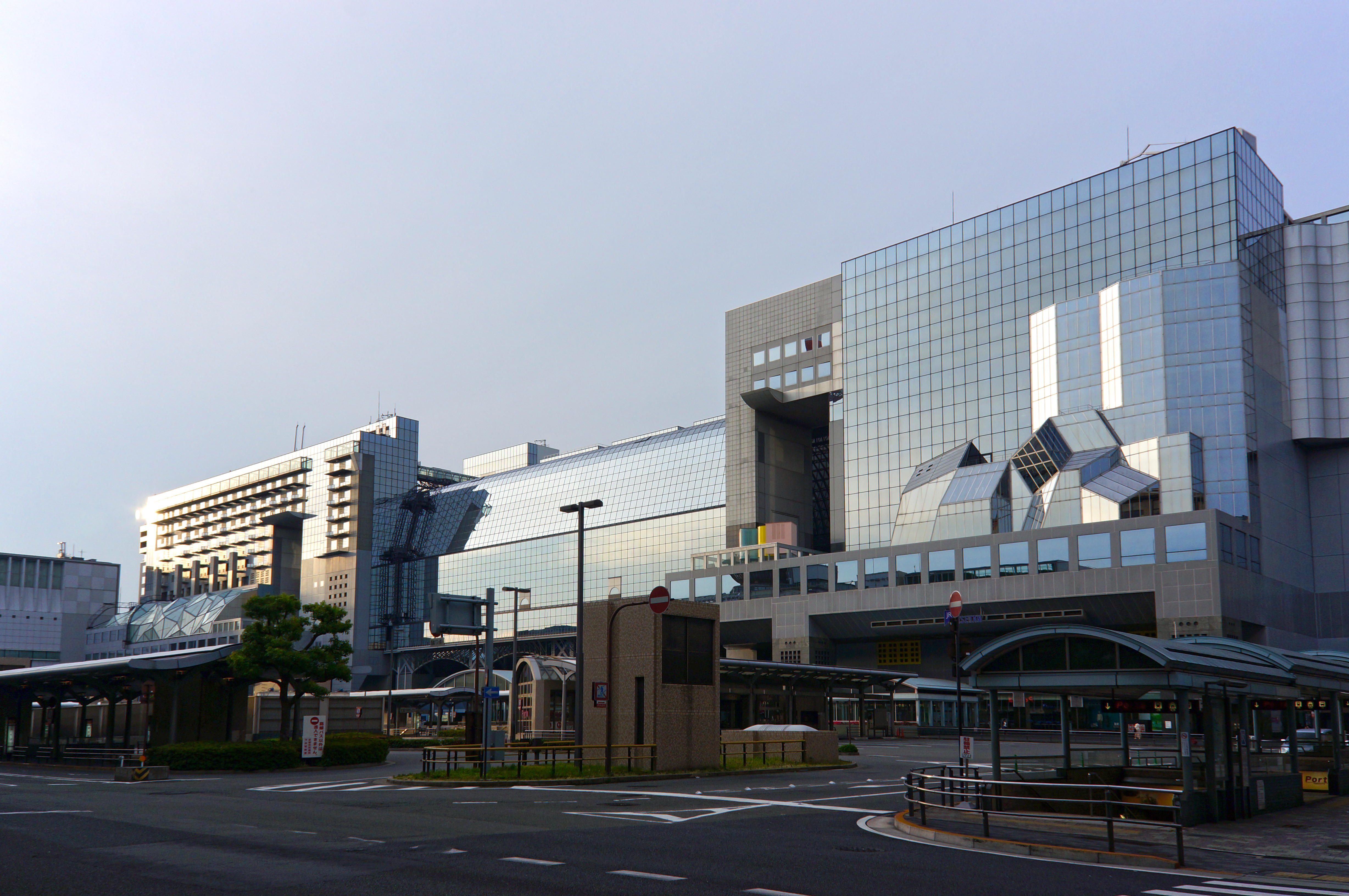
京都駅
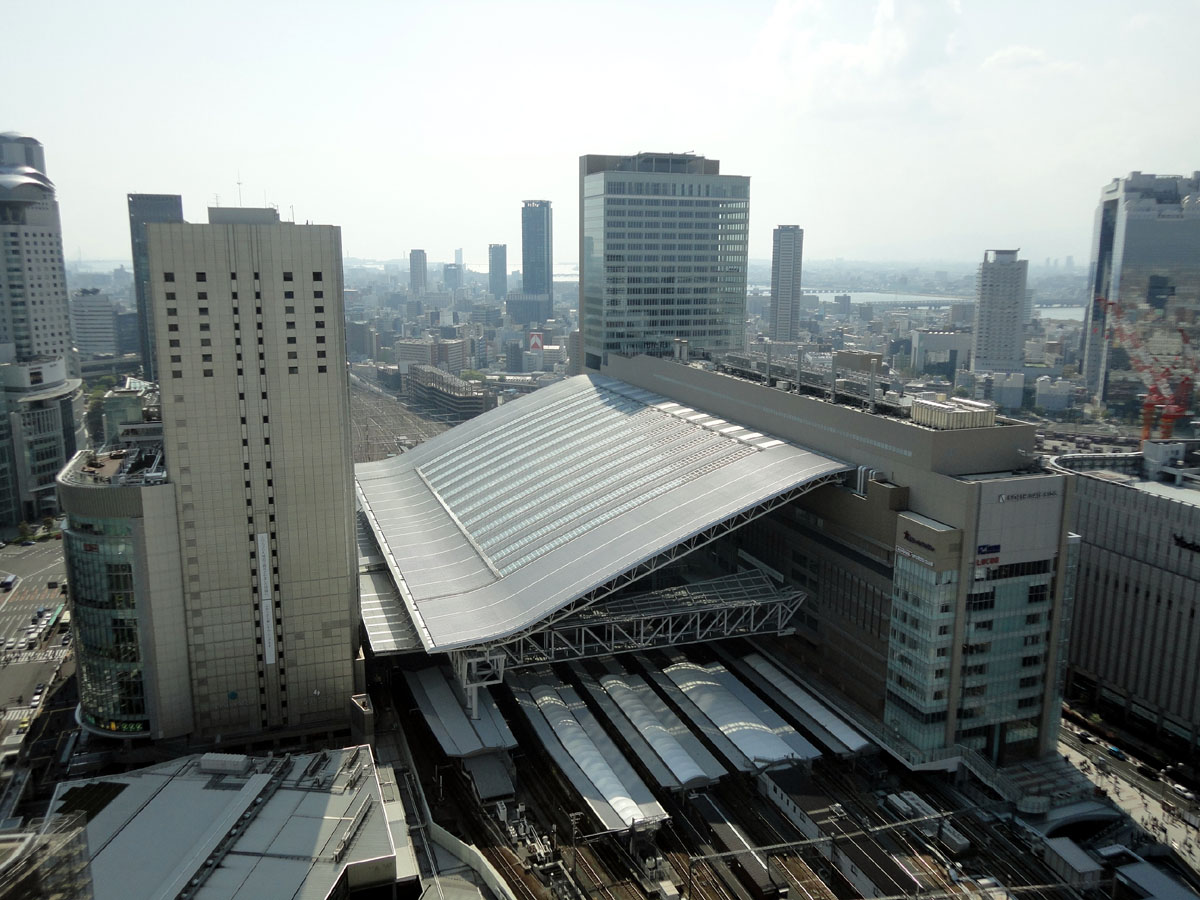
大阪駅（大阪ステーションシティ）
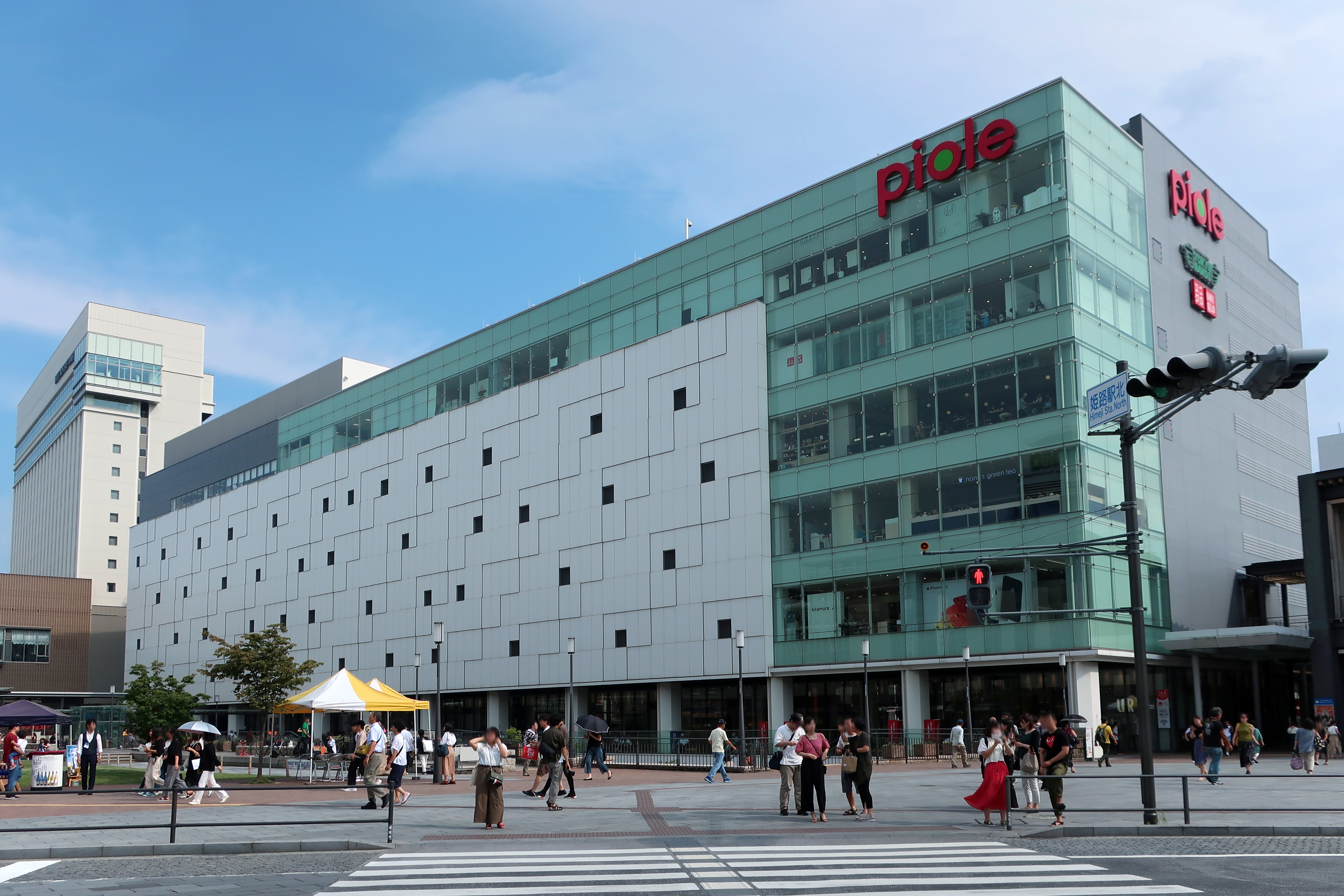
姫路駅（ピオレ姫路）
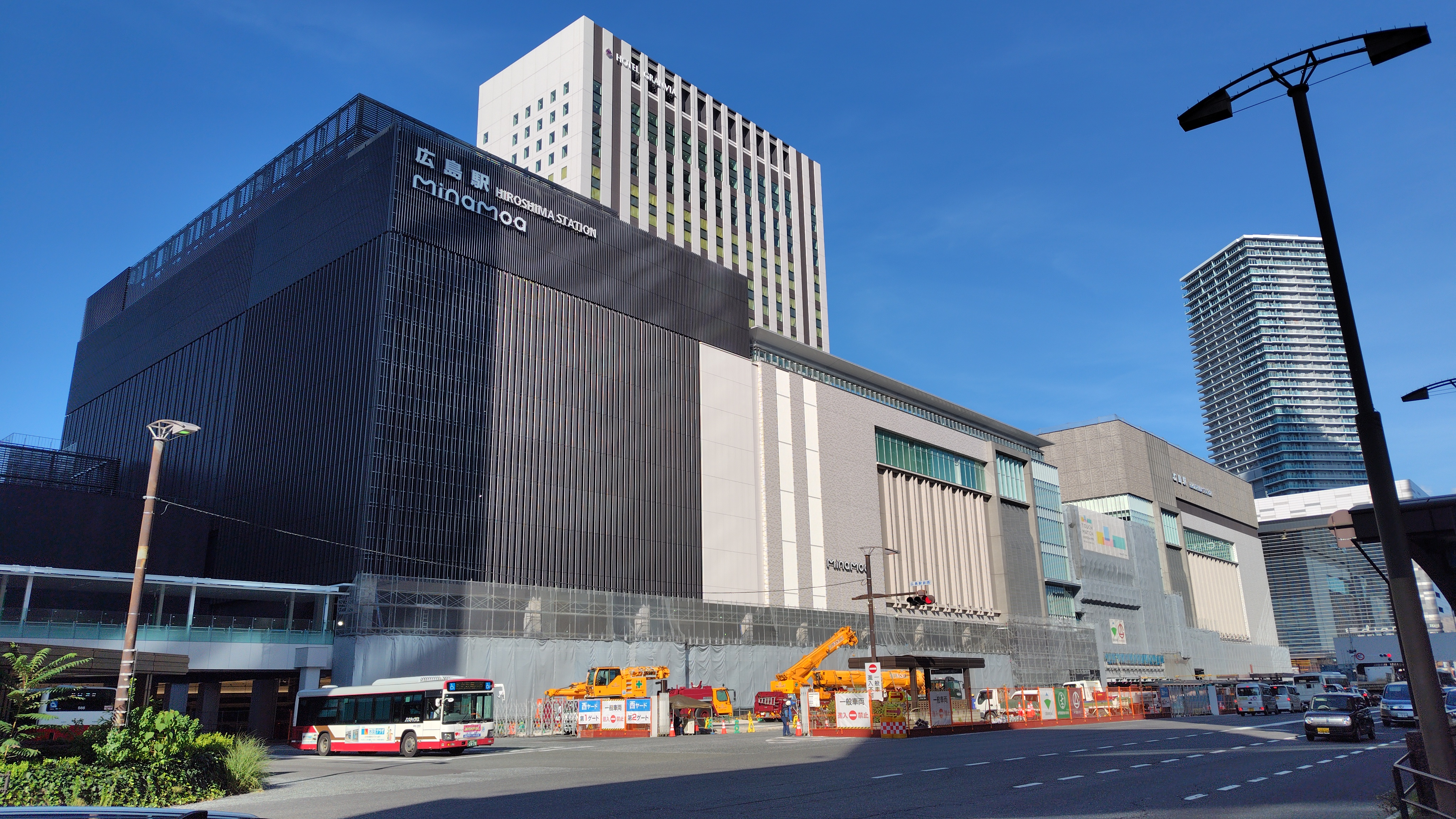
広島駅

### 四国旅客鉄道（JR四国）
JR四国グループのJR四国ステーション開発が担う。
- 徳島駅 - 徳島駅クレメントプラザ
- 高松駅 - TAKAMATSU ORNE
- 宇和島駅 - ホテルクレメント宇和島
- 坂出駅 - COM坂出
- 丸亀駅 - ピコ丸亀
- 今治駅 - NEXT21

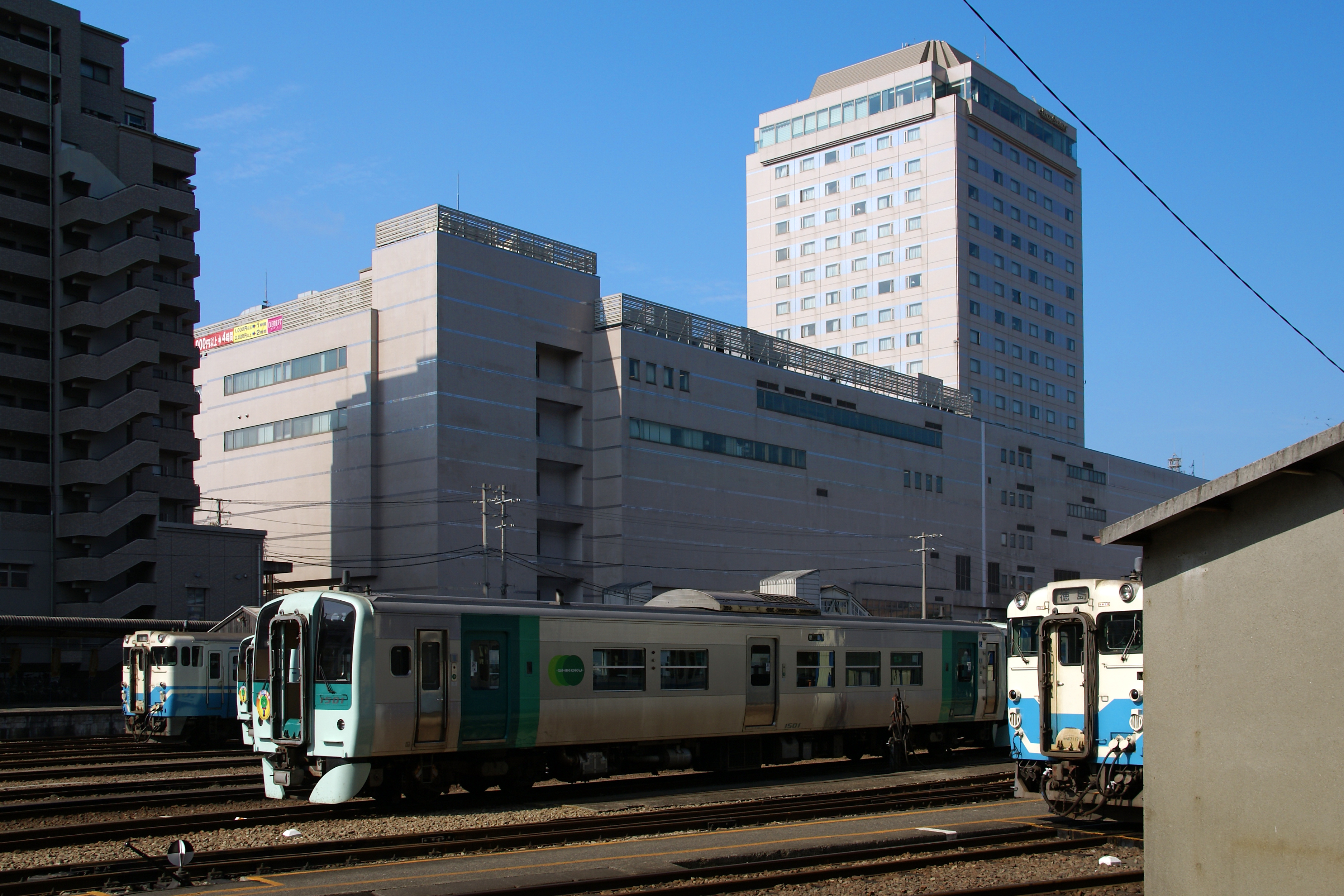
徳島駅（クレメントプラザ）
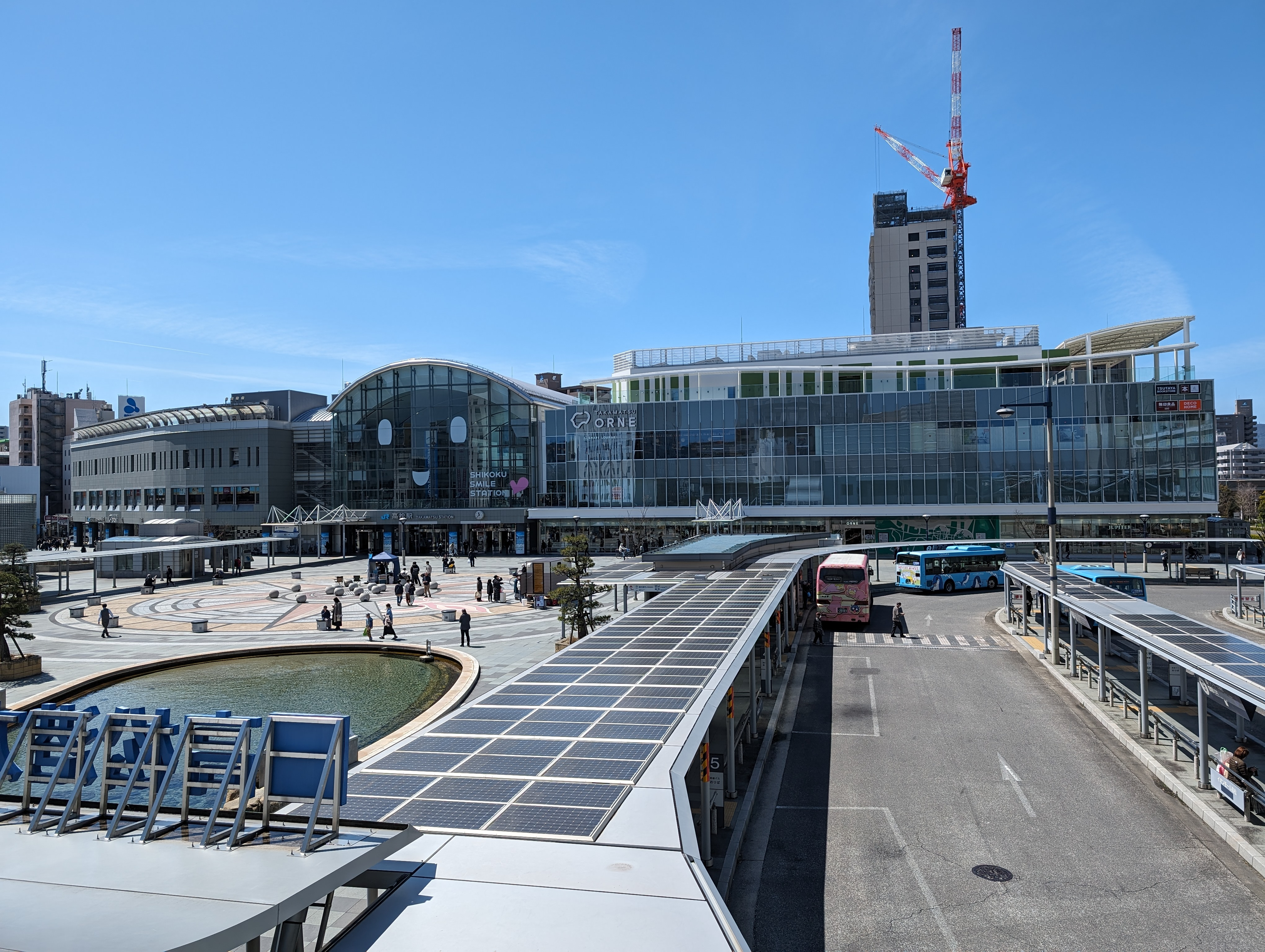
高松駅（TAKAMATSU ORNE）

### 九州旅客鉄道（JR九州）
- 博多駅 -  JR博多シティ
  - アミュプラザ博多
  - 博多阪急
- 小倉駅 -  アミュプラザ小倉
- 鹿児島中央駅 - アミュプラザ鹿児島
- 熊本駅 -  アミュプラザくまもと
- 長崎駅 - アミュプラザ長崎
- 大分駅 - アミュプラザおおいた
- 宮崎駅 - アミュプラザみやざき
- 門司駅 - えきマチ1丁目門司
- 戸畑駅 - えきマチ1丁目戸畑
- 香椎駅 - えきマチ1丁目香椎
- 南福岡駅 - えきマチ1丁目南福岡
- 久留米駅 - えきマチ1丁目久留米
- 上熊本駅 - えきマチ1丁目上熊本
- 水前寺駅 - えきマチ1丁目水前寺
- 佐賀駅 - えきマチ1丁目佐賀・サガハツ
- 唐津駅 - えきマチ1丁目唐津
- 佐世保駅 - えきマチ1丁目佐世保
- 別府駅 - えきマチ1丁目別府

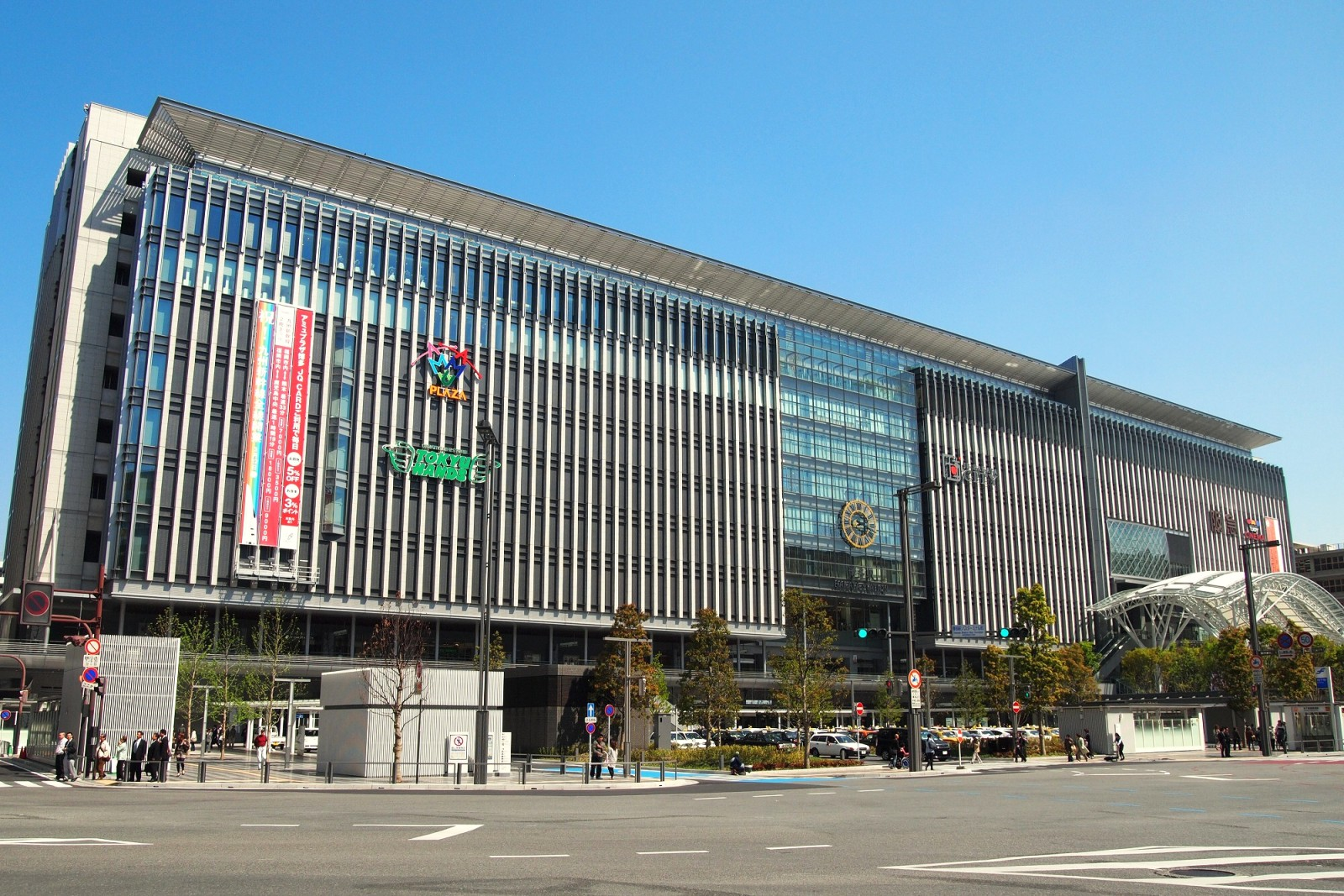
博多駅（JR博多シティ）
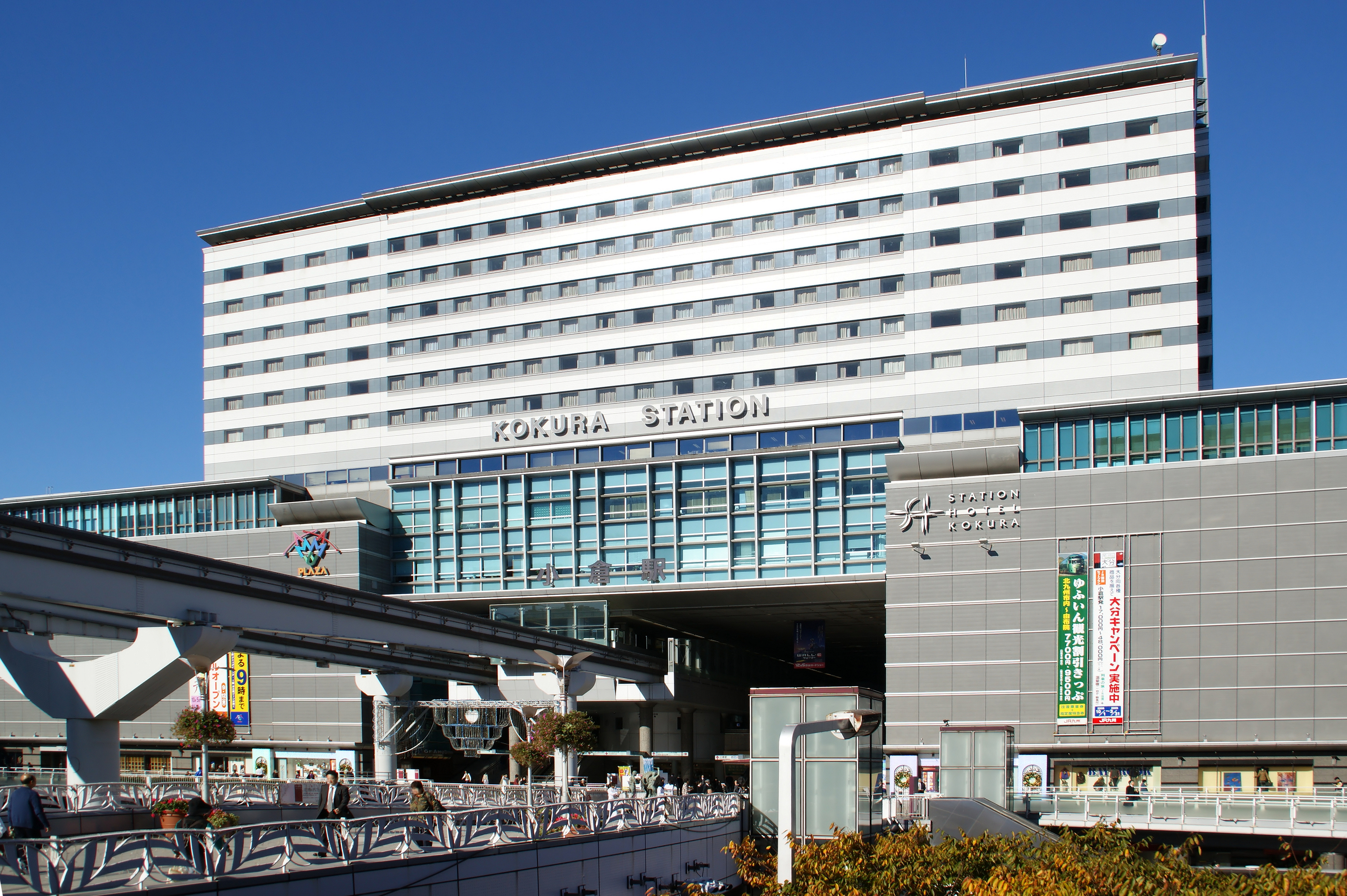
小倉駅（アミュプラザ小倉、JR九州ステーションホテル小倉）
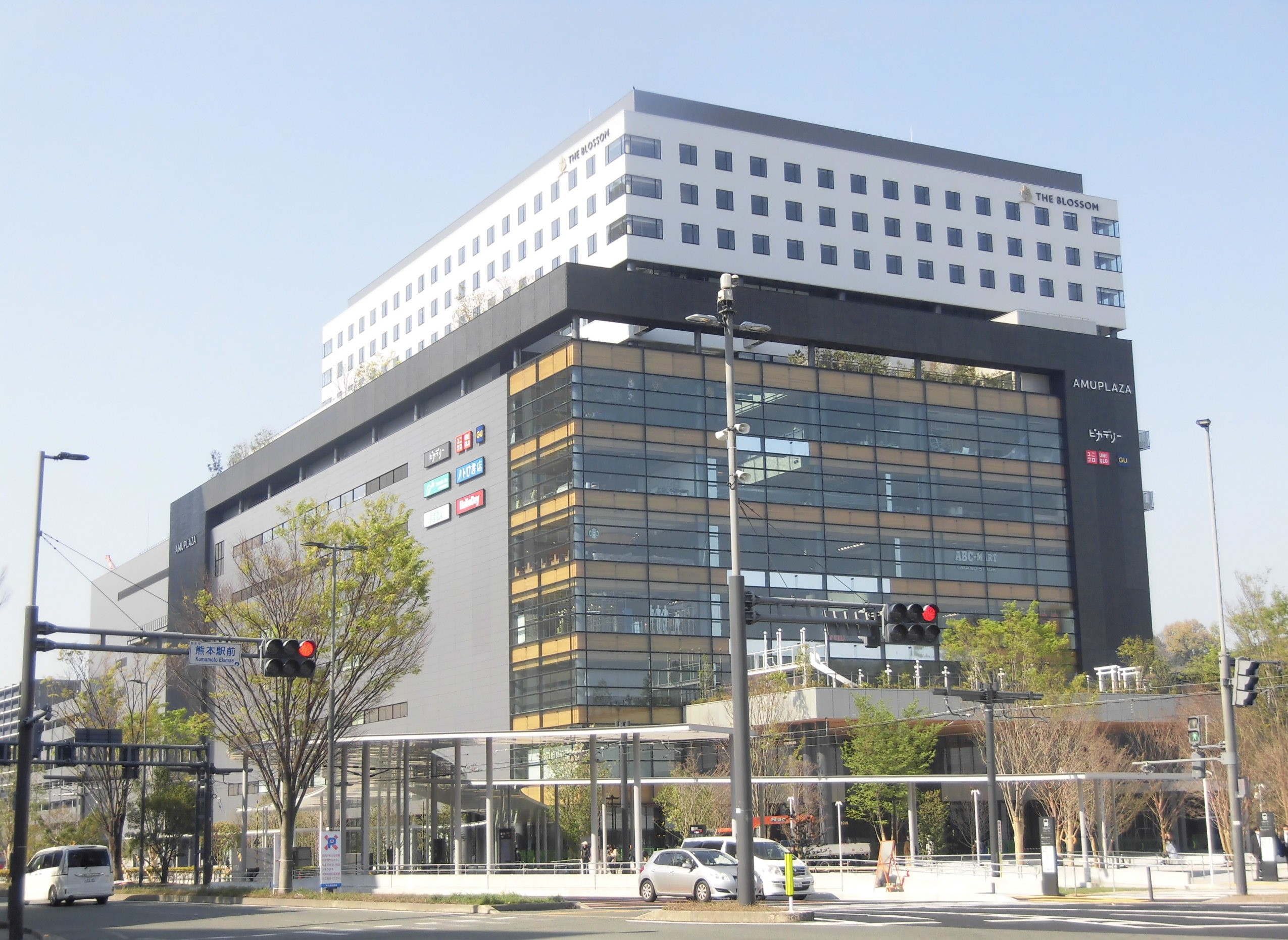
熊本駅（アミュプラザくまもと）
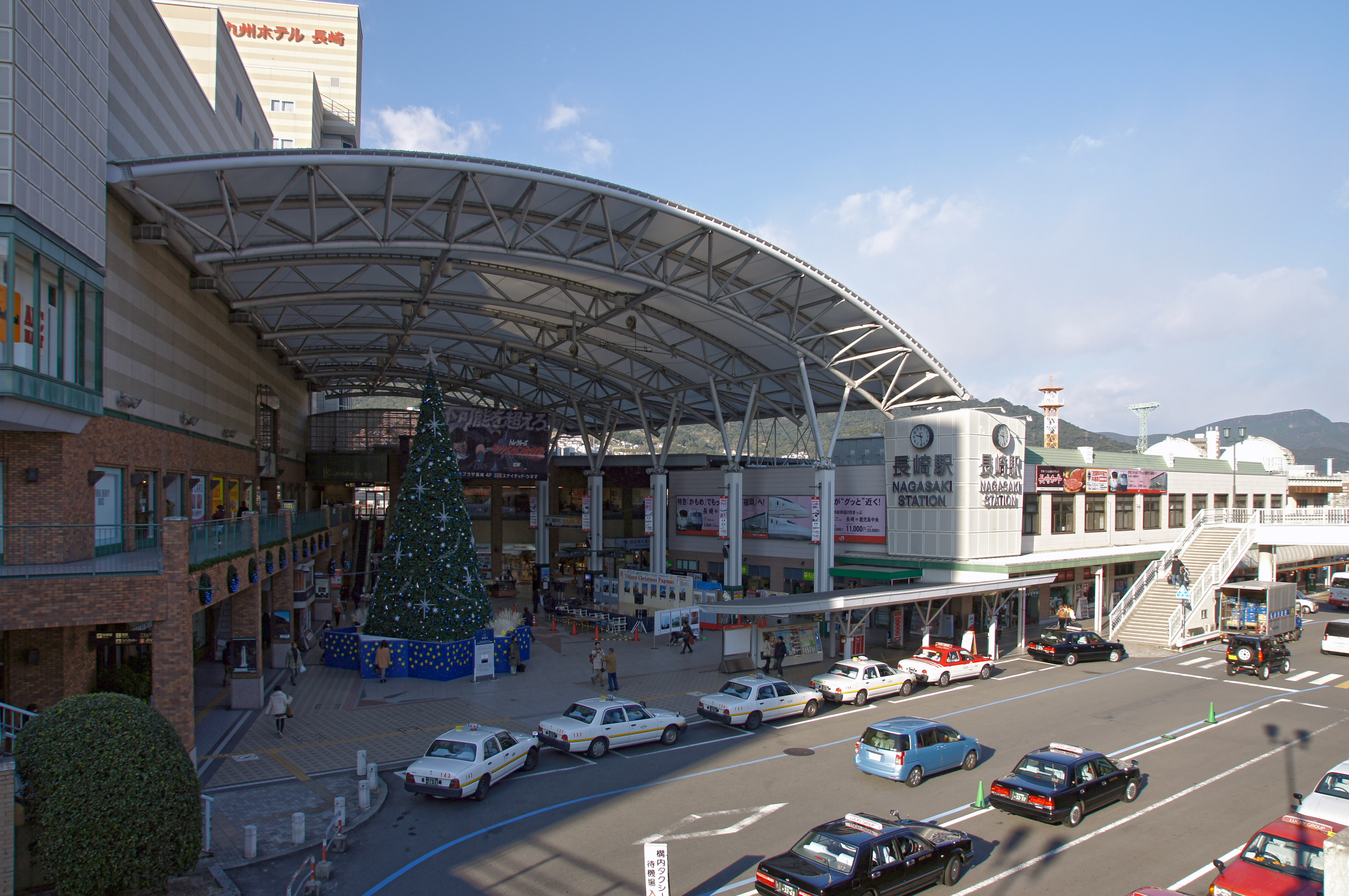
長崎駅（アミュプラザ長崎）
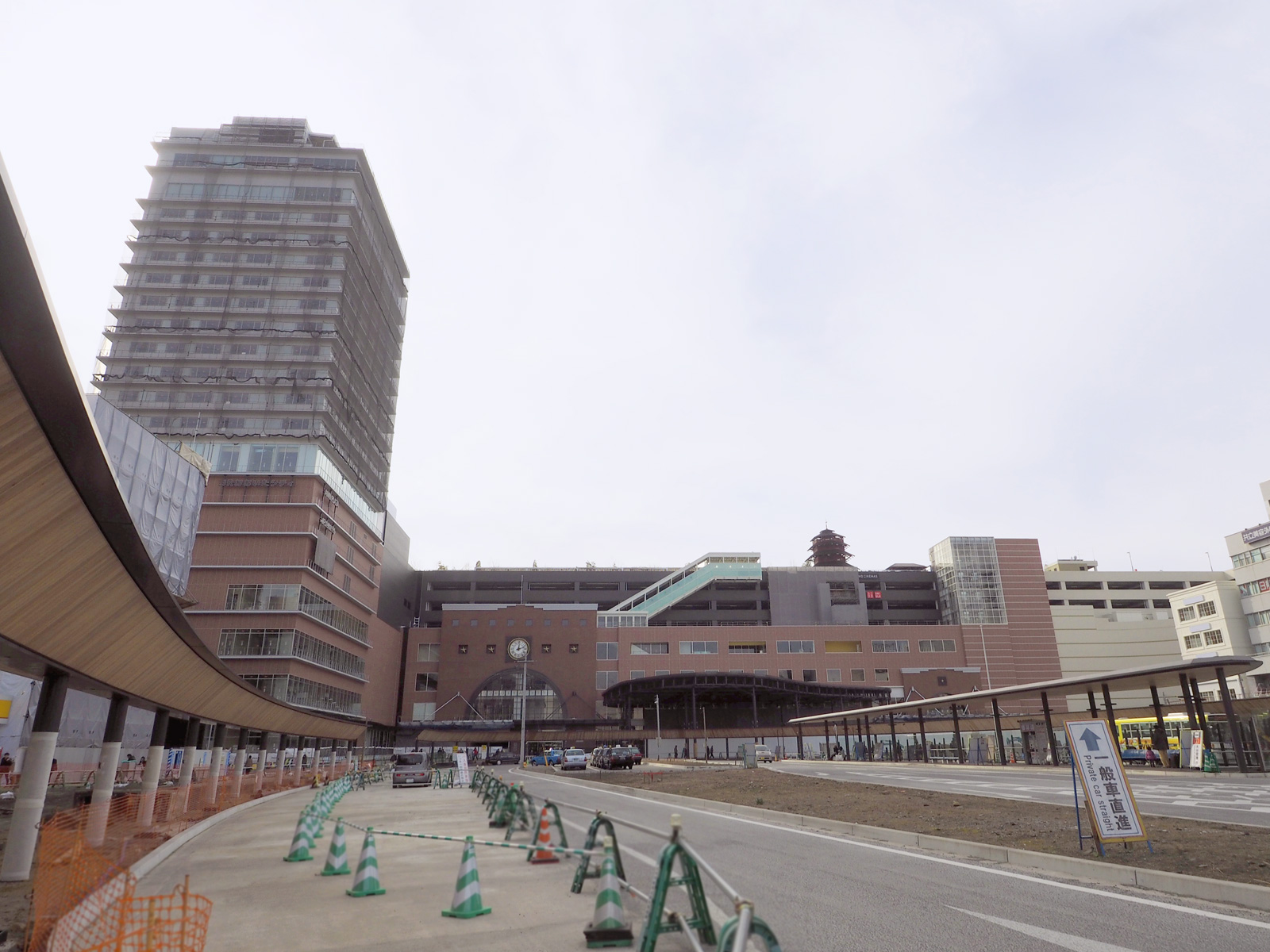
大分駅（アミュプラザおおいた）
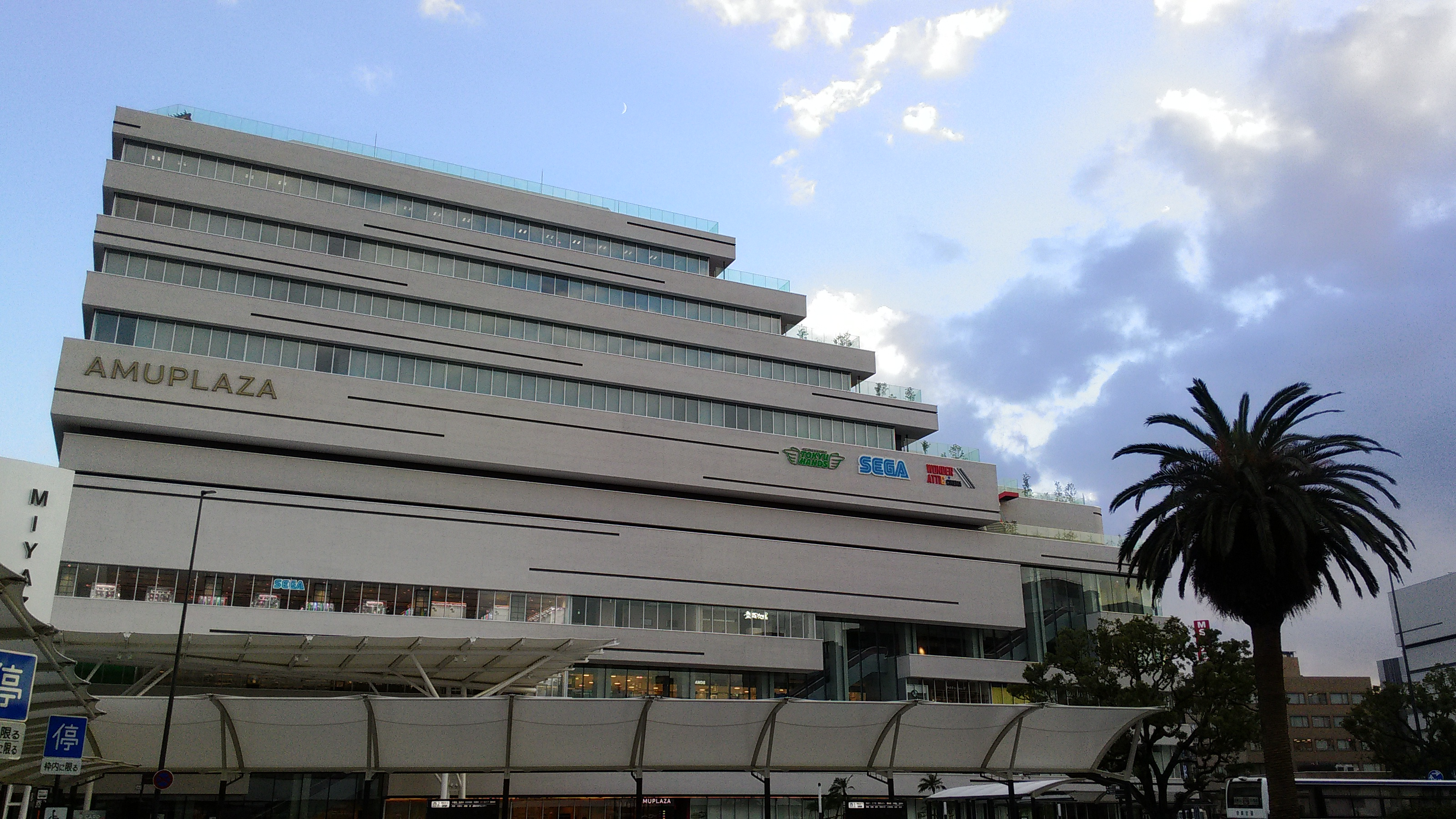
宮崎駅（アミュプラザみやざき）
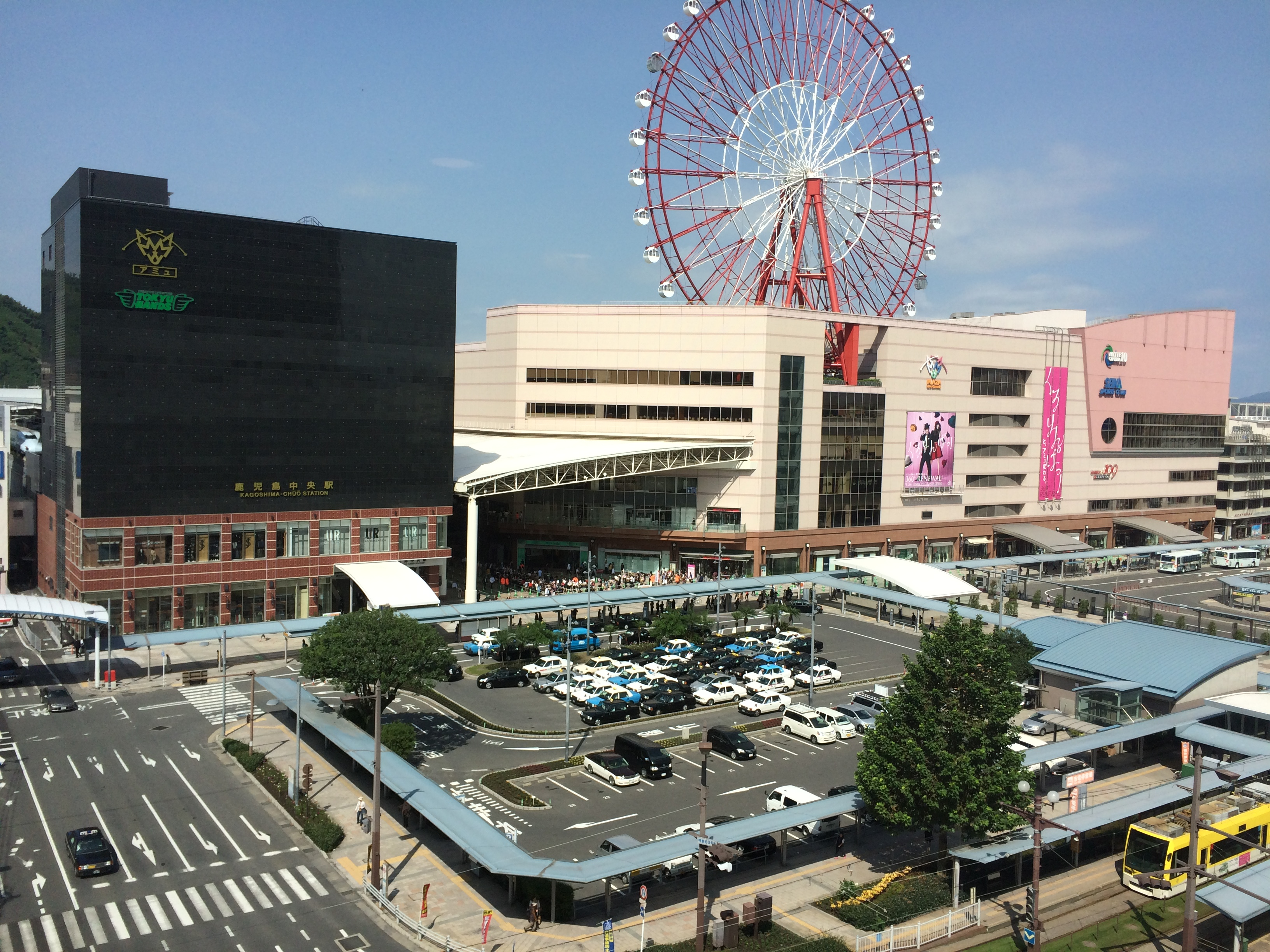
鹿児島中央駅（アミュプラザ鹿児島）

### その他（私鉄など）
- 札幌市交通局
  - 栄町駅 - イオン札幌栄町店（イオン(SM)）
  - 麻生駅 - イオン札幌麻生店・麻生バスターミナル（イオン(GMS)）
  - 宮の沢駅 - 宮の沢バスターミナル（西友(SM)）
  - 琴似駅 - イオン札幌琴似店（イオン(GMS)）
  - 福住駅 - 福住バスターミナル（イトーヨーカドー(GMS)）

- 弘南鉄道 平賀駅 - 弘南鉄道本社ビル（JA津軽みらい平賀支店が入居[17]）

- 東武鉄道
  - 浅草駅 東武ビルエキミセ（松屋(Dpt)）
  - とうきょうスカイツリー駅・押上駅 - 東京スカイツリータウン
  - 西新井駅・せんげん台駅 - トスカ(SC)
  - 新越谷駅 - ヴァリエ(SC)
  - 池袋駅・船橋駅 - 東武百貨店
  - 東武宇都宮駅 - 東武宇都宮百貨店(Dpt)
  - 柏駅 - 東神開発 柏髙島屋ステーションモール(SC/核=髙島屋(Dpt)）

- 西武鉄道 西武プロパティーズ
  - 西武新宿駅・本川越駅・飯能駅・入間市駅 - ペペ(SC)
  - 高田馬場駅 - ビッグボックス(SC)
  - 保谷駅・狭山市駅・所沢ステーションビル - エミオ(SC)
  - 武蔵関駅 - 西武武蔵関ステーションビル

- プリンスホテル - 西武新宿駅・本川越駅・飯能駅
- 池袋駅東口 - 西武池袋本店(Dpt) ※開業時は西武グループ（後にセゾングループに分離）

- 京成電鉄
  - 京成八幡駅 - 京成本社ビル2013年9月17日、再開発計画（鉄道高架化）に伴い南側新ビルに移転し業務開始。[18]
  - 八千代台駅・京成臼井駅 - ユアエルム京成(SC)
  - 京成千葉駅 - そごう千葉店(Dpt)
  - 千葉中央駅 - 京成千葉中央ビル（Mio1(SC)）・京成ホテルミラマーレ（Mio2(SC)）

- 京王電鉄
  - 新宿駅 - 京王百貨店(Dpt) -
  - 新宿駅 - 京王モールアネックス
  - 笹塚駅 - フレンテ笹塚
  - 明大前駅 - フレンテ明大前
  - 仙川駅 - フレンテ仙川
  - 調布駅 - トリエ京王調布（A館・B館・C館・改札階・サウスゲート）(SC)（京王百貨店(Dpt)・成城石井・ビックカメラ・イオンシネマ シアタス調布他）
  - 府中駅 - 京王府中ショッピングセンター(SC)
  - 聖蹟桜ヶ丘駅 - 京王聖蹟桜ヶ丘ショッピングセンター(SC)（京王百貨店(Dpt)・京王アートマン他）
  - 高幡不動駅 - 京王高幡ショッピングセンター(SC)
  - 京王八王子駅 - 京王八王子ショッピングセンター(SC)
  - 京王多摩センター駅 - 京王多摩センターショッピングセンター(SC)
  - 南大沢駅 - フレンテ南大沢
  - 橋本駅 - 京王クラウン街橋本
  - 渋谷駅 - 渋谷マークシティ(SC)（渋谷エクセルホテル東急・東横のれん街他）
  - 吉祥寺駅 - キラリナ京王吉祥寺(SC)
  - 八幡山駅・つつじヶ丘駅・東府中駅・北野駅・稲城駅・若葉台駅・京王永山駅・高尾駅・永福町駅・高井戸駅 - 京王リトナード

- 小田急電鉄
  - 新宿駅・町田駅 - 小田急百貨店(Dpt)
  - 新宿駅・本厚木駅 - ミロード(SC)
  - 成城学園前駅 - 成城コルティ(SC)
  - 相模大野駅 - ステーションスクエア(SC)
  - 大和駅 -プロス(SC)

- 東急、東急電鉄（東急グループ）
  - 渋谷駅 - 渋谷スクランブルスクエア、渋谷ヒカリエ
  - 二子玉川駅 - 二子玉川ライズ(SC)
  - たまプラーザ駅 - たまプラーザテラス(SC)
  - 五反田駅・武蔵小杉駅・青葉台駅 - 東急スクエア(SC)
  - 大岡山駅 - 東急病院
  - 日吉駅 - 日吉東急アヴェニュー(SC)（東急百貨店（Dpt）が運営）
  - 目黒駅 - JR東急目黒ビル[19] （東急不動産が運営）
  - 自由が丘駅 - 東急ビル（東急不動産が運営）
  - 蒲田駅 - 東急プラザ蒲田（SC）（東急不動産が運営）

- 京浜急行電鉄
  - 品川駅・上大岡駅・京急久里浜駅 - 京急ショッピングセンター ウィング(SC)
  - 上大岡駅 - 京急百貨店(Dpt)
  - 横須賀中央駅 - 横須賀モアーズシティ(SC)
  - 逗子・葉山駅 - ニート

- 相模鉄道 、相鉄ビルマネジメント
  - 横浜駅 - 相鉄ジョイナス(SC)（髙島屋(Dpt)）
  - 二俣川駅 - JOINUS TERRACE 二俣川(SC)
  - 三ツ境駅・さがみ野駅・いずみ中央駅他 - 相鉄ライフ(SC)

- 横浜市交通局
  - 上永谷駅 - ベルセブン
  - 桜木町駅 - ぴおシティ
  - センター南駅 - センター南駅光ビル(SC)
  - センター北駅 - ショッピングタウンあいたい(SC)

- 東京メトロ 後楽園駅 - メトロ・エム後楽園(SC)
- つくばエクスプレス 秋葉原駅 - アキバ・トリム ※阪急阪神ホールディングスと共同開発。
- 千葉都市モノレール 千葉駅 - そごう千葉店(Dpt)
- 新京成電鉄 新津田沼駅 - 津田沼12番街ビル
- 江ノ島電鉄 藤沢駅 - 江ノ電ビル ODAKYU 湘南 GATE(SC・Dpt)
- 富士急行 富士山駅 - 富士急百貨店 キュースタ(SC)
- 長野電鉄 長野駅 - ながの東急百貨店(Dpt)・信州中野駅信州中野駅ビル（テナントビル）

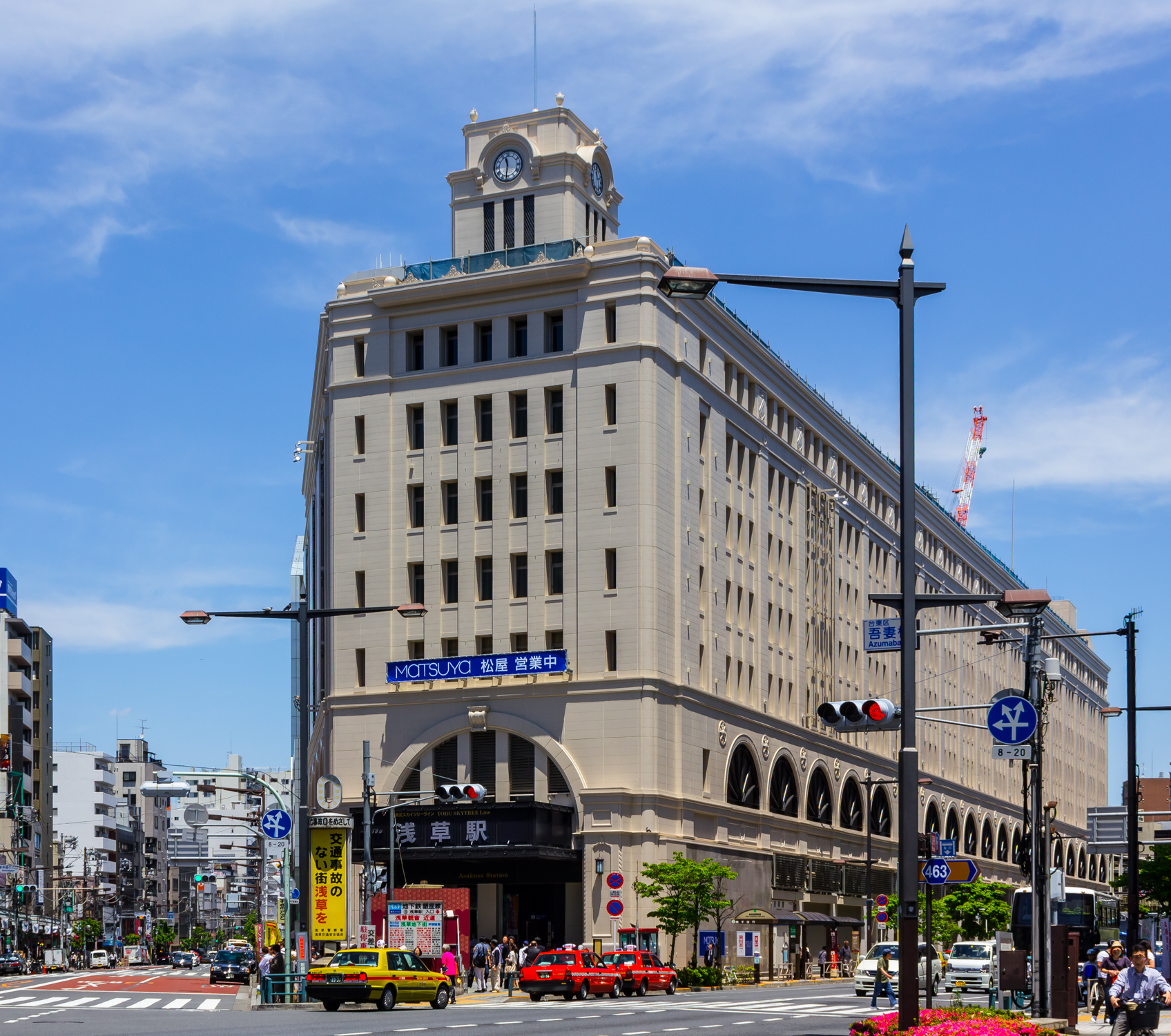
浅草駅（松屋）
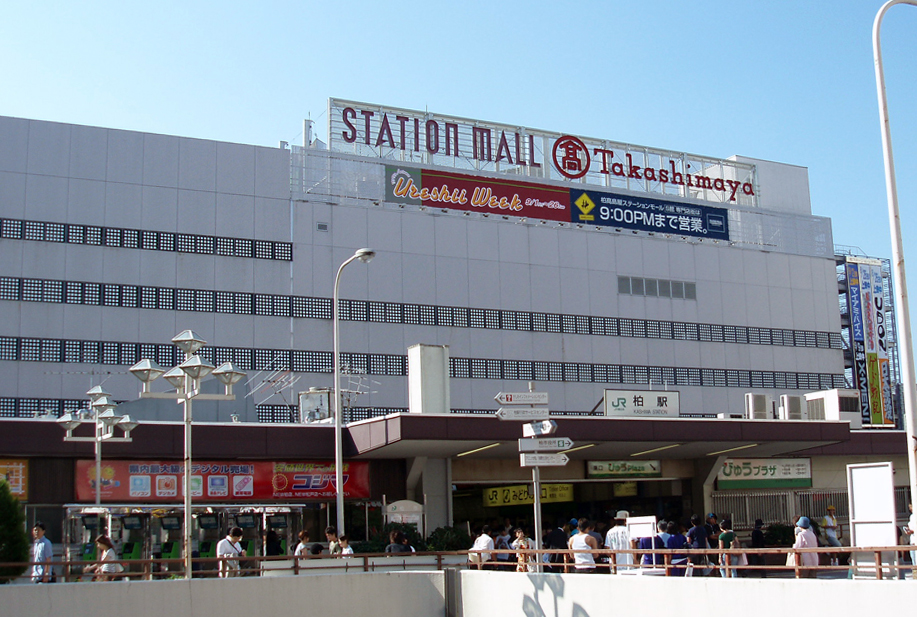
柏駅（柏高島屋ステーションモール）
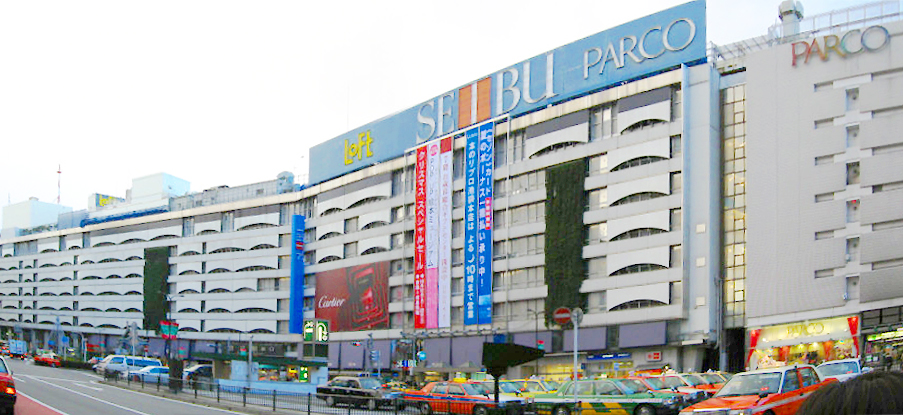
西武池袋駅（西武百貨店・パルコ）
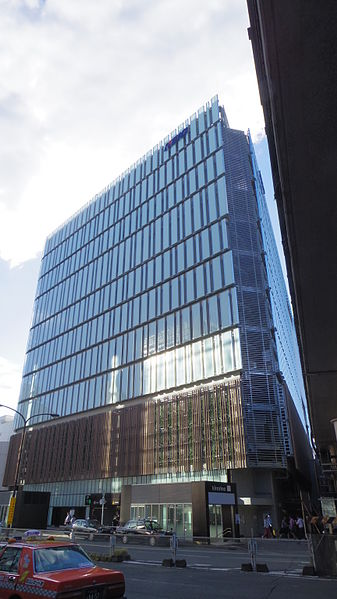
吉祥寺駅（キラリナ京王吉祥寺）
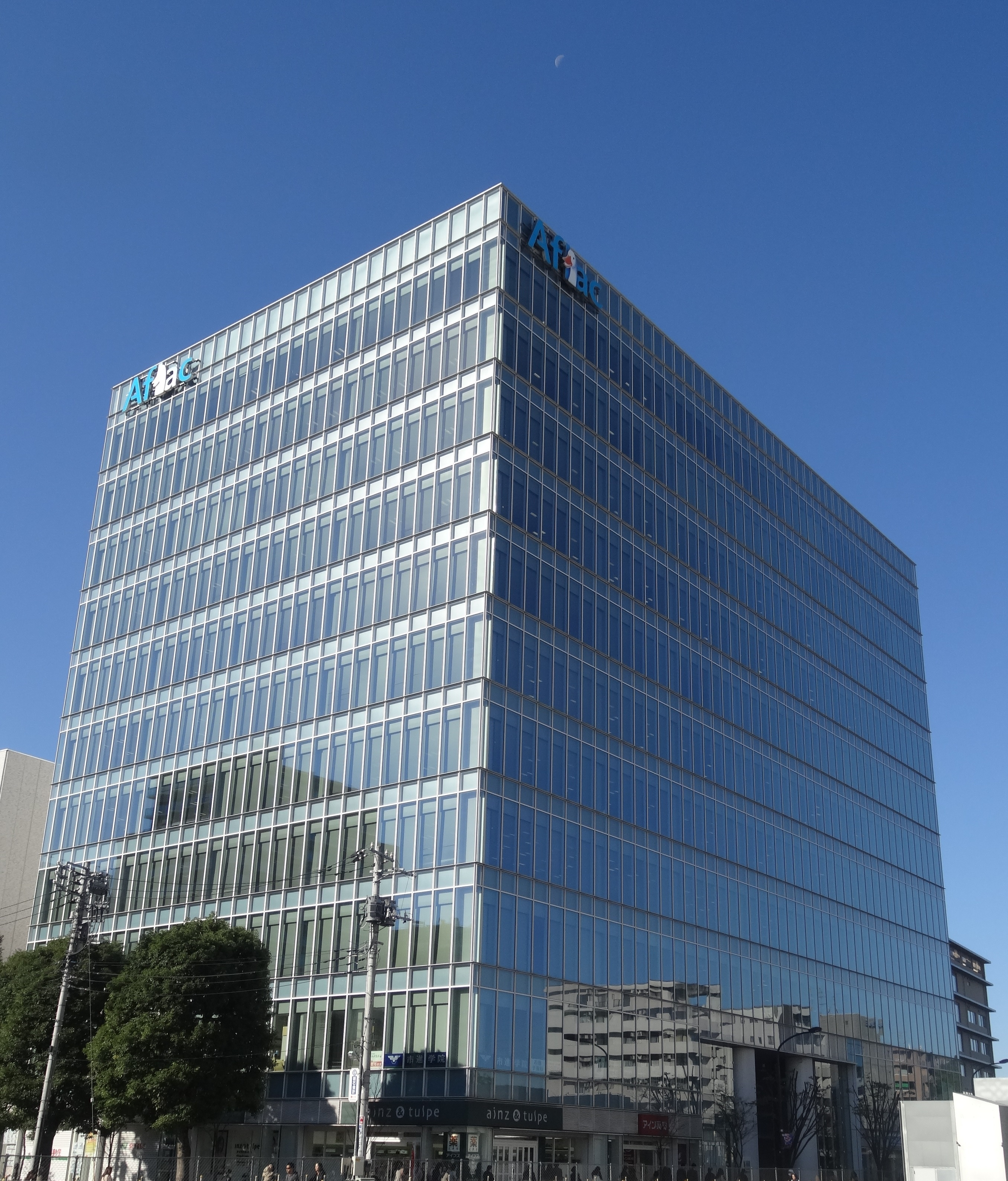
調布駅（トリエ京王調布 サウスゲート）
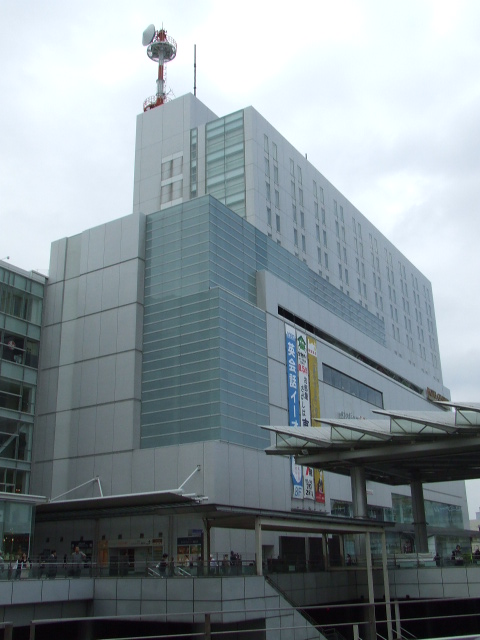
相模大野駅（相模大野ステーションスクエア）
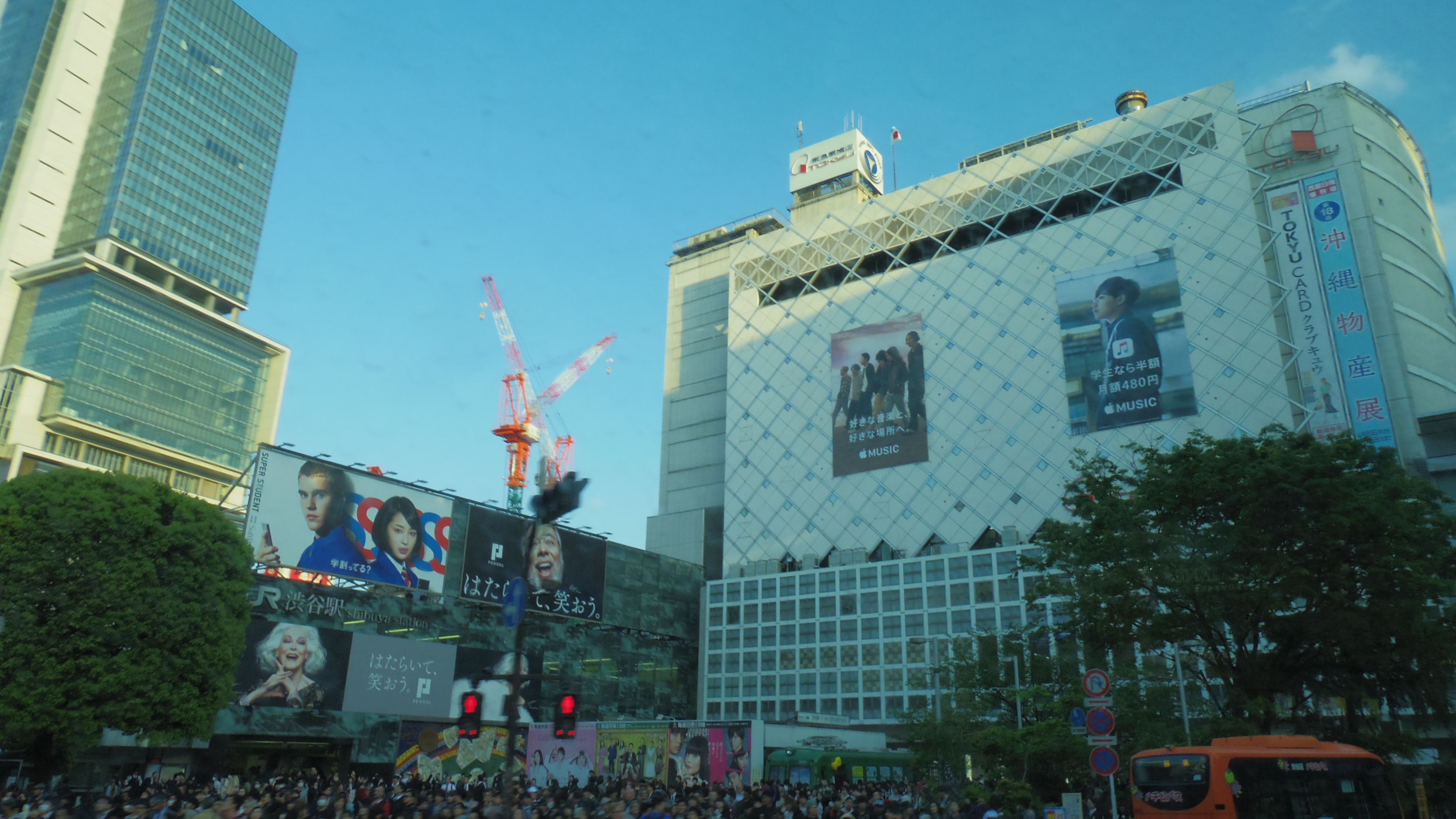
渋谷駅（東急百貨店東横店）

- 名古屋鉄道
  - 名古屋駅・名鉄一宮駅 - 名鉄百貨店(Dpt)
  - 神宮前駅・堀田駅 - オークワパレマルシェ(SC) ※旧・名鉄ストアー
  - 小牧駅 - 名鉄小牧ホテル
  - 名鉄岐阜駅 - イクト(SC)・長住町ビル（ロフト・立体駐車場）

- 静岡鉄道 新静岡駅 - 新静岡セノバ(SC)
- 遠州鉄道 新浜松駅 - 遠鉄百貨店(Dpt)
- 伊豆急行 伊豆高原駅 - やまもプラザ(SC)[20]

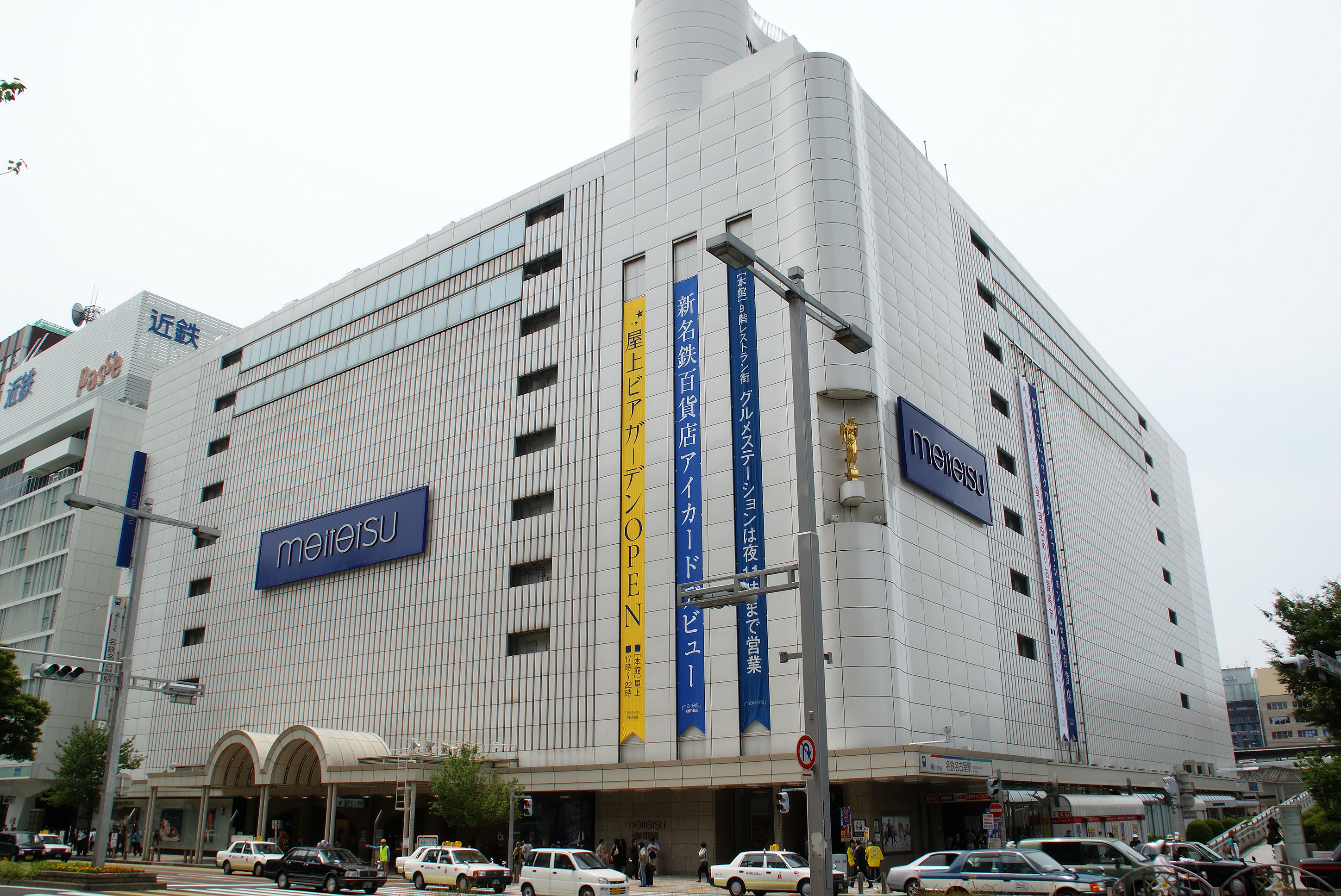
名鉄名古屋駅（名鉄百貨店本店）
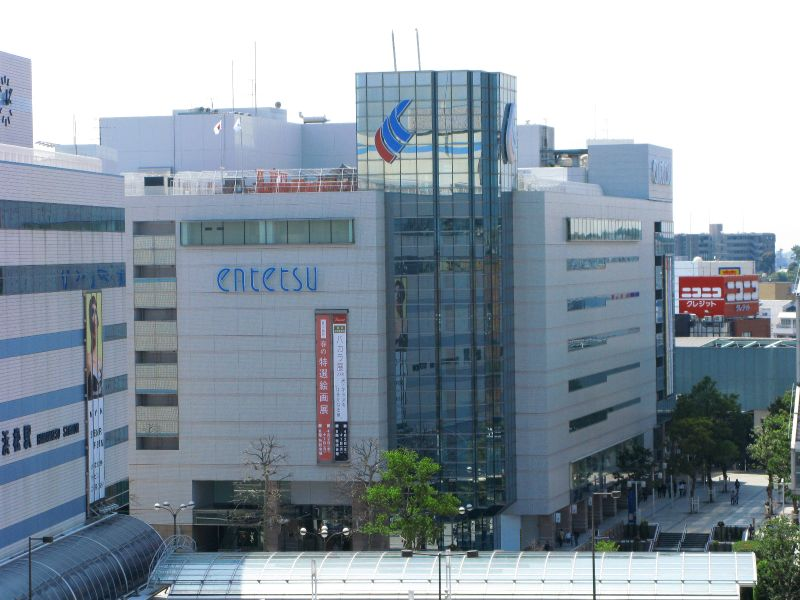
遠鉄新浜松駅（遠鉄百貨店）
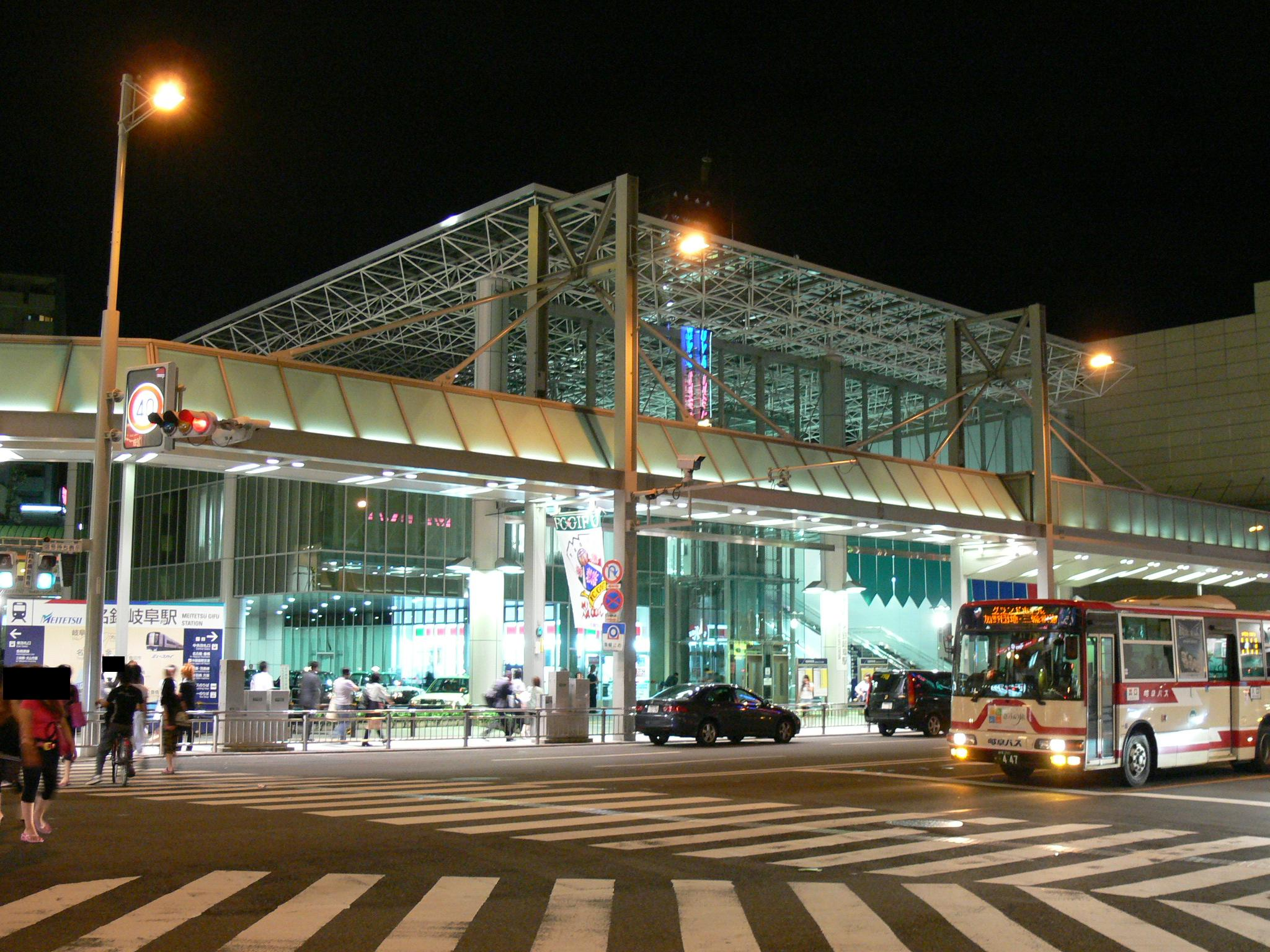
名鉄岐阜駅（岐阜ロフト）

- 近畿日本鉄道
  - 大阪阿部野橋駅 - あべのハルカス（近鉄百貨店(Dpt)他）
  - 大阪上本町駅 - 近鉄百貨店(Dpt)・ 上本町ユフラ 
  - 大阪難波駅 - 近鉄難波ビル
  - 学園前駅 - ル・シエル学園前
  - 近鉄奈良駅 - 奈良近鉄ビル
  - 近鉄四日市駅・近鉄名古屋駅 - 中部近鉄百貨店(Dpt)
  - 京都駅 - 都シティ 近鉄京都駅[21]

- 南海電気鉄道
  - 難波駅 - 南海ビルディング（高島屋(Dpt)他）
  - 堺東駅 - 髙島屋(Dpt)
  - 堺駅 - プラットプラット(SC)
  - 和歌山市駅 - キーノ和歌山
  - 和歌山大学前駅 - エスタシオン

- 京阪電気鉄道
  - 天満橋駅 - 京阪シティモール(SC) ・ホテル京阪
  - 京橋駅 - 京阪モール(SC) ・ホテル京阪
  - 枚方市駅 - 京阪枚方ステーションモール(SC)（京阪百貨店(Dpt)他）
  - 守口市駅 - 京阪百貨店(Dpt)

- 阪急電鉄
  - 大阪梅田駅 - 阪急ターミナルビル（阪急17番街(SC)）・阪急百貨店(Dpt) 他
  - 宝塚駅 - 阪急百貨店(Dpt)
  - 西宮北口駅 - 阪急西宮ガーデンズゲート館(SC)
  - 神戸三宮駅 - 神戸三宮阪急ビル
  - 京都河原町駅 - 京都住友ビル（京都河原町ガーデン(SC)）・髙島屋(Dpt) ・コトクロス阪急河原町（SC）他
    - 高島屋京都店の土地の一部を阪急阪神東宝グループが所有している。

　　蛍池駅 - ルシオーレ
- 阪神電気鉄道
  - 大阪梅田駅 - 阪神百貨店(Dpt)
  - 福島駅 - 阪神福島駅ビル
  - 西宮駅 - エビスタ西宮(SC)（阪神百貨店(Dpt)他）
  - 神戸三宮駅 - 神戸阪急(Dpt)

大阪モノレール
千里中央駅 - せんちゅうパル
- 山陽電気鉄道
  - 山陽姫路駅 - 山陽百貨店(Dpt)

- 神戸電鉄
  - 新開地駅 - 神鉄ビル
  - 小野駅 - 小野神鉄ビル 学童保育所「ひまわりクラブ」他

- 神戸市交通局
  - 学園都市駅 - 神戸交通振興 学園都市駅ビル  飲食、銀行、クリニック等が入居する複合ビル。
  - 名谷駅 - テテ名谷

- 富山地方鉄道 富山駅 - エスタ(SC)（アルビス・富山地鉄ホテル他）
- えちぜん鉄道 ・三国駅 - 京福三国ビル・福大前西福井駅 - 京福西福井ビル えちぜんクルサ
- 一畑電鉄 出雲市駅 - ツインリーブスホテル出雲（一畑百貨店サテライト店併設）
- 広島電鉄 ・楽々園駅 - 広電不動産 楽々園駅ビル 貸ビル

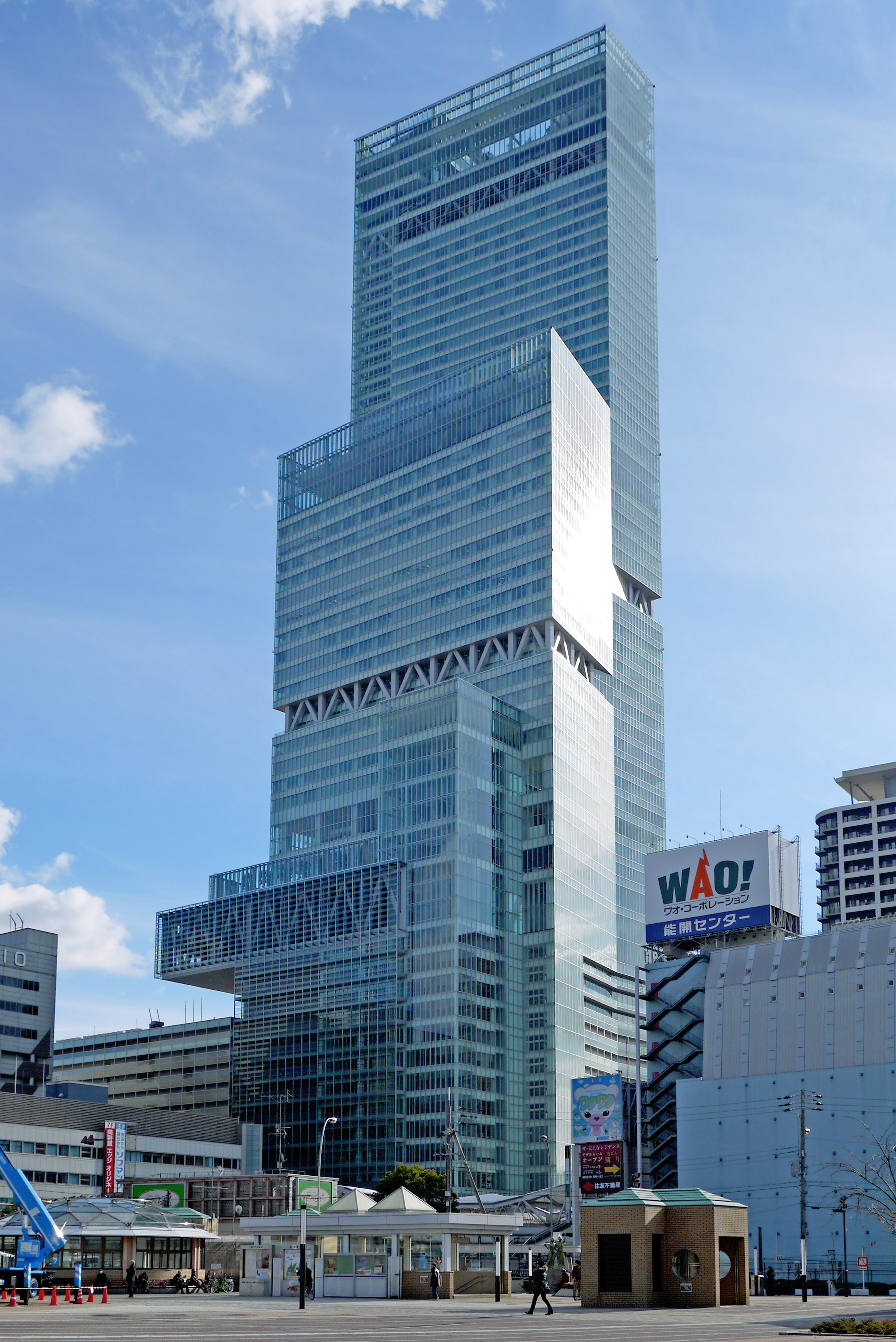
大阪阿部野橋駅（あべのハルカス）
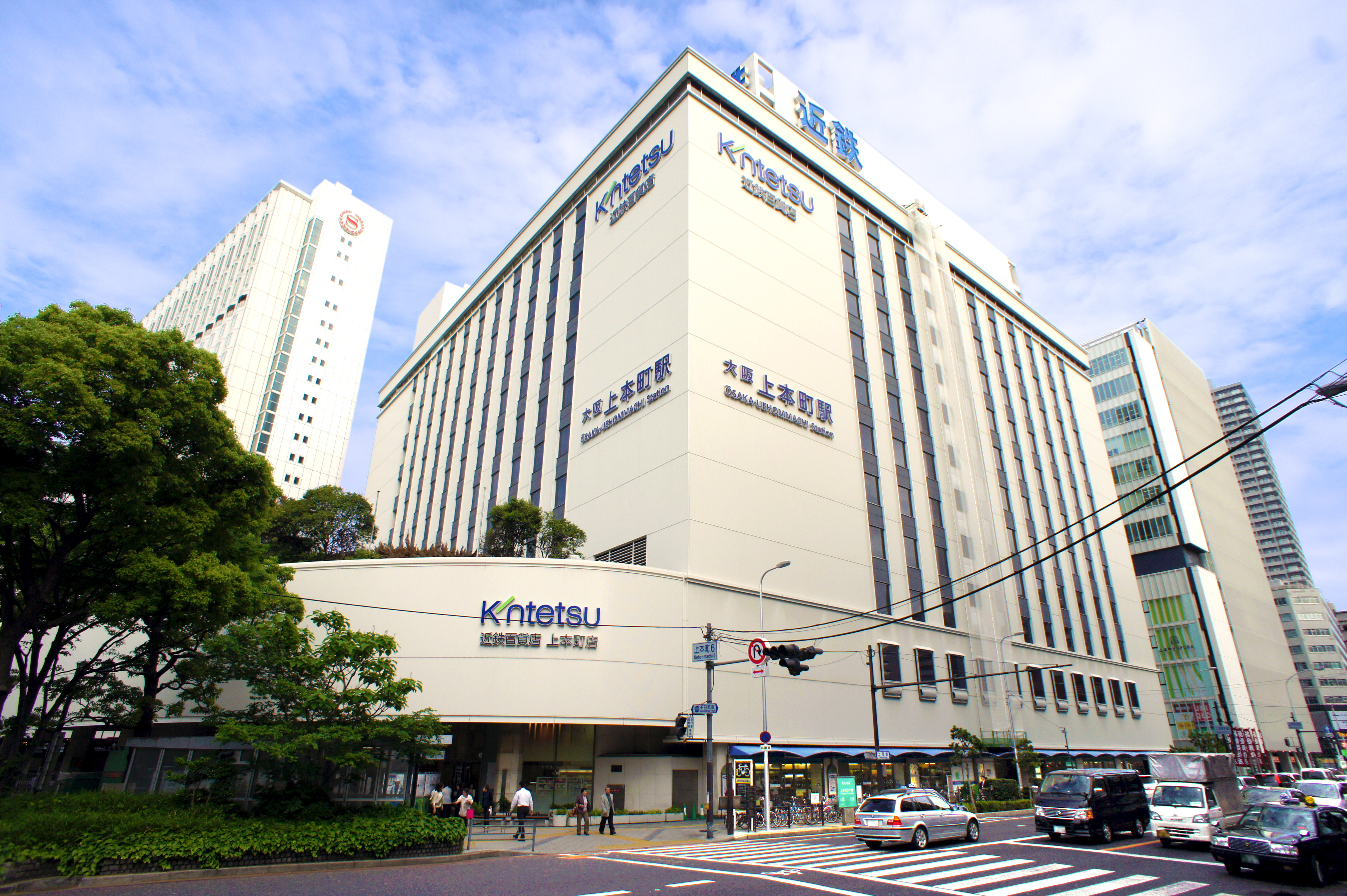
大阪上本町駅（近鉄百貨店上本町店）
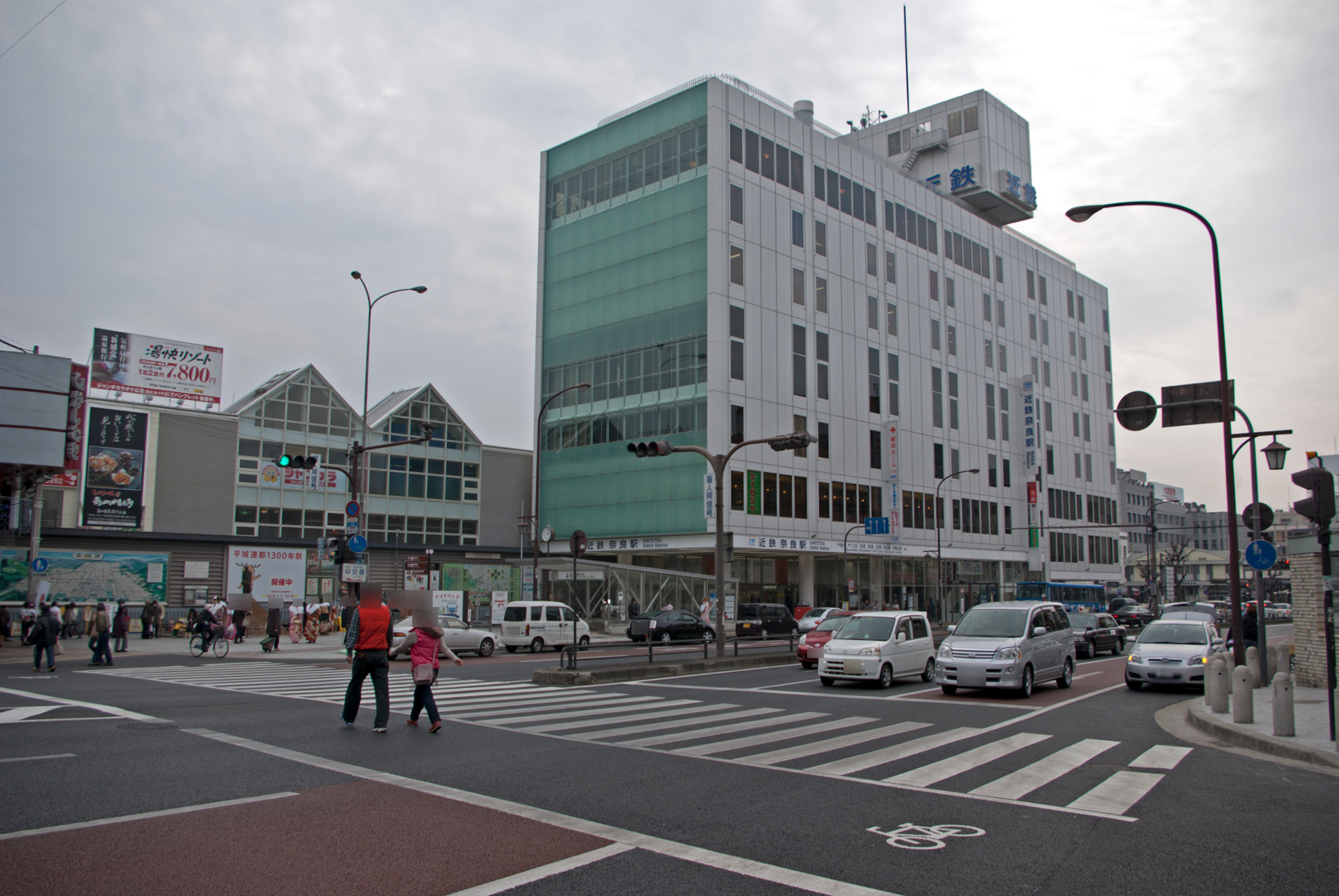
近鉄奈良駅
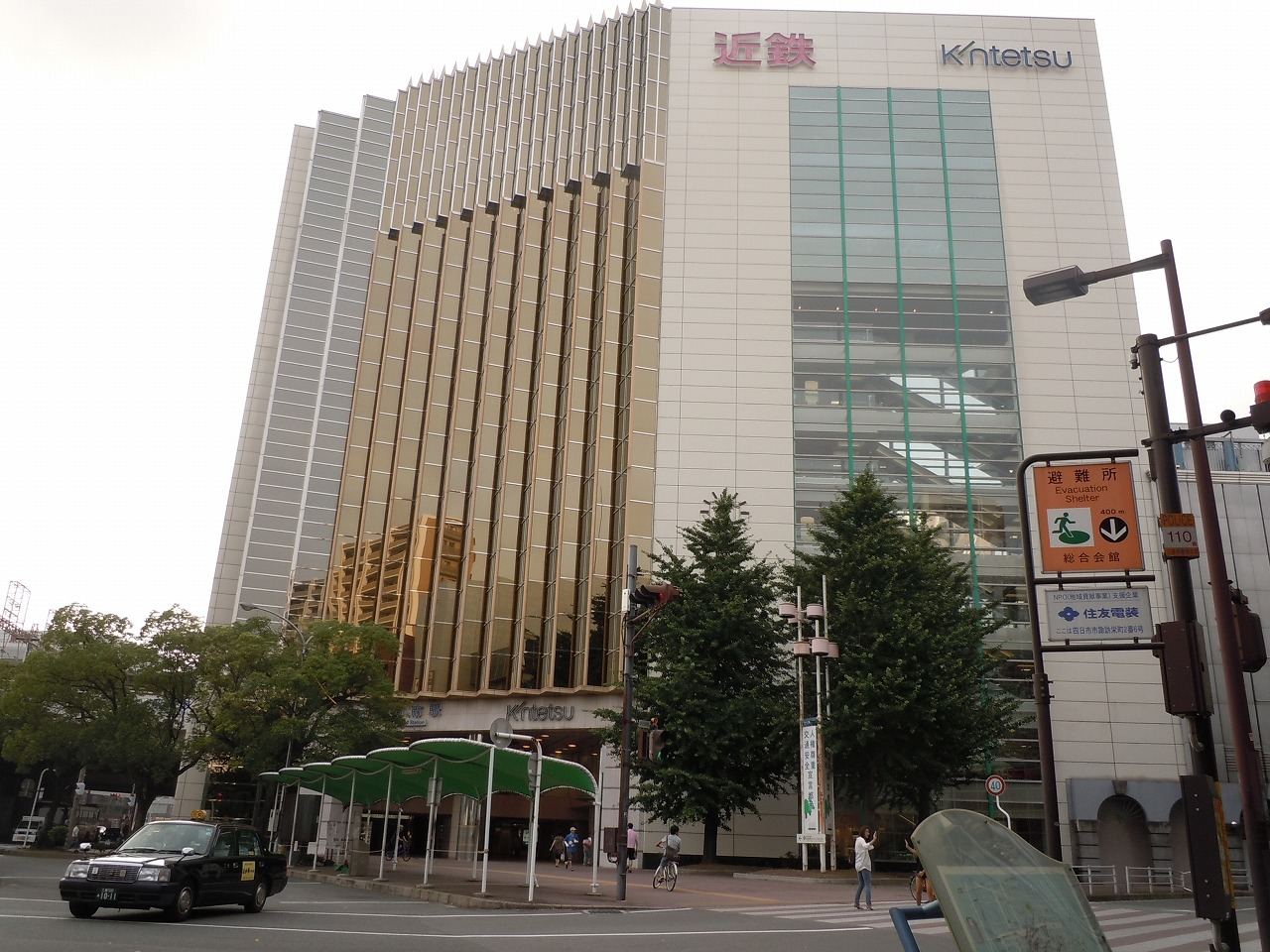
近鉄四日市駅（近鉄百貨店四日市店）
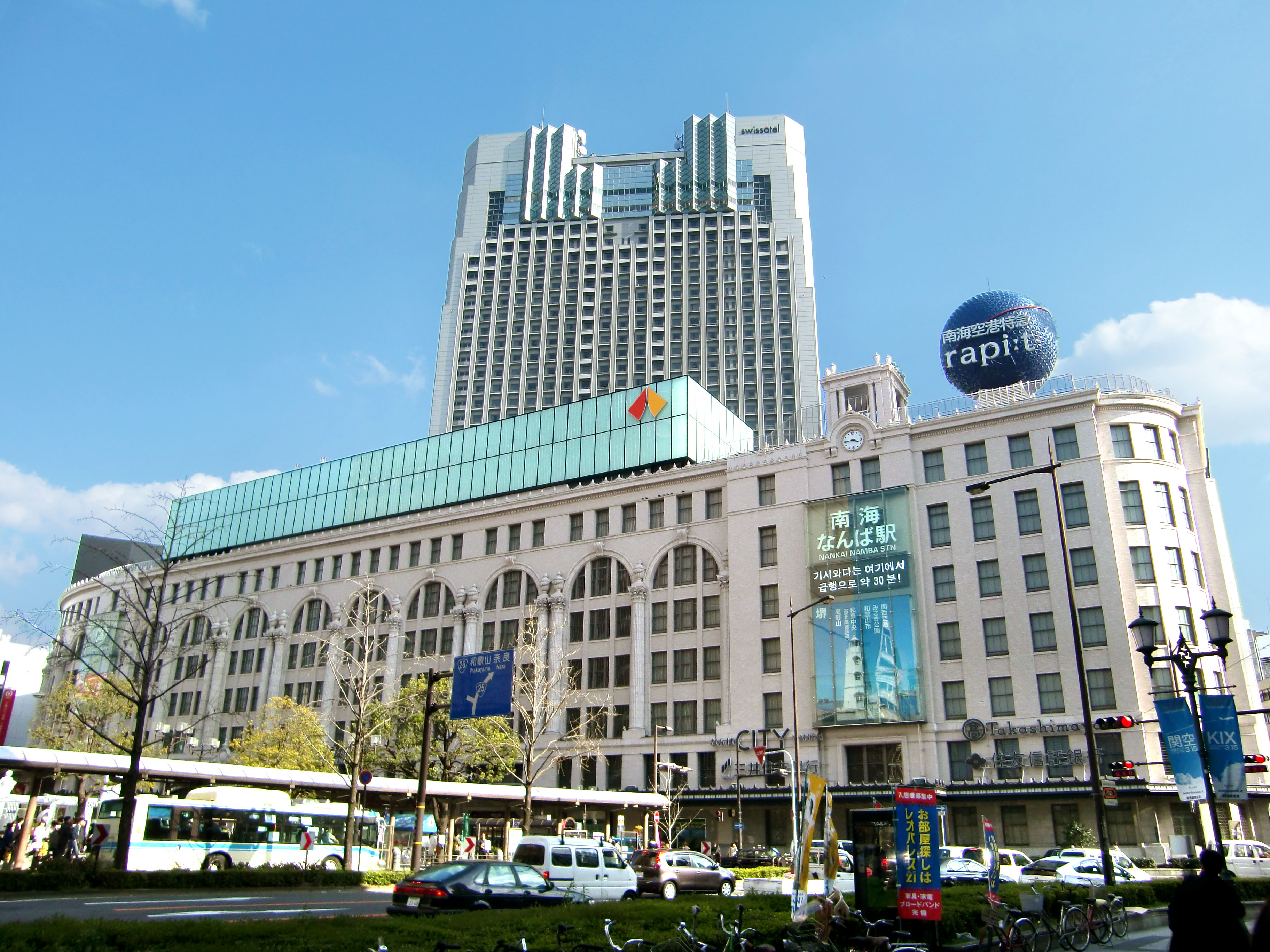
難波駅（南海ビル）
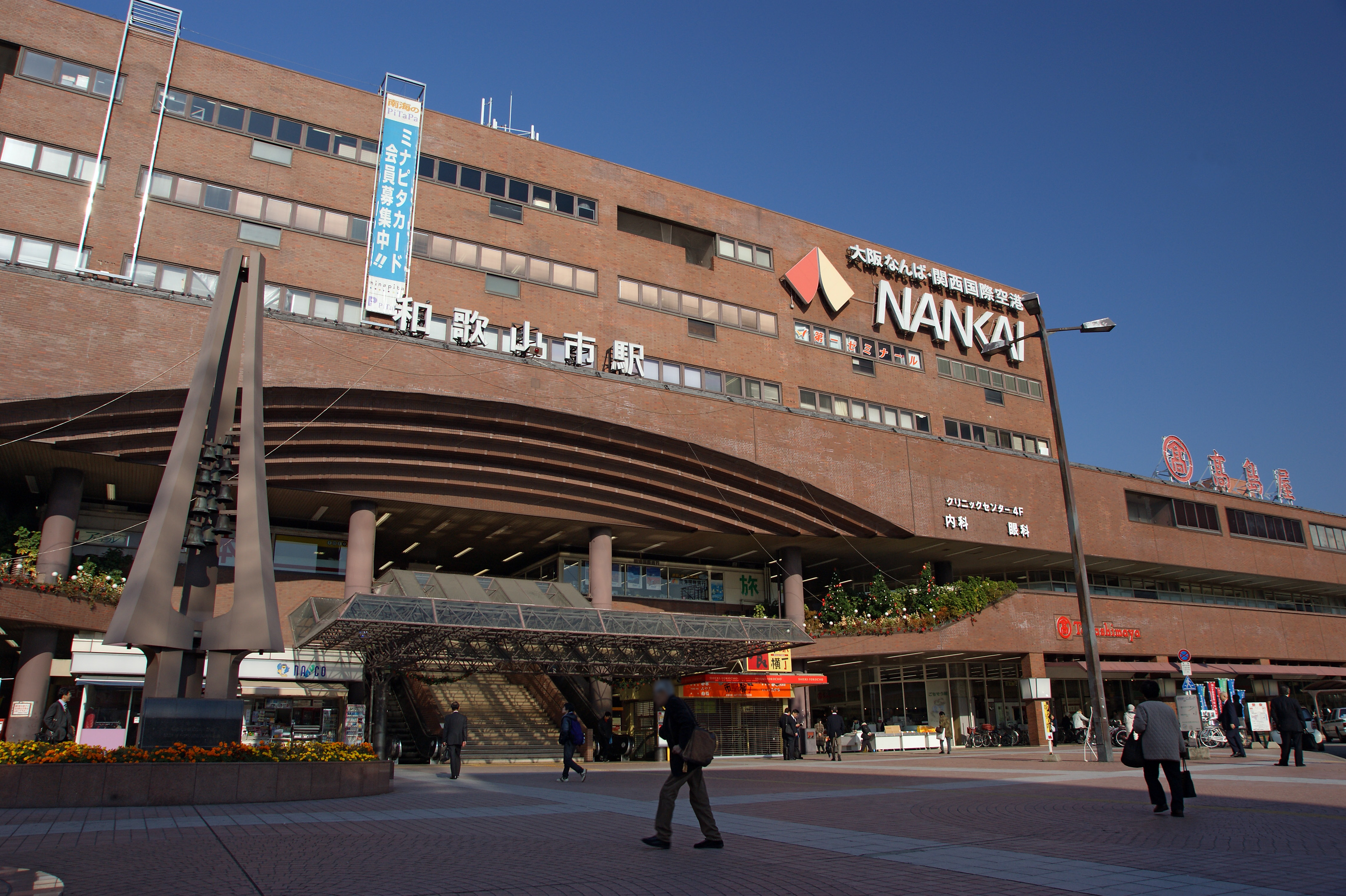
和歌山市駅
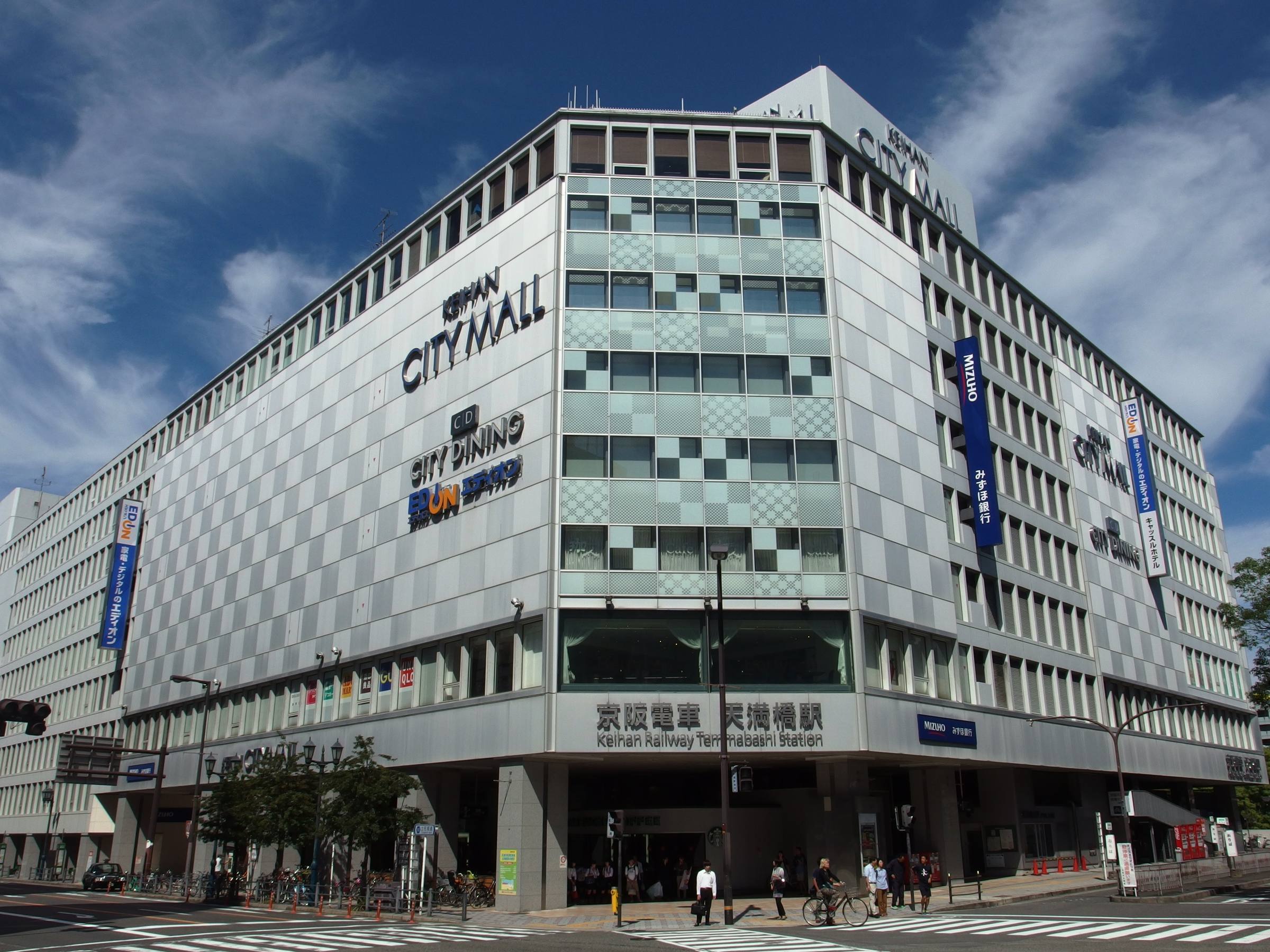
天満橋駅（京阪シティモール）
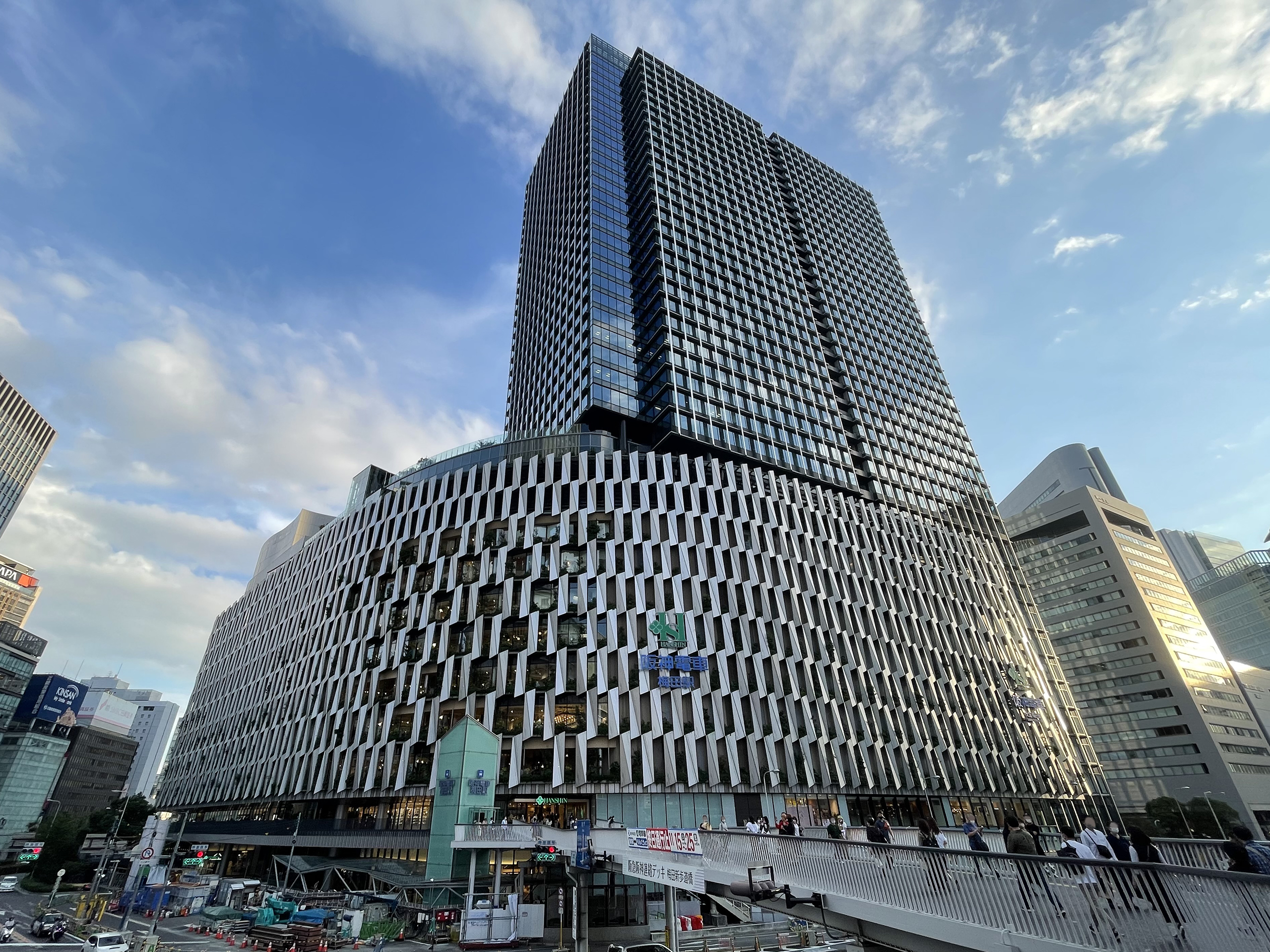
阪神電鉄梅田駅（阪神百貨店梅田本店）

- 高松琴平電気鉄道・瓦町駅 - コトデン瓦町ビル 瓦町FLAG(SC) ※1997年「コトデンそごう」（合弁会社）として開業。2001年閉店後、「高松天満屋」が入居したが、営業不振で2014年3月に閉店。2015年10月に専門店を集めた「瓦町FLAG」として新装開店。

- 伊予鉄道・松山市駅 - いよてつ高島屋(Dpt)

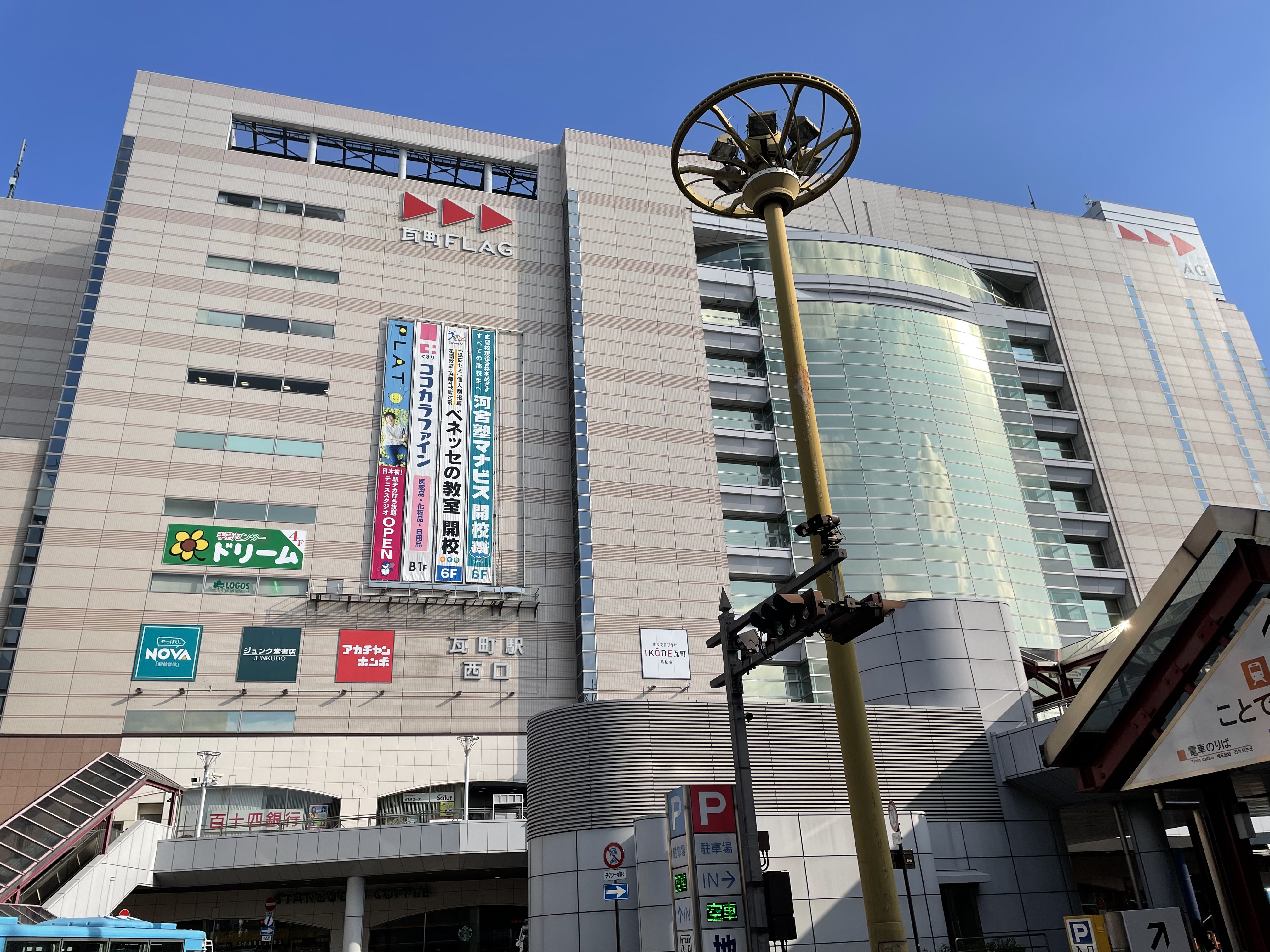
瓦町駅（コトデン瓦町ビル）
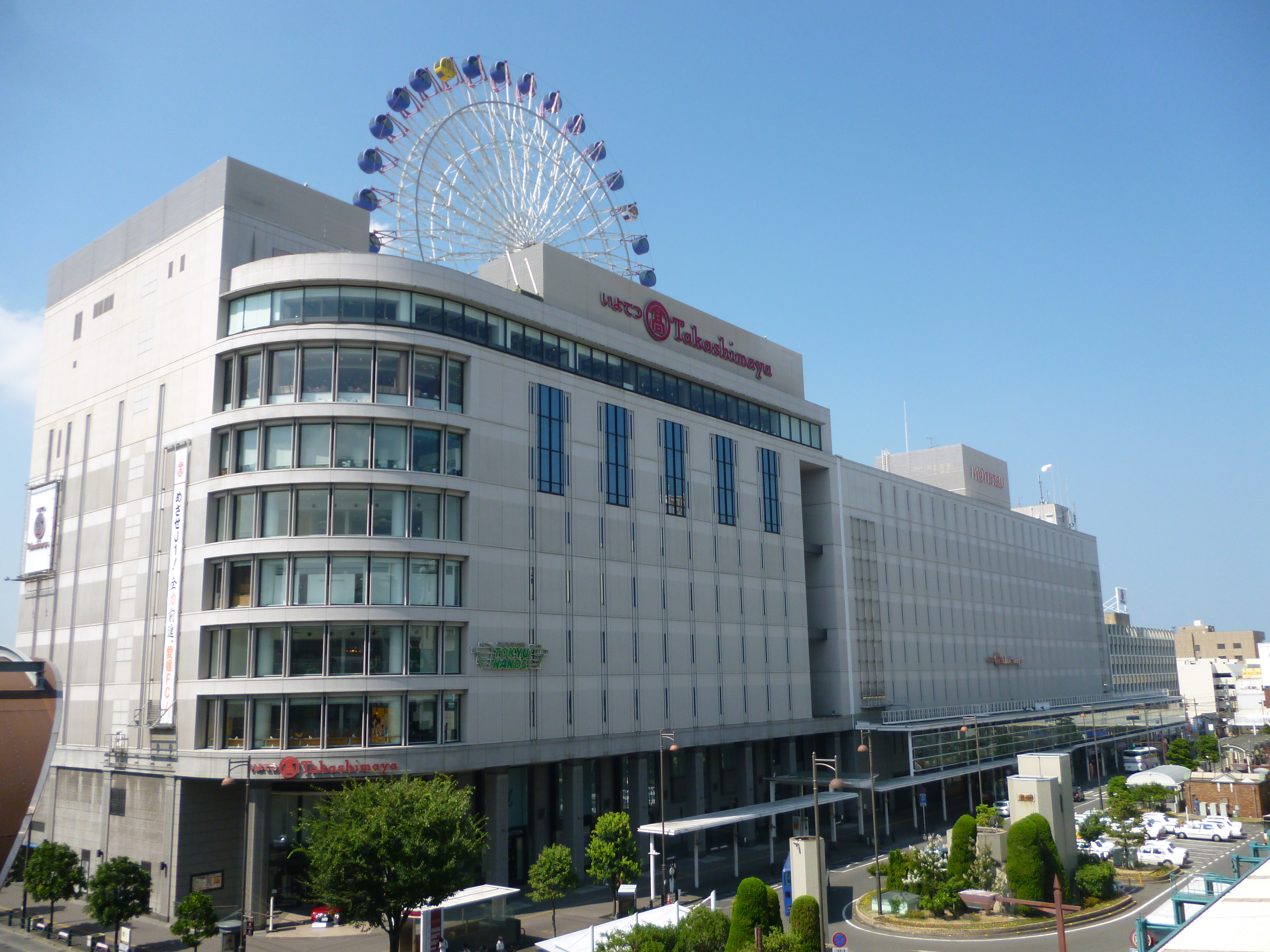
松山市駅（いよてつ高島屋）

- 西日本鉄道
  - 西鉄福岡（天神）駅 - ソラリアターミナルビル(Dpt)（福岡三越、西鉄天神高速バスターミナル入居）・ソラリアステージ(SC)・ソラリアプラザ(SC)（ソラリア西鉄ホテル福岡）
  - 大橋駅 - レイリア大橋(SC)（にしてつストア入居）
  - 西鉄平尾駅 - 医療モール 、保育園等を併設した複合ビル。[22]
  - 西鉄久留米駅 - エマックス・クルメ(SC)（にしてつストア入居）

- 熊本電鉄・藤崎宮前駅 複合ビル（パチンコ店・事務所・駐車場・レストラン街）

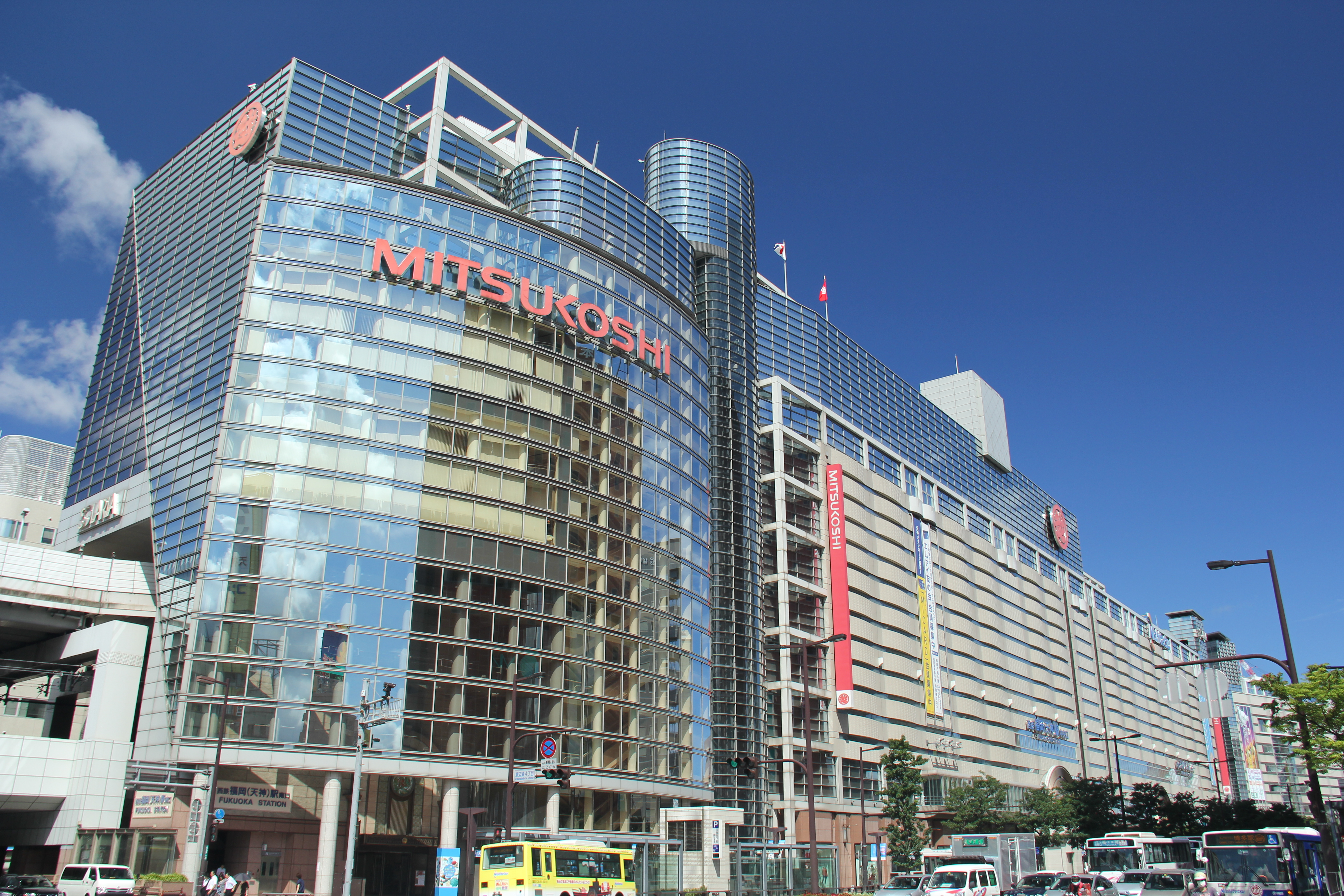
西鉄福岡（天神）駅（ソラリアターミナルビル）

## かつて存在した駅ビル

### JRグループ
- 旭川駅 - 旭川エスタ
  - 2012年7月31日閉店[23]。
- 横浜駅西口 - CIAL
  - 2011年3月27日に閉店するも、同地の再開発によって完成したJR横浜タワーに同名の商業施設が2020年6月開業している。
- 富山駅 - まると百貨店 → 富山ステーションデパート → とやま駅特選館
  - 2015年3月13日閉店。
- 倉敷駅 - 倉敷駅ビルショッピングセンター・ルブラン
  - 2010年11月30日ホテル倉敷閉店、2010年12月31日ルブラン閉店。8階建てのうち、3階以上を解体・撤去

※ 1950-1973年、旧国鉄時代に建設された「ステーションビル」については、「民衆駅」も参照。

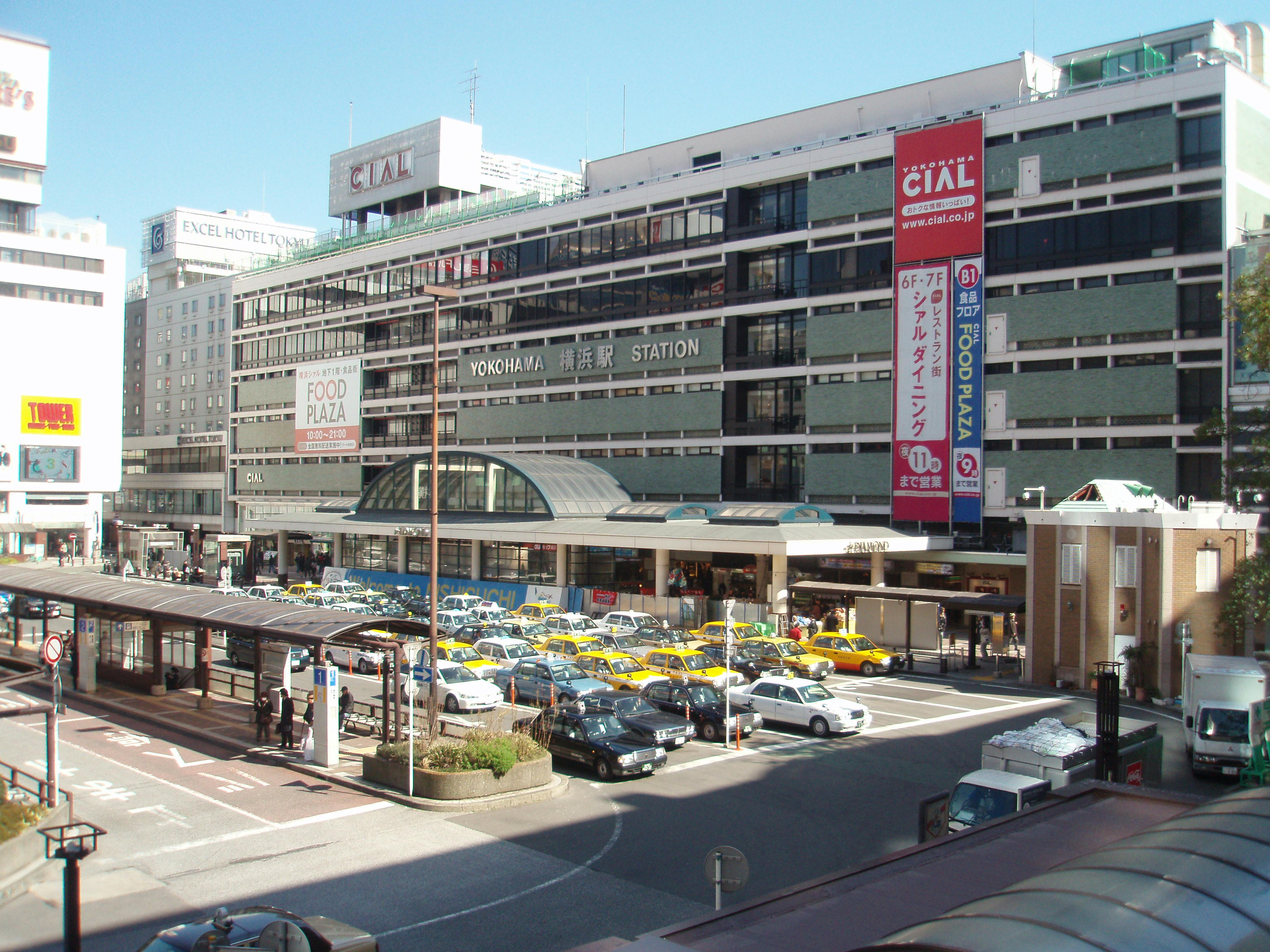
横浜駅（CIAL）
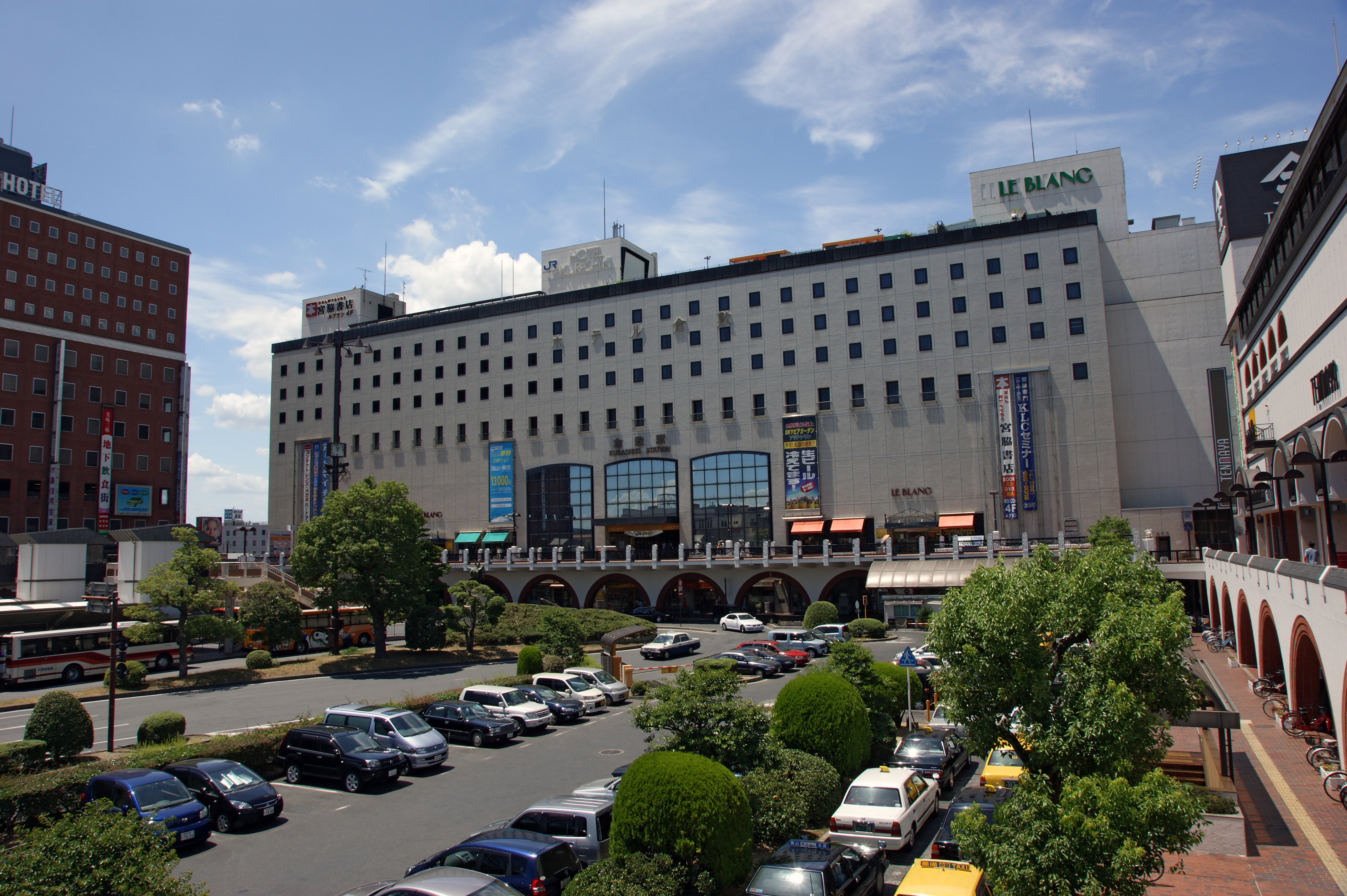
倉敷駅

### 私鉄
- 十和田観光電鉄十和田市駅 - とうてつ駅ビル
  - キーテナントの「とうてつ駅ビル店」は2007年3月31日をもって閉店。2012年4月に鉄道線廃線に伴い駅廃止。みちのく銀行十鉄駅ビル支店と十和田東一番町郵便局のみは駅廃止後もしばらくの間はそのまま営業[24]していたが、いずれも同年内に撤退（いずれも近隣へ移転）し解体。
- 西武鉄道田無駅 - 西武田無ステーションビル
  - 1996年3月31日閉店。駅舎建替に伴い解体。
- 東急電鉄渋谷駅 - 東急百貨店東横店
  - 2020年3月31日閉店。
- 相模鉄道二俣川駅 - 二俣川グリーングリーン
  - 2014年9月30日閉店。2015年11月解体。
- 上毛電気鉄道中央前橋駅 - 上電プラザ
  - 1999年10月解体。
- 長野電鉄本郷駅 - 本郷ステーションデパート
  - 2016年までに全テナント閉店。2020年に閉鎖（駅機能移転）。
- 名古屋鉄道日本ライン今渡駅 - SHOT78 ※2006年9月21日閉店。
- 富山地方鉄道電鉄魚津駅 - 電鉄魚津ステーションデパート「たびじ」 
  - 1998年までに全テナント閉店。2013年7月解体。
- 広島電鉄広電西広島（己斐）駅 - ひろでん会館
- 西日本鉄道新栄町駅 - エマックス・オオムタ

## 合築駅

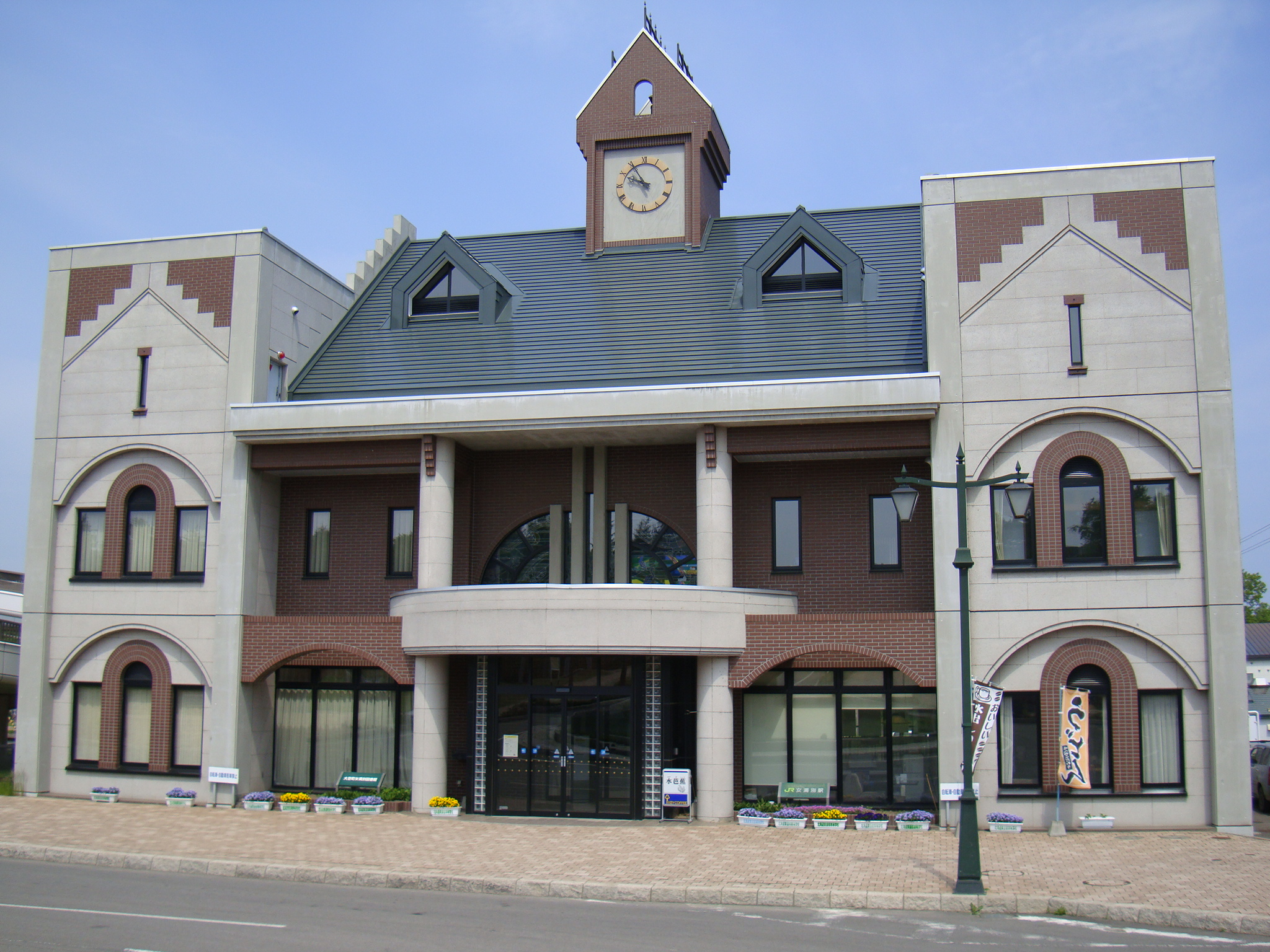
合築駅の例、図書館と一体になった女満別駅舎

JRや私鉄の公式サイト内では「駅ビル」と紹介されることがなく駅ビルとは呼ばれないことが多いが、鉄道駅の駅舎に様々な施設が鉄道駅の施設に合築して使用されているケースが全国に多数ある。例えば、
- 役所 - 山形県の長井駅。
- 図書館 - 北海道の女満別駅、秋田県の金浦駅、富山県の越中舟橋駅、静岡県の佐久間駅など。
- 郵便局 - 福島県の会津川口駅や京都府の吉富駅など。

などが該当する。
特に近年は街づくりの一環として、交通の便がよく集客が見込まれる鉄道駅舎を地域の交流の場として活用しようと、駅舎を改築するケースも増えている。例えば島根県安来市にある安来駅は、2008年に駅舎を大規模に改築した結果、観光と地元の情報発信をする町の玄関口としての機能を高めて観光客の集客に貢献している。また富山県舟橋村にある越中舟橋駅に併設された舟橋村立図書館は、駅直結というアクセスの良さも手伝って、年間約151,000冊、住民1人あたりの貸出冊数は55.8冊と、村民一人当たりに換算した貸出冊数が日本一の図書館となった。この事例は村内コミュニティーの中心的活動基地として村おこしに大きく貢献した成功例として高く評価されている。
地方行政体による大規模な開発によるもの
- 新札幌駅 - 札幌副都心開発公社（第三セクター） アークシティデュオ(SC)（サンピアザを含む）札幌市の「厚別副都心開発基本計画」に基づいたショッピングセンター内に駅やバスターミナルが併設されている。[27]
- 稚内駅 - まちづくり稚内 キタカラ バスターミナル、地域交流センター、高齢者用のグループホーム併設。[28]
- 岐阜駅 - アクティブG 岐阜市再開発事業で、鉄道高架化に伴い岐阜県が建設したもの。商業施設は森ビル都市企画が運営。公証人合同役場、県パーソナル・サポート・センター、県総合人材チャレンジセンターなどが入居。[29]
- 藤枝駅 - オーレ藤枝 藤枝市再開発事業 新日邦藤枝駅南口開発プロジェクト[30]
- 吹田駅 - 吹田開発 吹田さんくす 吹田市の駅前再開発事業により建設されたビル内に併設。市民サービスコーナー、吹一地区公民館分館、さんくす図書館、社会福祉協議会などが入居している他、ダイエーを核とした商業施設（さんくす名店会）を形成している。[31]
- 播州赤穂駅 - （兵庫県） 赤穂駅周辺整備（第三セクター） プラット赤穂 ※経営破綻、2012年10月に民事再生の申し立て[32]。
- 仙台市地下鉄南北線 泉中央駅 - ヒューモス スウィング 仙台市の土地区画整理事業により、1992年地下鉄延伸と同時に千代田生命ビルが建設。2002年に2階以上をヒューモスが購入。（開発主体は仙台市だが、ビル自体は民間との合作）[33]

地域交流センター等
自治体施設併設駅は、2013年3月31日現在JR東日本管内だけでも84駅ある。
- 北広島駅 - （北海道）北広島市 エルフィンパーク[35]
- 浪岡駅 - 青森市 浪岡交流センター あぴねす[36]
- ほっとゆだ駅 - （岩手県）西和賀町 ほっとゆだ[37]
- 金浦駅 - （秋田県）にかほ市立 図書館 こぴあ [38]
- 院内駅 - （秋田県）湯沢市 院内銀山異人館 [39]
- さくらんぼ東根駅 - （山形県）東根市 さくらんぼタント館 [40]
- 赤湯駅 - （山形県）南陽市 総合観光物産センター サーマルプラザ [41]
- 新庄駅 - （山形県）最上広域市町村圏事務組合 交流センター ゆめりあ [42]
- 小海駅 - JA長野 厚生連佐久総合病院付属 小海診療所 [43]
- 平岡駅 - （長野県）天龍村 ふれあいステーション 龍泉閣 [44]
- 亀田駅 - （新潟市）江南区役所出張所 地域交流センター [45]
- 津南駅 - （新潟県）津南町観光協会 リバーサイド津南 [46]
- 美川駅 - （石川県）白山市 コミュニティプラザ ふれ愛ホール [47]
- 粟生駅 - （兵庫県）小野市 あお陶遊館 アルテ [48]
- 安来駅 - （島根県）安来市観光協会 アラエッサ ヤスギ [49]
- 徳山駅 - （山口県）周南市ふるさと進行財団 市民交流センター。※旧・徳山ステーションビル「トークス」（2000年解散）跡を市が購入[50]。
- 由岐駅 - （徳島県）美波町 由岐ふれあいホール ぽっぽマリン[51][52]
- 田主丸駅 - （福岡県）久留米市 田主丸ふるさと会館（特産物展示場・河童資料館）[53]
- 別府大学駅 - （大分県）別府市 国際交流会館（1995年完成）内に設置。[54]
- 門川駅 - （宮崎県）門川町 コミュニティセンター アピオ [55]

道の駅
- 浜小清水駅 - （北海道）小清水町 道の駅はなやか（葉菜野花）小清水
- 大谷海岸駅 - （宮城県）気仙沼市 道の駅大谷海岸（本吉農林水産物直売センター）
- 九頭竜湖駅 - （福井県）大野市 道の駅九頭竜

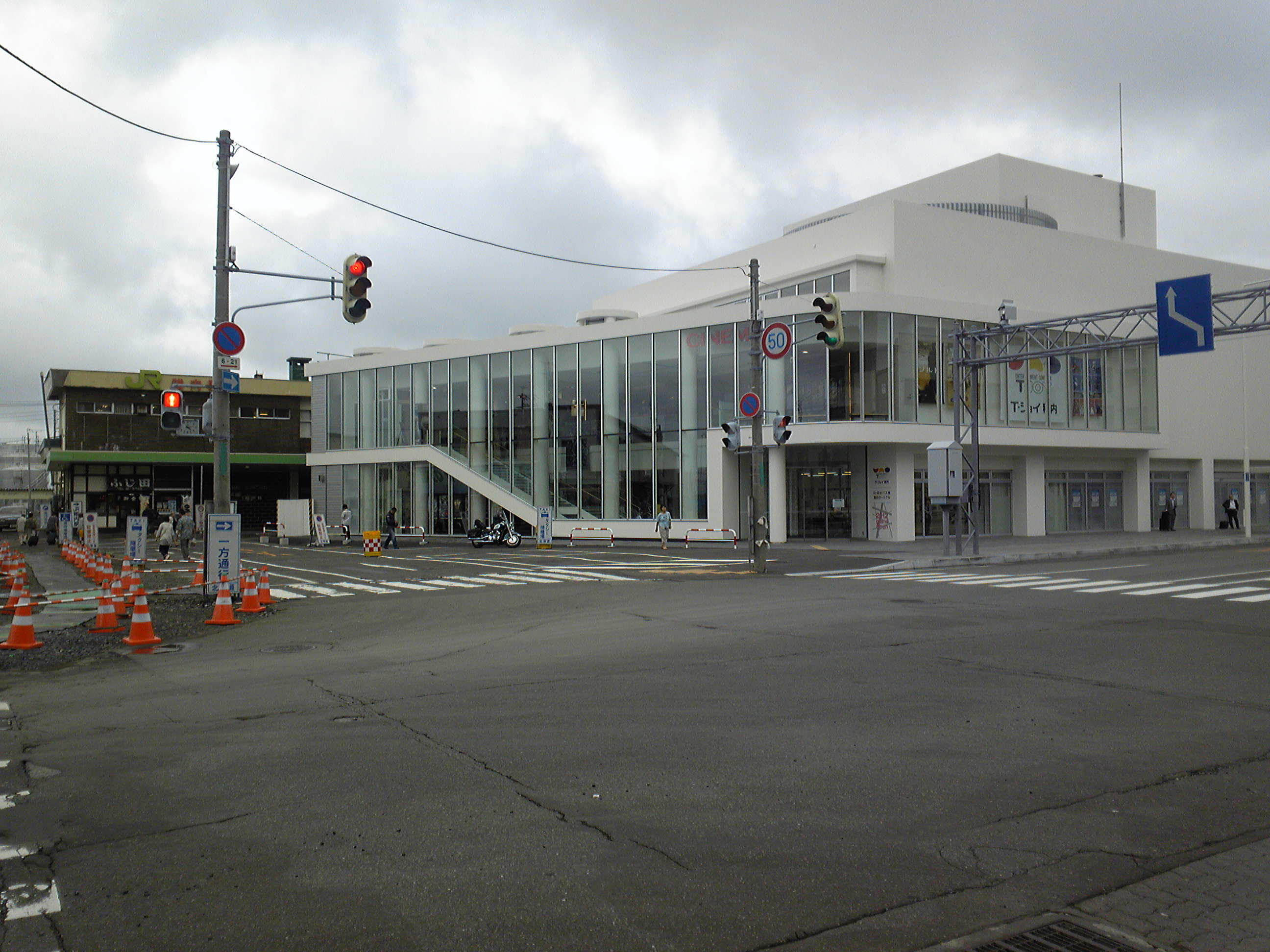
稚内駅 kitacolor（キタカラ）

私鉄
- 三陸鉄道 陸中野田駅 - 野田村 道の駅のだ（観光物産館ぱあぷる）
- 秋田内陸縦貫鉄道 阿仁前田温泉駅 - 北秋田市 温泉保養施設クウィンス森吉[56]
- 野岩鉄道 湯西川温泉駅 - 日光市 道の駅湯西川（湯の郷 湯西川 観光センター） 天然温泉がある。
- 秩父鉄道 秩父駅 - (財)秩父地域地場産業振興センター 地場産センター
- 北越急行 まつだい駅 - 十日町市 道の駅まつだいふるさと会館
- 富山地方鉄道
  - 上市駅 - JAアルプス上市支店
  - 五百石駅 - 立山町 元気交流ステーション[57]
- 樽見鉄道 織部駅 - （岐阜県）本巣市 道の駅織部の里もとす
- 土佐くろしお鉄道 田野駅 - （高知県）田野町 道の駅田野駅屋